# Valle del Mezquital
El Valle del Mezquital (del otomí: Botꞌähi) es una de las regiones geográficas y culturales en Hidalgo, México; siendo la región de mayor extensión en dicho estado. Geográficamente se encuentra conformada por diversos valles y llanos, delimitados por sierras volcánicas y derrames basálticos. Se caracteriza por su ecosistema de clima seco, así como por sus manantiales y aguas termales. Los municipios que la comprenden comparten una historia y cultura, que cada uno ha interpretado de acuerdo con su propia visión e identidad.
Su delimitación se basa en aspectos culturales, históricos y ecológicos con énfasis en los hidrológicos, es decir, en la localización de los parteaguas de las subcuencas de los cauces del río Tula y el río San Juan. El Valle del Mezquital se encuentra al occidente de Hidalgo, y puede extenderse hasta la parte del norte del estado de México y una limitada zona del sureste del estado de Querétaro.
Esta región se encuentra habitada principalmente por el pueblo indígena otomí; los otomíes de esta región hablan dos variantes del idioma otomí denominadas: otomí del oeste del Valle del Mezquital y otomí del Valle del Mezquital. Ellos llaman a su lengua y se denominan a sí mismos como: hñähñú; además llaman a esta región en su idioma natal como B'ot'ähi”. El Valle del Mezquital está asociado tradicionalmente con los términos otomí, pobreza y aridez; se considera que los factores climáticos y geográficos, han sido determinantes en la extrema pobreza de los indígenas y su tenaz lucha para sobrevivir.
El calendario ritual se encuentra lleno de festividades de profundo valor cultural, herencia del mestizaje indígena y español; ya sea en los festejos de los santos patronos, el carnaval, Semana Santa, día de muertos o los festejos de la Virgen de Guadalupe. En expresiones de arte popular  destaca el trabajo textil y de cestería, elaborados con materiales como el ixtle, y hojas de palma real y pencas de cucharilla; así como el de alfarería realizada con barro sin engrasar.
En gastronomía los elementos naturales de la tierra se integran en los alimentos y bebidas de la región como la barbacoa, el ximbó o el pulque; y en el consumo de distintos escarabajos comestibles como los escamoles (larvas de la hormiga), chinicuiles (gusano de maguey), xotlinilli o jumiles (chinche de monte), chincharras, chapulines, chahuis o xamues (chinches del árbol de mezquite) y huevecillos de avispa.
En cuanto a agricultura a pesar de ser de sus características, es apodado "El Granero de Hidalgo"; esto debido a que a la región llegan las  aguas residuales provenientes de la Zona Metropolitana del Valle de México, que se aprovechan para los sembradíos. La industria se encuentra principalmente al sur, donde se refina petróleo, se produce cemento y se genera energía eléctrica.

## Toponimia

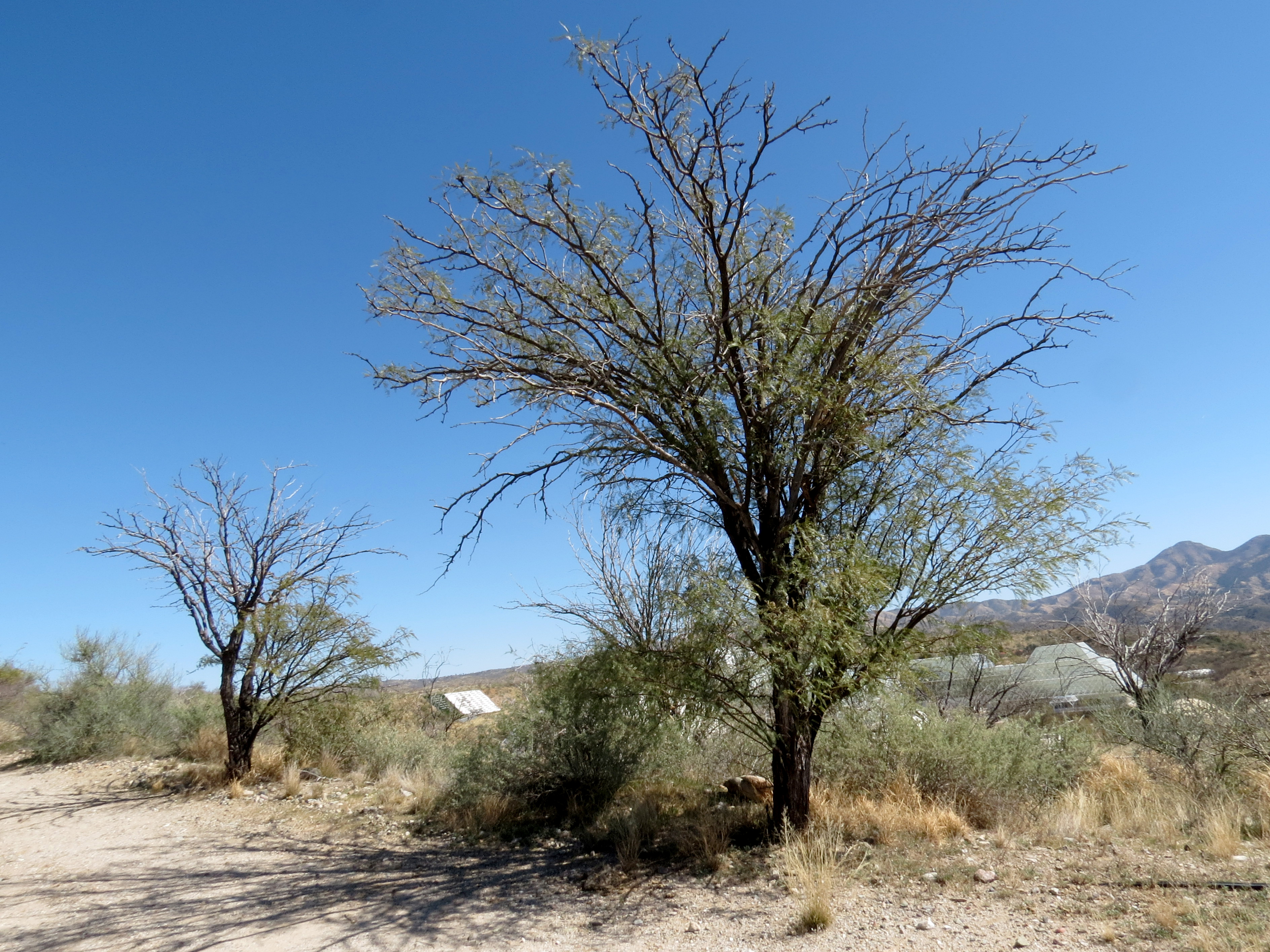
Mezquite.

La región se denomina Valle por ser el terreno predominante de la región; aunque no es un solo valle, su territorio está formado por distintos valles y llanuras; delimitados por pequeñas zonas montañosas. El término mezquital significa "terreno poblado con mezquite", la que a su vez proviene del náhuatl miskitl; aunque esta región no esta cubierta exclusivamente de mezquites. El pueblo otomí denomina a esta región en su idioma natal como Botꞌähi.
Algunos historiadores señalan que el nombre prehispánico de la región fue Teotlalpan; región específica que separaba a los pueblos por características históricas y étnicas comunes, que también tenía una connotación geográfica. La Teotlalpan tenía una delimitación ambigua, en muchas ocasiones hacía referencia al rumbo norte de Tenochtitlan; este término fue adquiriendo grados mayores de ambigüedad e imprecisión en la Nueva España, conforme se desarrollaba la dominación del espacio indígena y su modificación hacia lo español.
Es en el año de 1746 cuando José Antonio Villaseñor y Sánchez, menciona por primera vez el término Valle del Mezquital, en su obra Teatro Americano, descripción general de los reinos y provincias de la Nueva España y sus jurisdicciones. Para el año de 1791, el censo levantado en la jurisdicción de Ixmiquilpan señala que este se encuentra en el “Mezquital”, lo cual denota que hacia finales del siglo XVIII ya se hace un uso generalizado del término.

## Delimitación

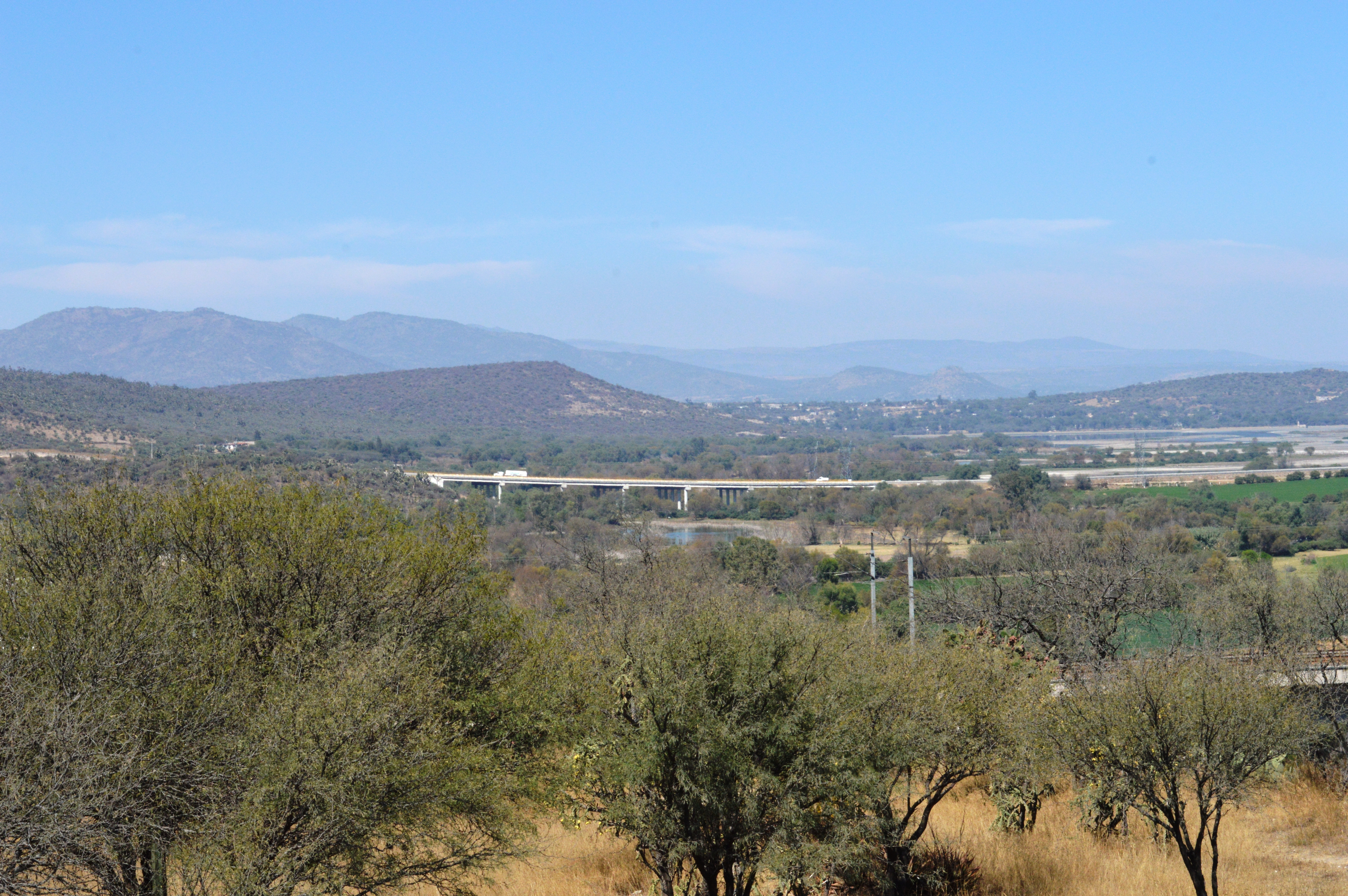
Panorámica en el municipio de Tula de Allende.

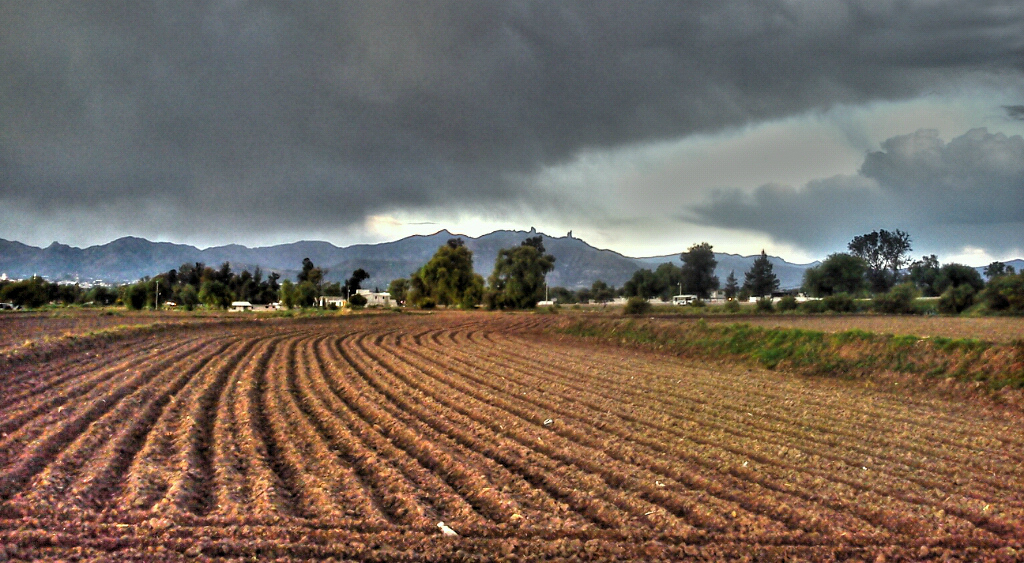
Panorámica en el municipio de Actopan.

Siempre ha existido un desacuerdo sobre sus límites y colindancias; tradicionalmente y en términos generales, se identifica como la zona semiárida de la región occidental del estado de Hidalgo. Sin embargo, los intentos de delimitación han sido diversos y con criterios distintos; variando su extensión y límites, con el paso del tiempo y distintos autores.
Lauro González Quintero apoyado en la distribución de la Flor San Pedro (Flourensia resinosa), en 1968 en el libro Tipos de vegetación del Valle del Mezquital, Hgo; señala que los límites son al norte la Sierra de Juárez, al este la Sierra de Actopan, al sur la serranía de El Mexe y al oeste la Sierra de Xinthé, con lo cual el Valle del Mezquital estaría reducido a un triángulo formado por Progreso, Actopan e Ixmiquilpan. Otros investigadores como Beatriz Canabal Cristiani y Carlos Roberto Martínez Assad, en el trabajo Explotación y dominio en el Mezquital, en 1973; ampliaron los límites hasta Tlahuiltepa y Jacala, al norte; Tolcayuca y los municipios del norte del estado de México, al sur; Metztitlán, Atotonilco el Grande, Mineral del Chico y Pachuca, al oriente; y el estado de Querétaro, al occidente.
Un concepto semejante es formulado por Raúl Guerrero Guerrero, en el trabajo Los Otomíes del Valle del Mezquital. (Modo de vida, etnografía y folklore) en 1983, donde planteó dos criterios, uno de tipo geográfico y otro de tipo étnico: geográficamente el valle sería un triángulo formado por las localidades de Tula, Actopan e Ixmiquilpan. Mientras que etnográficamente, abarcaría también Pacula, Jacala y Tlahuiltepa; los municipios del norte del estado de México, que colindan con el estado de Hidalgo; los municipios de Metztitlán, Atotonilco el Grande, Mineral del Chico y Pachuca al oriente; y el estado de Querétaro, al occidente.
Manuel Arellano Zavaleta, lo delimita por las cuencas hidrográficas de los ríos Tula y Salado, y por los valles de la cuenca alta del río Pánuco. Elinor Melville propone una delimitación semejante al señalar que consiste en ocho planicies y valles, y en un área de colinas bajas que forman las cabeceras hidrológicas del río Tula. Otros historiadores como Fernando López Aguilar, también presentan una configuración del Valle del Mezquital que comprende las cuencas del río Tula y sus afluentes.
Así, la configuración del Valle del Mezquital comprende las cuencas hidrográficas de los ríos Tula y  San Juan, así como sus afluentes los ríos Actopan, Alfajayucan, Arroyo Zarco, El Salto, Rosas, Salado, Tecozautla, y Tlautla. Es decir, la cabecera alta de la cuenca del sistema Moctezuma-Pánuco. Siendo sus límites naturales al norte y noreste las estribaciones de la Sierra Madre Oriental como la Sierra de Juárez y la Sierra de Actopan (también denominada serranía de los Frailes); por el este y al sureste la Sierra de Tezontlalpan (también denominada Sierra de Tolcayuca); al sur el macizo montañoso de Tetepango-Ajacuba, y las montañas en Apaxco; y al oeste y al noroeste, las montañas en los municipios de San Juan del Río y Tequisquiapan.

## Geografía

### Relieve

#### Provincias fisiograficas

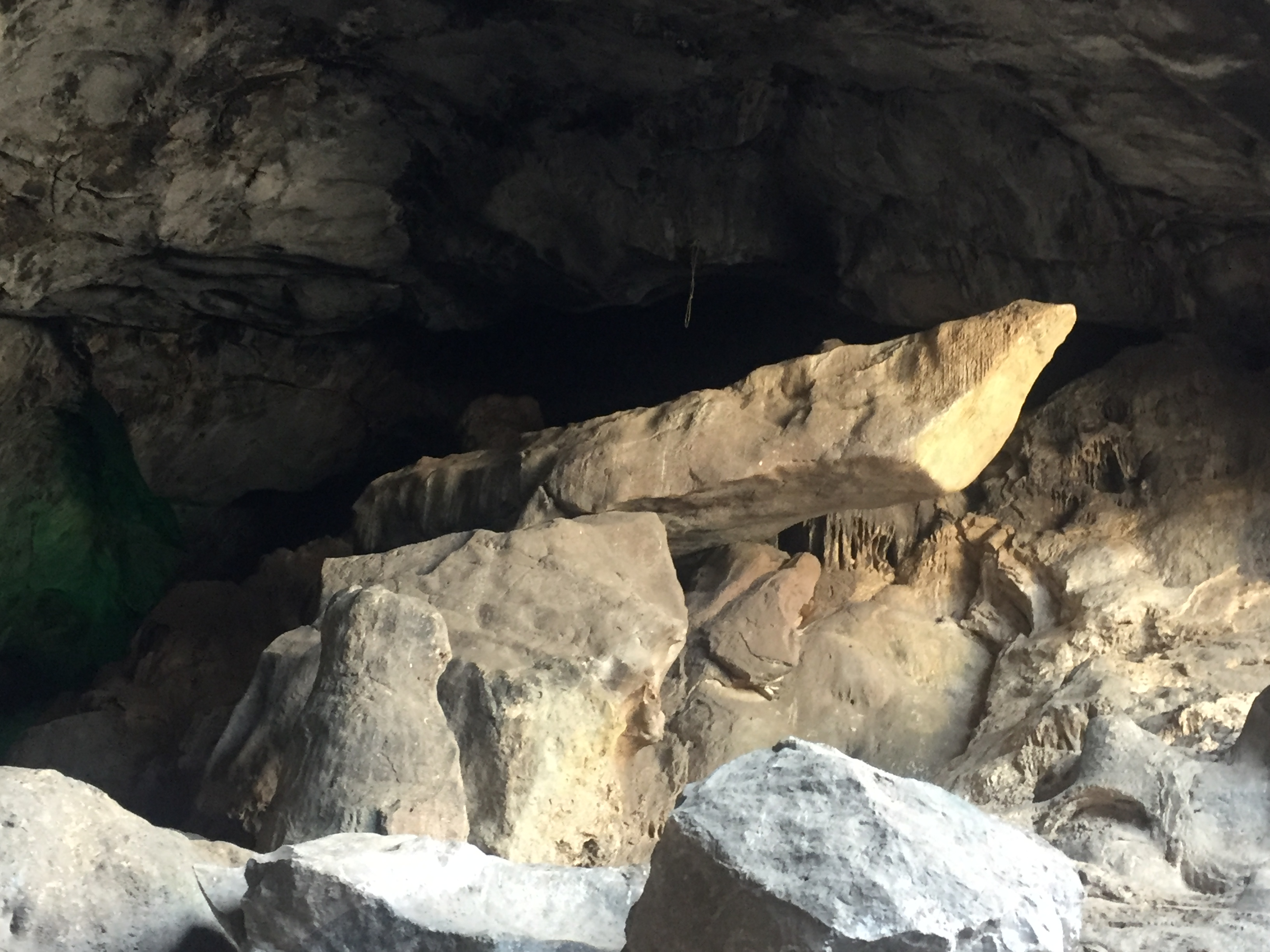
Grutas de Xoxafi en el municipio de Santiago de Anaya.

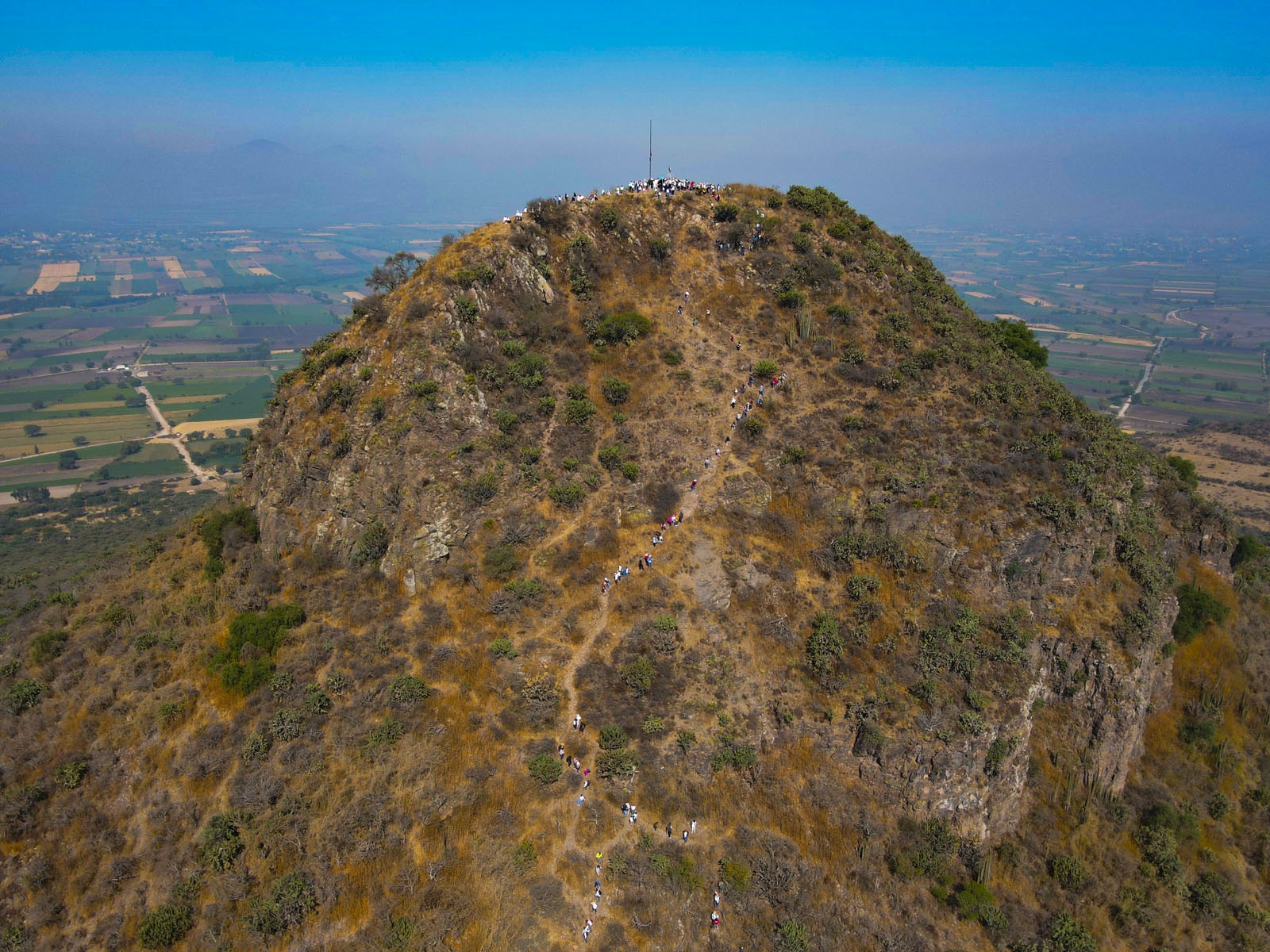
Cerro Xicuco en el municipio de Tezontepec de Aldama.

El Valle del Mezquital se encuentra dentro de las provincias fisiograficas del Eje Neovolcánico, y la Sierra Madre Oriental. Al estar en el límite de estas dos, tiene características geológicas y tectónicas particulares, por lo que en la región existen distintas fallas, provocando una leve actividad sísmica. El Eje Neovolcánico comprende aproximadamente el 90 % de la región, y se encuentran las subprovincias de Llanuras y Sierras de Querétaro e Hidalgo, y Lagos y Volcanes de Anáhuac.
Las subprovincia de Llanuras y Sierras de Querétaro e Hidalgo es la que más territorio abarca, presenta un corredor entre los 1500 a 2000 m s. n. m., de lomeríos bajos de material volcánico y llanuras. Aparte de ciertas prominencias dentro de dicho corredor, queda prácticamente encerrado, desde todos lados, por sistemas de sierras, mesetas y lomeríos, casi todos de origen volcánico, que exceden los 2000 m s. n. m. Solo una parte al sur pertenece a subprovincia Lagos y Volcanes de Anáhuac.
Se clasifica al Valle del Mezquital en tres subregiones, con características de suelo diferentes. En la subregión norte y noreste lo constituye la Sierra Madre Oriental, que tiene como ramificaciones las sierras de Actopan y Juárez; esta región también se denomina como el “Alto Mezquital”. La parte centro y sur se encuentra conformada por diversos valles como los de Actopan, Ixmiquilpan, y Tasquillo, Tula, y Alfajayucan, limitados por sierras volcánicas aisladas y derrames basálticos. Todos los valles mencionados tienen una dirección predominante noroccidental y escurren sus aguas al río Tula. En la subregión centro se práctica principalmente la agricultura de temporal, sus tierras son aptas para el pastoreo. En la subregión sur el suelo ha sufrido modificaciones por la introducción de canales de riego para su uso en la agricultura e industria.

#### Valles
La planicie principal va desde Tula hasta Actopan. El valle de Tula se inicia al sur en Tula de Allende, con 2030 m s. n. m., descendiendo suavemente en dirección norte, hasta el poblado de Mixquiahuala con 1999 m s. n. m.; y se extiende por una superficie de
alrededor de 2000 km². El valle de Actopan abarca desde El Arenal hasta Tepatepec, su altitud promedio es de 2000 m s. n. m.; y se extiende por una superficie de poco más de 500 km². El valle de Ixmiquilpan tiene una altitud promedio 1850 m s. n. m., es ligeramente ondulado y con un declive suave hacia el oeste. El valle de Ixmiquilpan ocupa casi la totalidad del municipio de Ixmiquilpan.
El valle de Tasquillo se encuentra al localizado al noroponiente limitado por las sierras de Juárez y Xinthé; ocupa casi la totalidad del municipio de Tasquillo. El valle de Alfajayucan, es una región con una ligera pendiente hacia el norte que se eleva a una altitud promedio de 1900 m s. n. m.; y se extiende por una superficie de alrededor de 250 km². El valle de Alfajayucan abarca desde Alfajayucan hasta Chapantongo. En el valle de Ajacuba la altitud promedio en estos llanos es de 2100 m s. n. m.; en él se encuentran las localidades de Ajacuba y Tetepango, extendiéndose hasta San Agustín Tlaxiaca.
La zona del valle o llanura al este se extiende principalmente desde Nopala hasta Huichapan. Tecozautla es un gran valle compuesto por mesetas, fallas geológicas y domos volcánicos que lo rodean. Al sur en la parte que se encuentra en el estado de México, en el sector Polotitlán-Tula de Allende, existen extensas llanuras del tipo construccional, entre las que destaca el valle de Polotitlán.

Relieve de la región
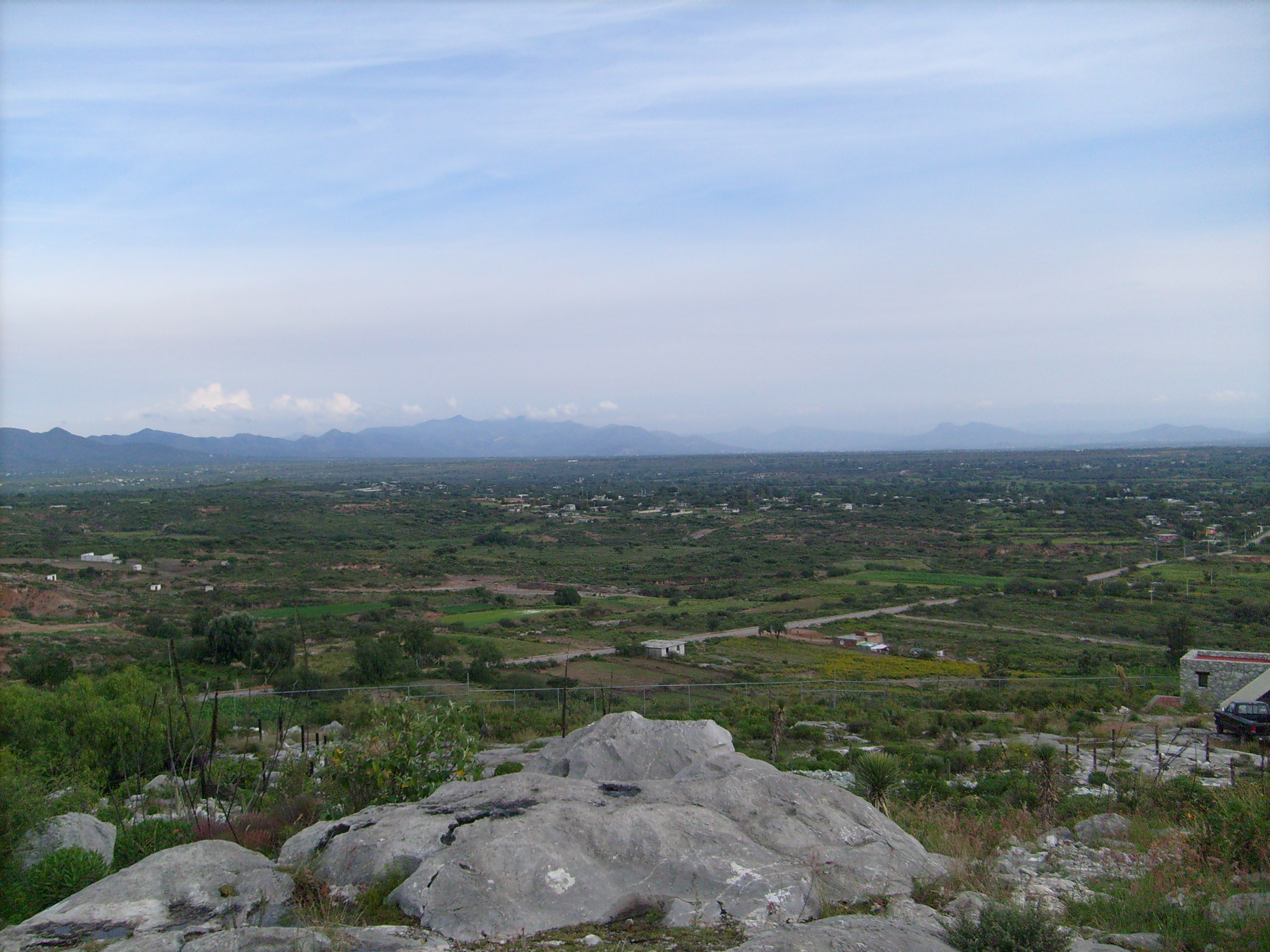
Valle de Actopan.
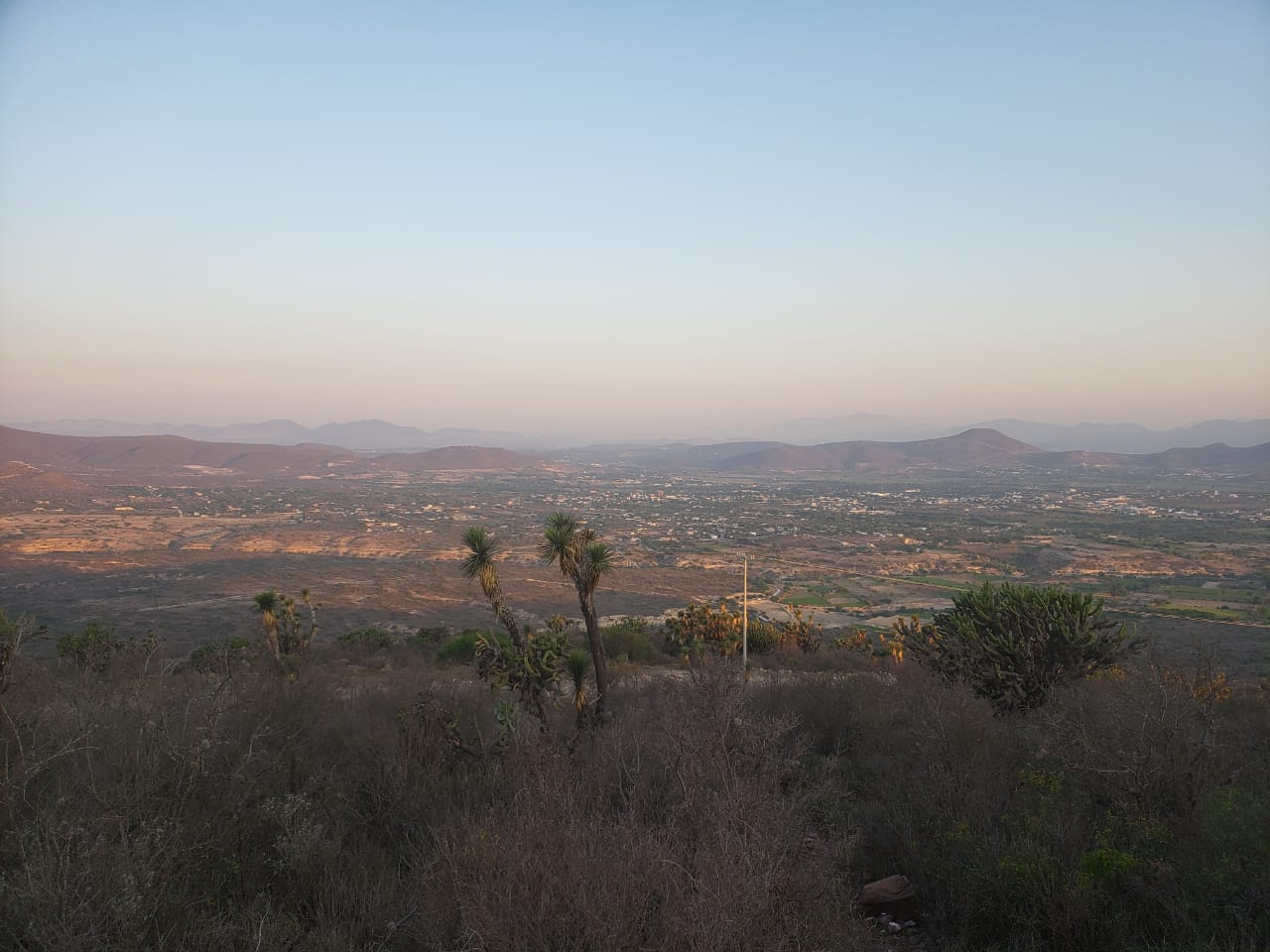
Valle de Ixmiquilpan.
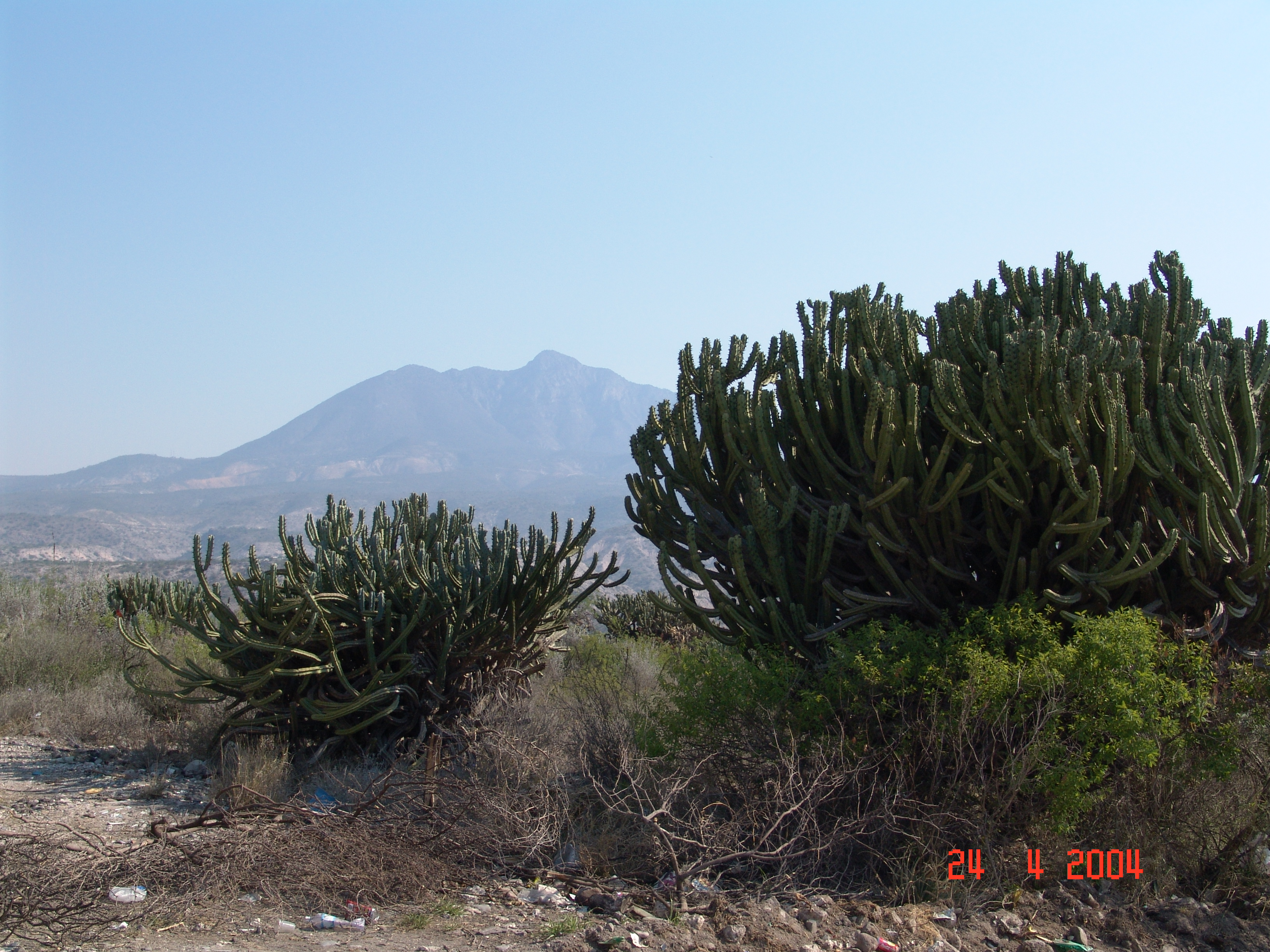
Valle de Tasquillo.
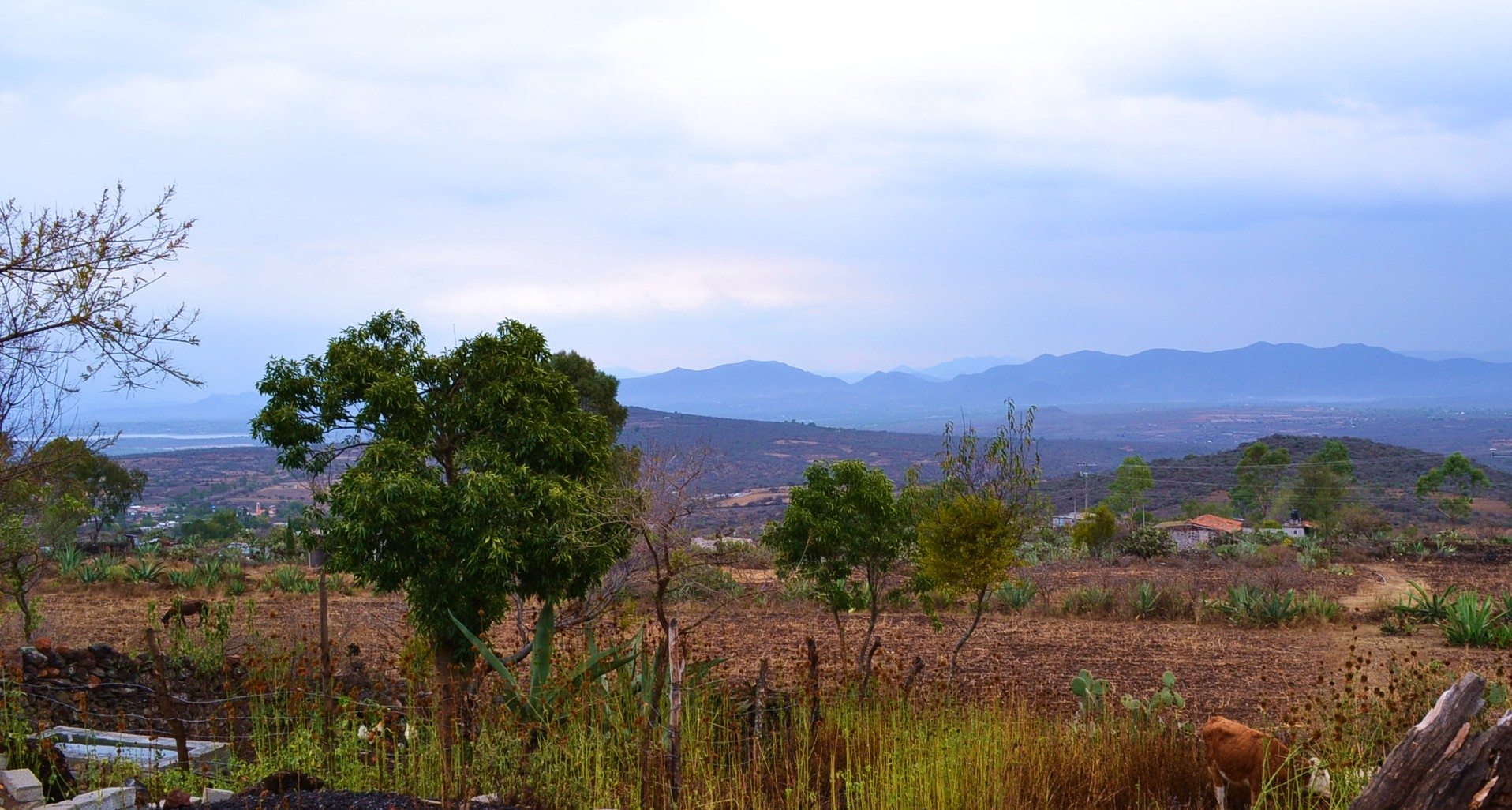
Valle de Alfajayucan.
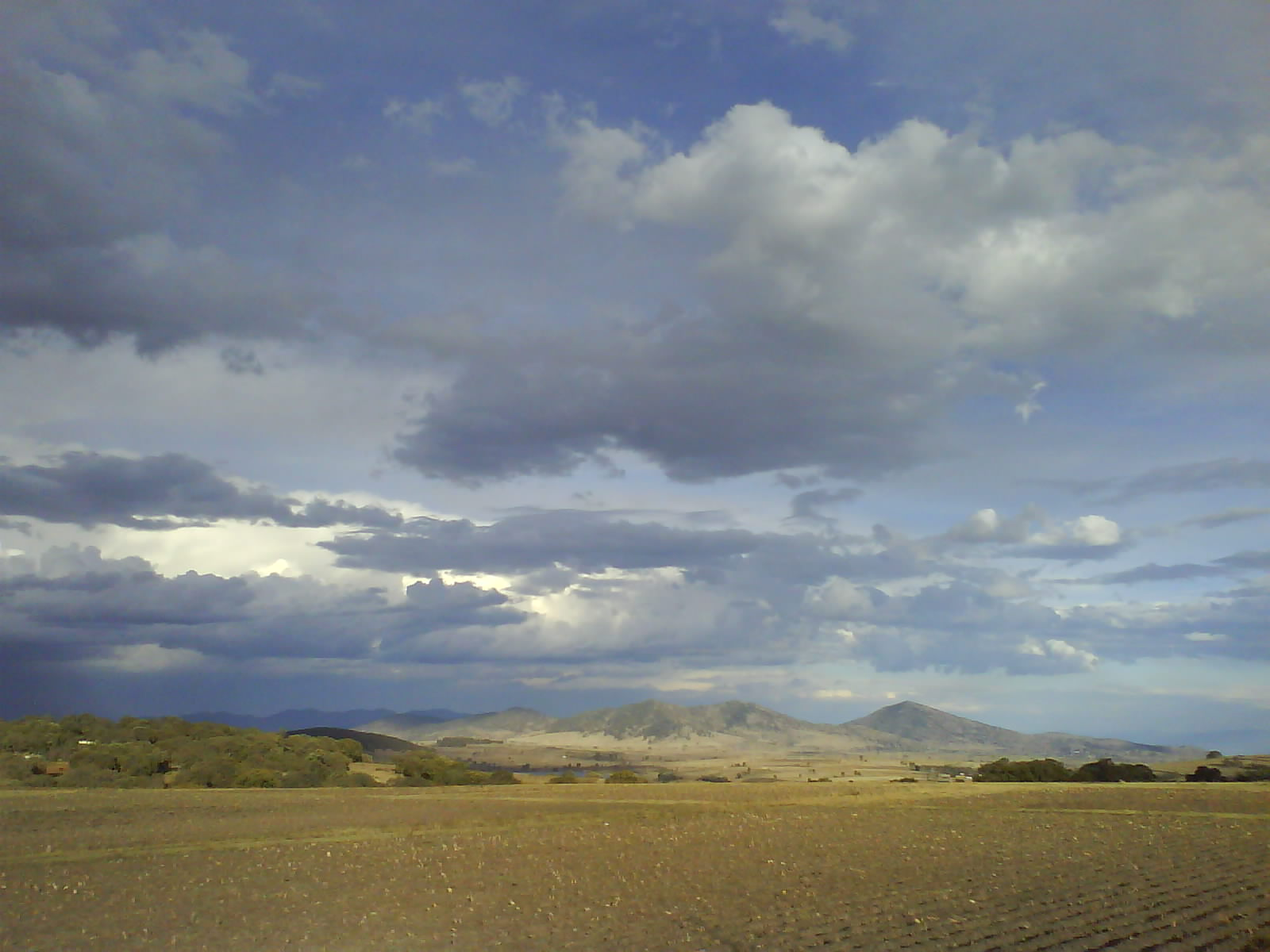
Valle de Tula.
Llanos en el municipio de San Agustín Tlaxiaca.
Valle de Ajacuba
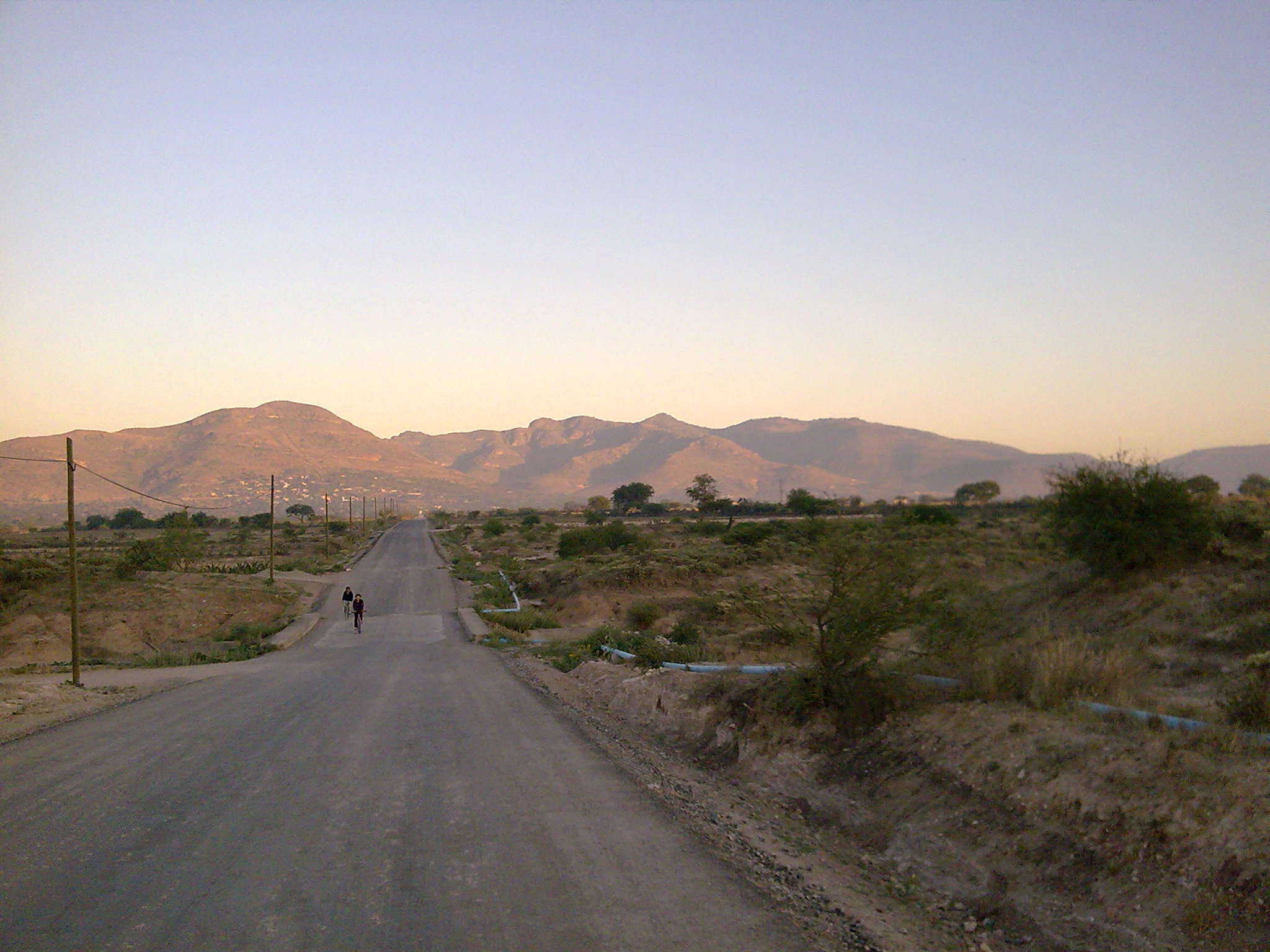
Llanos en el municipio de Chilcuautla.
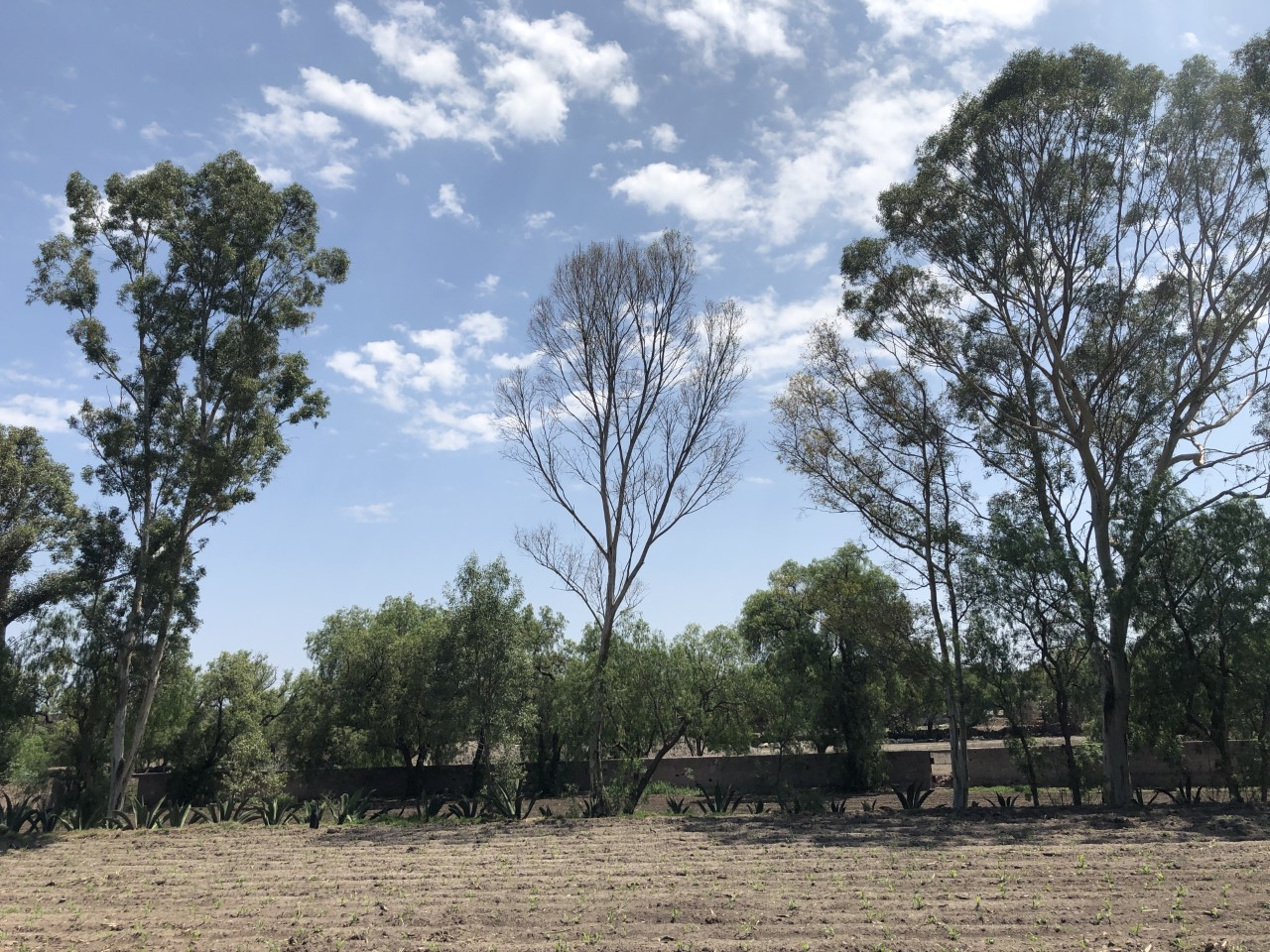
Llanos en el municipio de Huichapan.
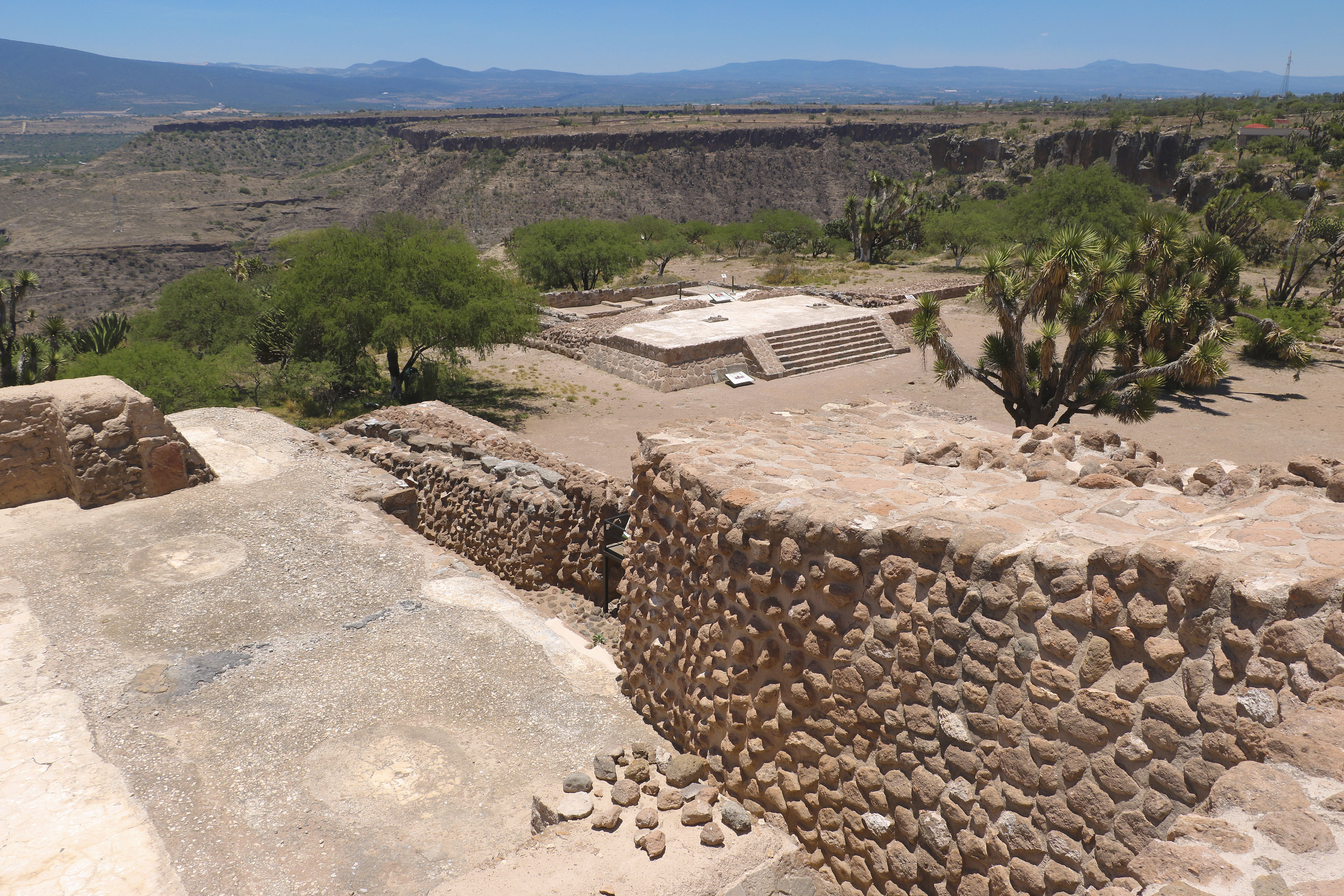
Mesetas en Tecozautla.

#### Sierras

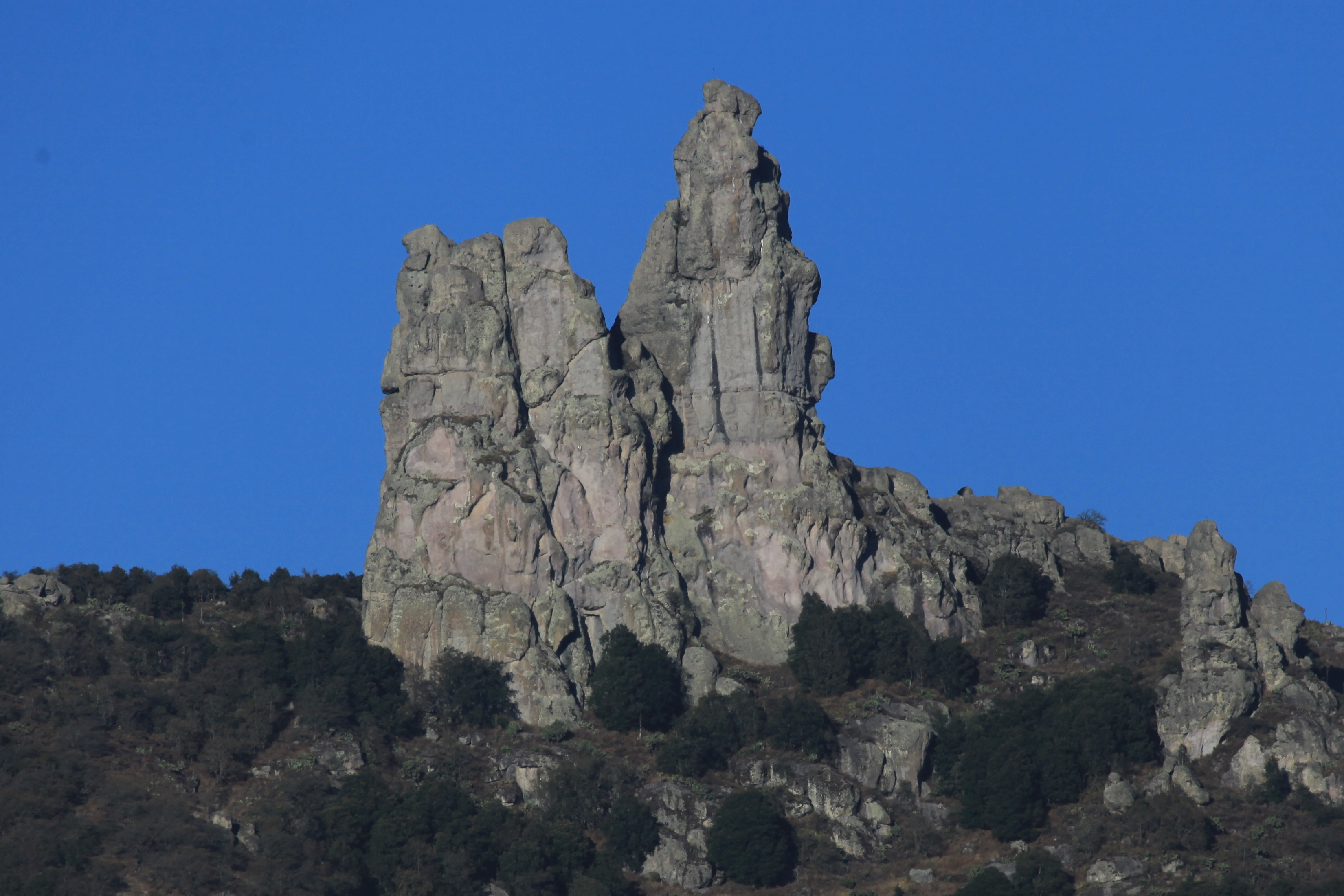
Los Frailes en el municipio de El Arenal, en la Sierra de Actopan.

La Sierra de Actopan localizada al nororiente, recorre unos 45 km, desde el cañón forjado por el río Los Driegos, y recorre los municipios de El Arenal, Actopan, Santiago de Anaya, llegando hasta Cardonal. Sus elevaciones varían de 2200 y 2500 m s. n. m., y se levantan entre 300 y 500 m sobre el nivel de los valles.
La Sierra de Juárez localizada al noroponiente, que debe su nombre al Cerro Juárez en Zimapán; se extiende desde Xhitá Primero hasta Santuario Mapethé, atravesando los municipios de Zimapán, Ixmiquilpan y Cardonal. Las sierra de Actopan y Juárez, marcan la frontera del Valle del Mezquital entre la Sierra Gorda y la Sierra Baja respectivamente.
La parte central se divide por la serranía de San Miguel de la Cal; que abarca una superficie aproximada de 18 km², siendo el Cerro San Miguel el de mayor elevación con 2800 m s. n. m. La serranía de Xochitlán que corresponde a una elevación topográfica formada por calizas del Cretácico, que se eleva a 2400 m s. n. m., y a 200 m sobre el nivel del valle. Estas serranías separan el valle de Actopan del de Ixmiquilpan y el de Actopan del de Tula. Al sur del valle de Actopan, se encuentra la serranía de El Mexe o Chicavasco; se extiende desde la localidad de El Mexe, municipio de Francisco I. Madero, hasta la localidad de Chicavasco, municipio de Actopan; este conjunto separa el valle de Actopan del de Ajacuba.
La Sierra de Xinthé se extiende de norte a sur, desde Ixmiquilpan, pasando por Chilcuautla, Mixquiahuala de Juárez, Tezontepec de Aldama, Tepetitlán, llegando hasta Tula de Allende, cerca de la presa Endhó; constituida por materiales volcánicos que se elevan a hasta 2800 m s. n. m. y a 800 o 1000 m sobre el valle. Esta sierra separa los valles de Tasquillo e Ixmiquilpan, así como los de Tula y Alfajayucan.
También se encuentra la caldera volcánica de Huichapan, una gran depresión ubicada entre los municipios de Nopala de Villagrán, Huichapan, Alfajayucan y Chapantongo. Al sur de esta caldera volcánica se levantan dos amplios escudo-volcanes de basalto, como el cerro Nopala y el cerro Hualtepec o Astillero. Distintos estudios arqueológicos e históricos encabezados por el INAH señalan al cerro Hualtepec o Astillero, como el mítico cerro Coatépec lugar donde nació Huitzilopochtli. Esta caldera volcánica separa los valles donde se ubican las localidades de Chapantongo al oeste, y Huichapan al este. 
La frontera este y sureste del Valle del Mezqutial, se encuentra en la Sierra de Tezontlalpan o Sierra de Tolcayuca en el municipio de San Agustín Tlaxiaca, esta sierra sirve como frontera con el Valle de Pachuca-Tizayuca. En San Agustín Tlaxiaca, se encuentra el cerro Grande o La Providencia, un volcán tipo cono de escorias el cual derramó miles de metros cúbicos de ceniza y lava basáltica hace más de medio millón de años. Al sureste y sur la frontera continua en el macizo montañoso de Tetepango-Ajacuba, la sierra ubicada entre Tepeji del Río y Jilotepec, la sierra de San Andrés Timilpan. Finalmente, la frontera oeste son las sierras de San Juan del Río y Tequisquiapan, y al noroeste la cuenca del río San Juan.

### Hidrografía

#### Regiones hidrológicas
Se encuentra dentro de la región hidrológica "Río Pánuco" dentro de la cuenca del río Moctezuma. A nivel superficial destaca el río Tula que tiene como principales afluentes, El Salto, Salado, Alfajayucan y Chicavasco; al unirse con el río San Juan en la presa Zimapan toma el nombre de río Moctezuma. El río San Juan tiene como afluentes los ríos Tecozautla y San Francisco. En cuanto a agua subterránea en esta región se encuentran los acuíferos Actopan-Santiago de Anaya, Ajacuba, Amajac, Chapantongo-Alfajayucan, El Astillero, Ixmiquilpan, Huichapan-Tecozautla, Tepeji del Río, y Valle del Mezquital.

#### Ríos
El río Tepeji, nace en el cerro de la Bufa en el estado de México. Recorre unos 37 km en dirección noreste, hasta la presa Taxhimay, cerca de los límites de los estados de México e Hidalgo; continua con rumbo al noreste, pasando por la localidad de Tepeji del Río llegando a la presa Requena, donde pasa a llamarse río Tula. El río Tula originalmente nacía en los llanos de Tula, sin embargo, con la construcción de los sistemas de desagüe de la Ciudad de México y su zona metropolitana; recibe aportaciones de los ríos del Valle de México que originalmente alimentaban a los lagos de Texcoco, Chalco, Xochimilco, Zumpango y Xaltocan.
Pasando la presa Requena el curso continua al norte, pasa por las inmediaciones de Tula de Allende; hasta la presa Endhó. Partiendo de la presa Endhó, conserva su curso norte hasta llegar a la formación de cerro Grande y Sombrerete donde cambia bruscamente al oriente, pasa por las inmediaciones de Tezontepec de Aldama. Cambia nuevamente de curso al noreste, para pasar cerca de Mixquiahuala y Progreso. A partir de Progreso continua curso norte, pasando por las localidades de Chilcuautla, Tlacotlapilco e Ixmiquilpan. Cambia su curso oeste-noroeste y penetra a una zona de topografía accidentada pasando por las poblaciones de San Juanico y Tasquillo. Finalmente vierte sus aguas en la Presa Zimapán.
El río El Salto, tiene sus orígenes en el parte aguas del Valle de México, inicialmente recibe las aportaciones del Tajo de Nochistongo y el Túnel Interceptor del Poniente, sigue un curso noroeste; pasa por las inmediaciones de la localidad de Melchor Ocampo, en el municipio de Tepeji del Río de Ocampo; y más adelante es derivado a la presa Requena y finalmente afluye por margen derecha al río Tula. El río Salado tiene sus orígenes en el estado de México, cuando llega al poblado de Tequixquiac, recibe aguas por margen izquierda de los túneles de Tequixquiac. Conserva un curso general nor-noroeste entrando en Hidalgo, atravesando los municipios de Atotonilco de Tula, Atitalaquia, Tlahuelilpan, Tlaxcoapan y Tezontepec de Aldama. Hasta descargar en el río Tula por su margen derecha, 2 km al noroeste de Tezontepec de Aldama.
El río Chicavasco o Actopan es un río transitorio; tiene su origen en la Sierra de Pachuca; está controlado primero por la presa el Durazno, en el municipio de San Agustín Tlaxiaca. Aguas abajo se une el arroyo Las Cajas pasando por las localidades de Chicavasco y Actopan para después pasaR por los municipios de San Salvador y Santiago de Anaya; posteriormente se une al canal Xotho, que conduce aguas negras; hasta desembocar a la presa Debodhé, ubicada entre los límites municipales de Ixmiquilpan y Cardonal y cambia dirección al este hasta confluir con el río Tula, al norte de la ciudad de Ixmiquilpan.
El río Alfajayucan tiene su origen en el parteaguas occidental del cerro del Astillero, en el municipio de Chapantongo; continuando al noreste hacia Alfajayucan, donde se tienen dos almacenamientos importantes las presas Rojo Gómez y Vicente Aguirre. Continua en dirección norte hasta el municipio de Tasquillo, donde fluye con el río Tula. El río San Juan tiene como afluentes el río Tecozautla que se origina en Tecozautla, y el río San Francisco, que atraviesa los municipios de Nopala de Villagran, Huichapan y Tecozautla. El río San Juan es el límite estatal entre Querétaro e Hidalgo, cruzando los municipios de Ezequiel Montes y Cadereyta de Montes en Querétaro y Tecozautla en el de Hidalgo, antes de descargar en la presa Zimapán.

#### Presas

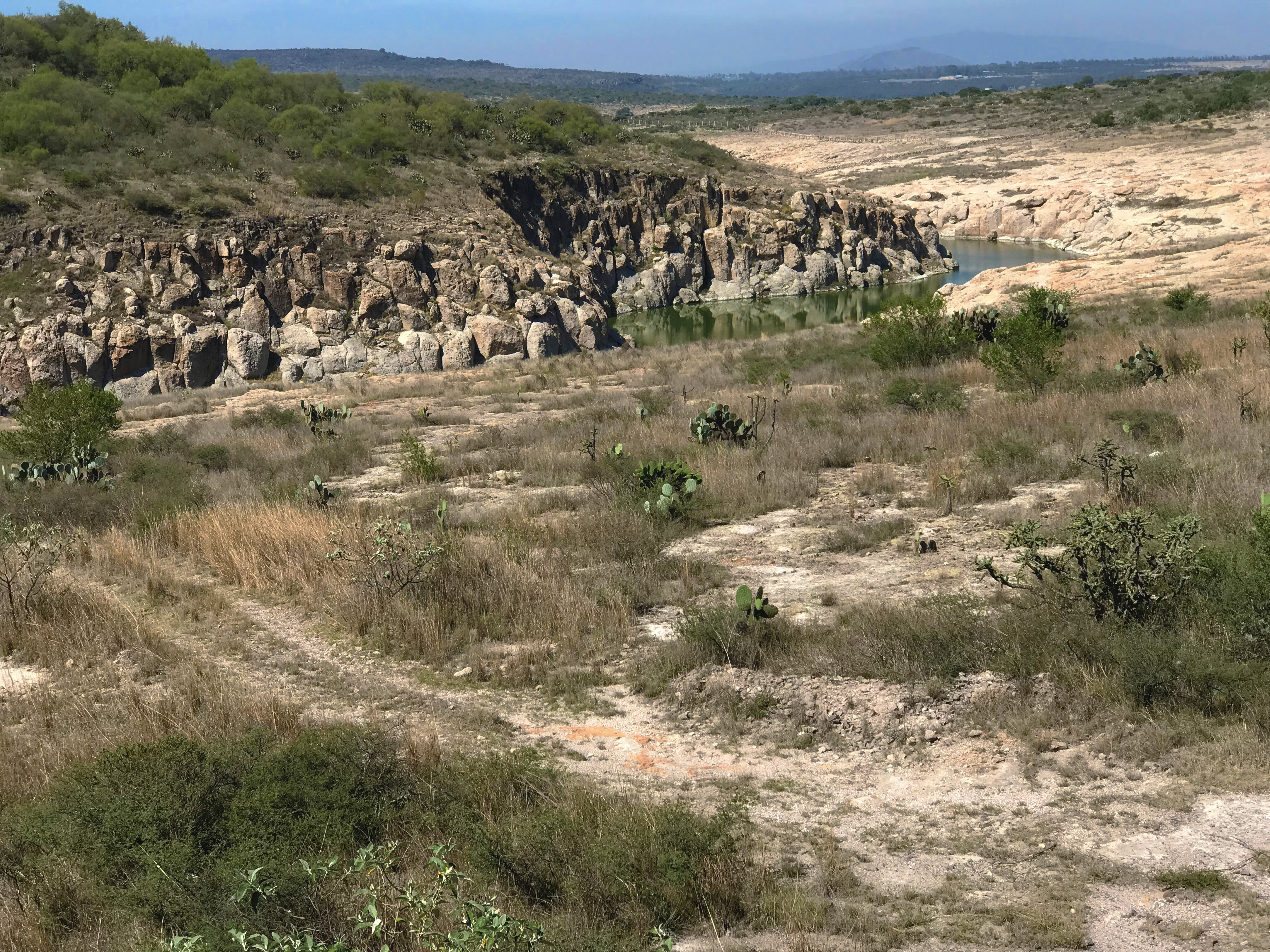
Río San Francisco a la altura de la Presa Madero en el municipio de Huichapan.

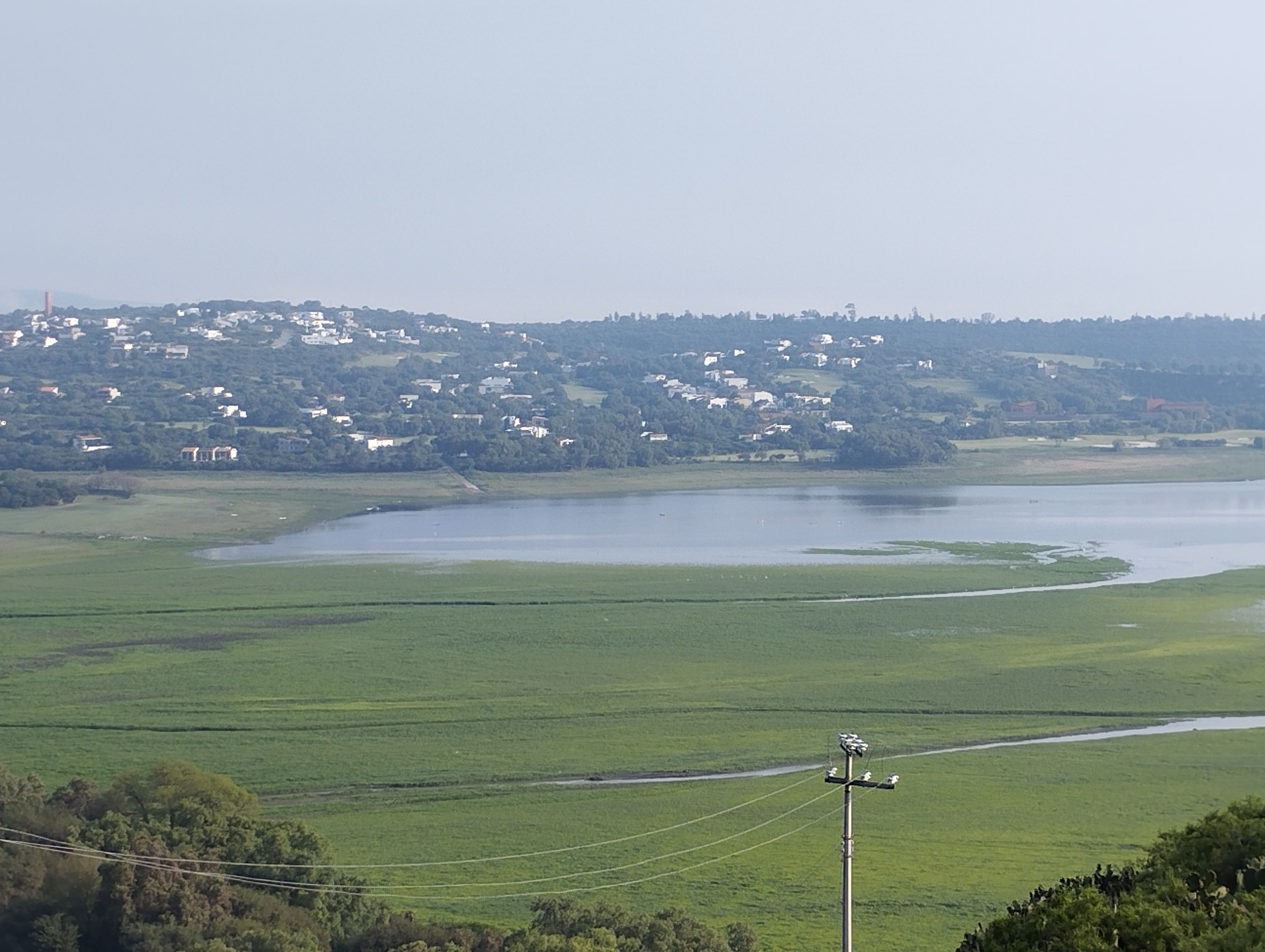
Presa Requena en Tepeji del Río de Ocampo.

La presa Requena se encuentra ubicada entre los municipios de Tepeji del Río de Ocampo y Tula de Allende, recibe las aguas de río Tepeji, y las aguas de los sistemas de desagüe de la Ciudad de México y su zona metropolitana. La altura de la cortina es de 37.40 m, con una longitud de corona 230 m y un ancho de la misma de 8.0 m. La superficie del embalse de 759.7 km², con una longitud máxima de 7 km y un ancho máximo de 3 km con una profundidad media de 6 m, y tiene una capacidad de almacenamiento de 95 hm³.
La presa Endhó, localizada entre los municipios de Tepetitlán y Tula de Allende. La altura de la cortina es de 60 m, con un nivel de aguas máximas ordinarias (NAMO) de 182.9 hm³, y nivel de aguas máximas extraordinarias (NAME) de 208.0 hm³. La presa Endhó fue construida entre 1947 y 1952;
La presa Dañú se localiza en el municipio de Nopala de Villagrán, su vaso ocupa un área aproximada de 25 ha y contiene un volumen aproximado de 1 420 000 m³, recibe aguas de origen intermitente. Sus aguas confluyen a un arroyo intermitente, finalmente después de pasar por la presa Trejo afluyen al vaso de la presa Madero. La presa Nopala, sus aguas se localizan a 1400 m al sur del poblado de Nopala, recibe las aguas de arroyos intermitentes, su vaso ocupa un área aproximada de 274 ha y contiene un volumen aproximado de 8 200 000 m³; confluyendo al arroyo La Palma y estas afluyen al vaso de la presa Madero.
Sobre el río Alfajayucan se encuentran las presas Javier Rojo Gómez, Vicente Aguirre, y Madhó Corrales, estas en el municipio de Alfajayucan. La presa Javier Rojo Gómez también conocida como "La Peña Río"; tiene una altura de la cortina de 60 m, con un nivel de aguas máximas ordinarias (NAMO) de 46.0 hm³, y nivel de aguas máximas extraordinarias (NAME) de 52.8 hm³. La presa Vicente Aguirre también conocida como "Las Golondrinas"; tiene una altura de la cortina de 27 m, con un nivel de aguas máximas ordinarias (NAMO) de 20.8 hm³ y nivel de aguas máximas extraordinarias (NAME) de 21.8 hm³. También se encuentra la presa Madhó Corrales cuya extensión del vaso alcanza las 45 ha, esta se utiliza como un desarrollo ecoturístico manejado por una cooperativa de la zona.
También en el municipio de Alfajayucan se encuentra la presa El Yathé. Con su cortina de 81 m de altura y 705 m de longitud, y posee capacidad de 44.3 hm³, aprovecha excedentes del río Tula que no tienen beneficio. La Presa Madero sus aguas se localizan entre los límites municipales de Huichapan y Nopala de Villagran, a 8400 m al suroeste del poblado de Huichapan. Su vaso ocupa un área aproximada de 226 ha y contiene un volumen aproximado de 25 000 000 m³, confluyendo al río San Francisco y después de pasar la presa San Antonio en Tecozautla, al río San Juan.

### Clima

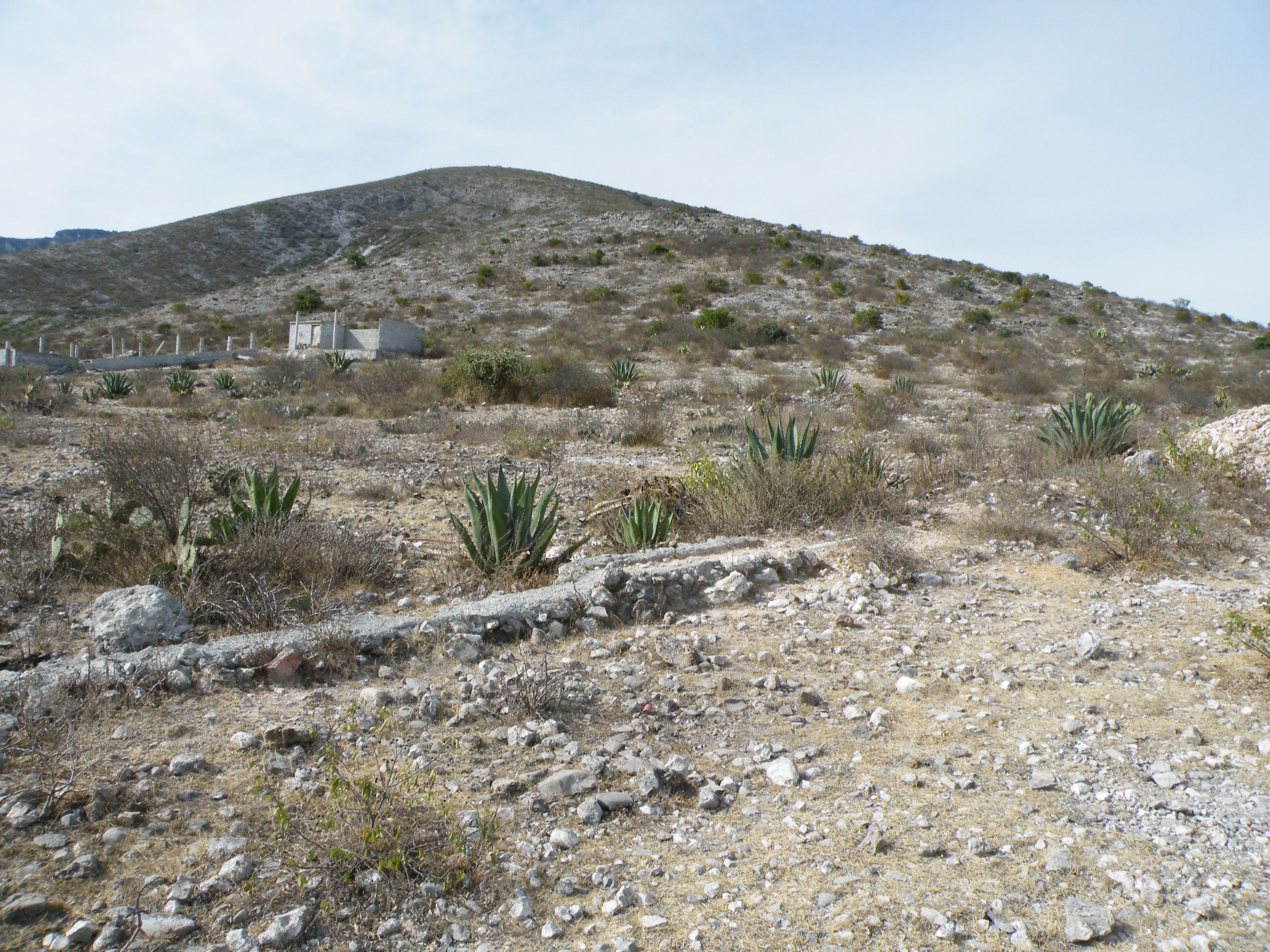
Serranía de San Miguel de la Cal en el municipio de San Salvador.

La presencia de las sierras al norte y noreste impide el paso de las masas de aire húmedo provenientes del Golfo de México, razón por lo que baja la precipitación en la parte occidental. Por esto se presentan dos zonas una localizada al centro, en donde se encuentra clima seco tipo BSkwg y BShwg, con una precipitación inferior a 600 mm. La otra zona localizada al norte, noreste y sur con clima templado subhúmedo tipo Cwag y Cwbg con precipitación mayor a 600 mm.
En temperaturas, Ixmiquilpan ha registrado 9 °C por abajo del 0 °C e principios de año y 38 °C a la sombra en el mes de mayo. Mientras en Mixquiahuala ha habido extremos de 39.5 °C en verano, en Huichapan el termómetro ha bajado a -10 °C en invierno. En la región durante el invierno las temperaturas que rondan entre y por debajo de los 0 °C; provocan en las zonas del Alto Mezquital, la caída de nieve o aguanieve en comunidades pertenecientes a municipios del Cardonal, Ixmiquilpan y Actopan primordialmente.

### Fauna
En el Valle del Mezquital se registra la presencia de 107 especies de mamíferos, esta riqueza de especies está distribuida en seis órdenes, diecisiete familias y sesenta y ocho géneros. Las familias con mayor número de especies son Muridae (24), Vespertilionidae (18) y Phyllostomidae (16). En estas se encuentra el coyote (Canis latrans), cacomixtle norteño o tejón mexicano (Nasua narica), murciélago trompudo (Choeronycteris mexicana), y el cacomixtle (Bassariscus astutus), las cuales se encuentran amenazadas de acuerdo a la Norma Oficial Mexicana 059-Ecol-2001. También se encuentra la liebre cola negra (Lepus californicus), rata canguro de Phillip (Dipodomys phillipsii), y la musaraña de Saussure (Sorex saussurei) consideradas endémicas en México.
En cuanto a reptiles y anfibios el Valle del Mezquital cuenta al menos treinta y siete especies, las cuales constituyen cinco familias, seis géneros y siete especies de anfibios, así como ocho familias, veinticuatro géneros y treinta especies de reptiles. Un microhábitat de estos es el “sobre suelo”, donde se encuentran doce especies, siete de lagartijas y cinco de serpientes (Aspidoscelis gularis, Phrynosoma orbiculare, Sceloporus grammicus, Sceloporus parvus, Sceloporus scalaris, Sceloporus spinosus, Sceloporus torquatus, Rhadinaea hesperia, Salvadora grahamiae, Trimorphodon tau, Crotalus atrox y Tropidodipsas sartorii).
En esta región el microhábitat más utilizado es “bajo roca”, donde se pueden encontrar tres especies de anfibios (Anaxyrus punctatus, Chiropterotriton sp. y Craugastor sp.). También fue el más utilizado por los reptiles, registrándose diecinueve especies en total, integrado por ocho especies de lacertilios y once de serpientes (Aspidoscelis gularis, Barisia imbricata, Plestiodon lynxe, Sceloporus grammicus, Sceloporus parvus, Sceloporus scalaris, Sceloporus spinosus, Sceloporus torquatus, Conopsis lineata, Crotalus aquilus, Ficimia hardyi, Geophis semianulatus, Hypsiglena jani, Rena dulcis, Coluber schotti, Pantherophis emoryi, Pituophis deppei, Salvadora grahamiae y Storeria hidalgoensis).
En cuanto a la avifauna se registran un total ciento sesenta especies pertenecientes a ciento dieciocho géneros, cuarenta y cuatro familias y quince órdenes. De estas, noventa y ocho especies son residentes permanentes, cuarenta y ocho visitantes de invierno, once transitorias y tres residentes de verano. Las familias con mayor riqueza de especies son Parulidae (18 especies), Icteridae (13 especies), Tyrannidae (12 especies), Trochilidae y Emberizidae (ambas con 11 especies). En las Grutas de Xoxafi  cerca de 100 000 murciélagos habitan en estas cuevas.

### Flora

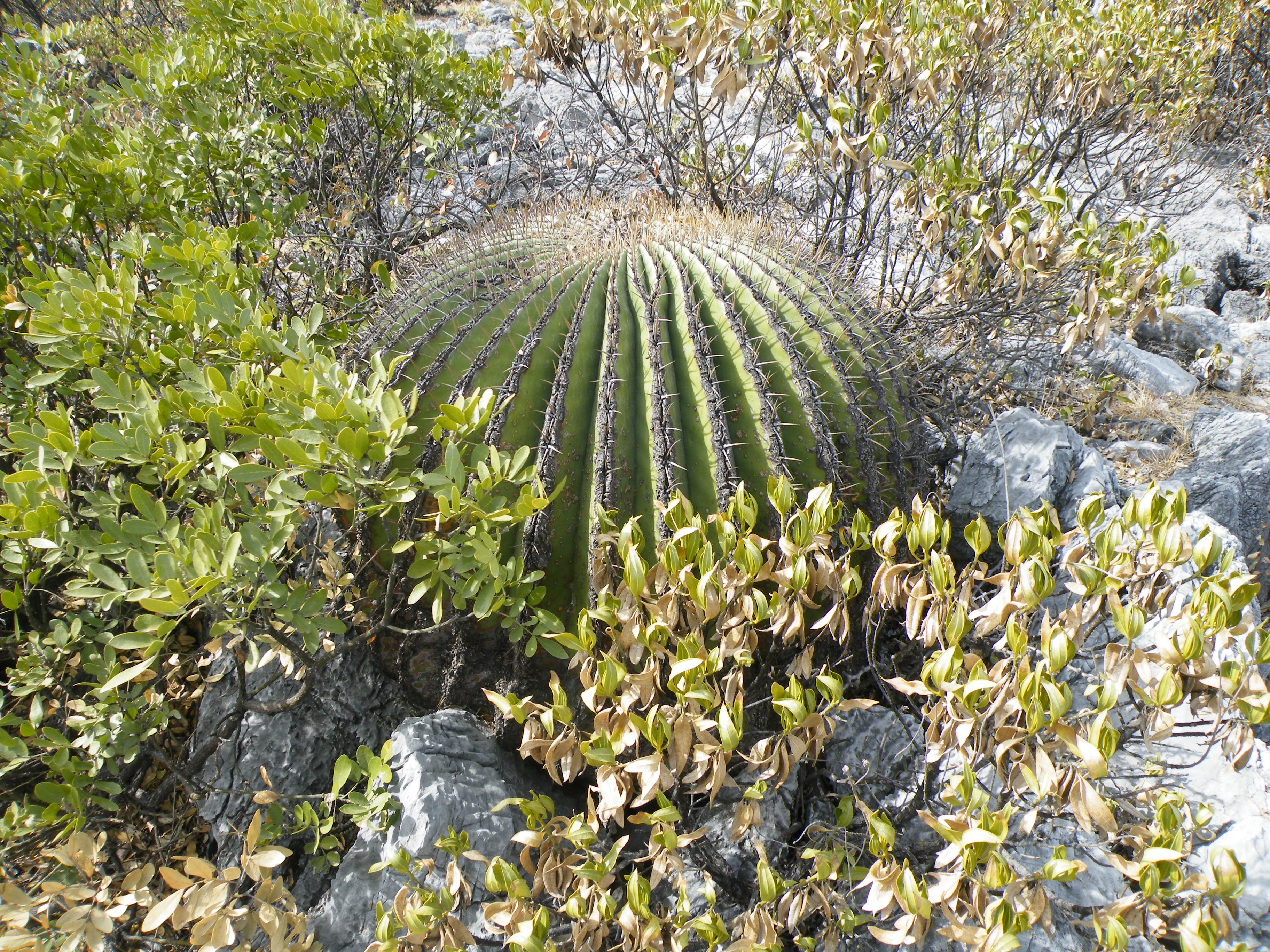
Biznaga (Echinocactus platyacanthus).

El matorral desértico aluvial tiene un área de distribución la región sur posee un suelo profundo, y es zona de agricultura por tal razón su vegetación está muy alterada. La Larrea se encuentra en Ixmiquilpan, la flourensia cernua, sobre todo al este y al sur de Ixmiquilpan que hacia el sur casi alcanza Actopan. El suroeste, que abarca Tepatepec, Progreso y Mixquihuala, está completamente ocupado por campos de cultivo donde ha quedado Prosopis, Acacia y ocasionalmente Celtis.
Está caracterizada por la predominancia de Prosopis juliflora, en algunos casos de 3.0 m de alto, la Yucca filifera y Schinus molle constituyen un estrato arbóreo aislado en regiones con mayor humedad. El matorral de flourensia se presenta al norte de Actopan, en terrenos aluviales con suelo muy somero, en algunas ocasiones llega a aflorar la capa de "caliche". Prosopis se presenta muy espaciado y los ejemplares son raquíticos.
El matorral crasicaule se distribuye se desarrolla sobre laderas riolíticas con suelos someros y pedregosos, pero llega a ocupar terrenos aluviales dando lugar entonces a comunidades en las que dominan ciertas especies subarbustivas. Se localiza desde 1800 hasta 2700 m s. n. m. Las especies dominantes son Myrtillocactus geometrizans, Opuntia streptacantha, Prosopis juliflora y en algunos casos Lemaireocereus dumortieri. Como dominante fisonómico ocasional se presenta Yucca filifera.
El matorral de fouquieria se desarrolla en suelos bien drenados sobre laderas de colinas de origen ígneo y pendiente pronunciadas. La especie dominante es Fouquieria campanulata. Acacia sp., Myrtillocactus geometrizans, Prosopis juliflora, Pseudosmodingium sp. y Yucca filifera destacan por su altura pero se presentan aisladamente. La Quercus microphylla se ha observado en la Sierra de Actopan se presenta como una alfombra de 20 a 30 centímetros de altura, y la Quercus alpescens se ha observado en la cima del Cerro Juárez.
El estrato arbóreo, que alcanza hasta 10 m de altura, está constituido por Quercus crassipes, Q. crassifolia, Q. rugosa qué son los dominantes, acompañados por Pinus teocote, P. montezumae y P. cembroides.La planicie noreste de la Unidad de manejo forestal, se encuentra ocupada por un pastizal inducido. El Valle del Mezquital, ha sido registrada la presencia de nueve especies de orquídeas: Bletia campanulada, Deiregyne confusa, Epipactis gigantea, Galeoglossum tubulosum, Homalopetalum pumilio, Laelia speciosa, Malaxis elliptica, Mesadenus polyanthus y Sarcoglottis schaffneri.
Los bosques ubicados en esta región están compuestos principalmente por pequeños bosques, cuyas especies típicas son: Juniperus depeana, Juniperus flaccida y Pinus cembroides; en términos generales de tres a cuatro metros de altura, de copa amplia e irregular, donde los espacios a nivel de superficie son abiertos y algo erosionados, donde predominan las gramíneas.

### Contaminación

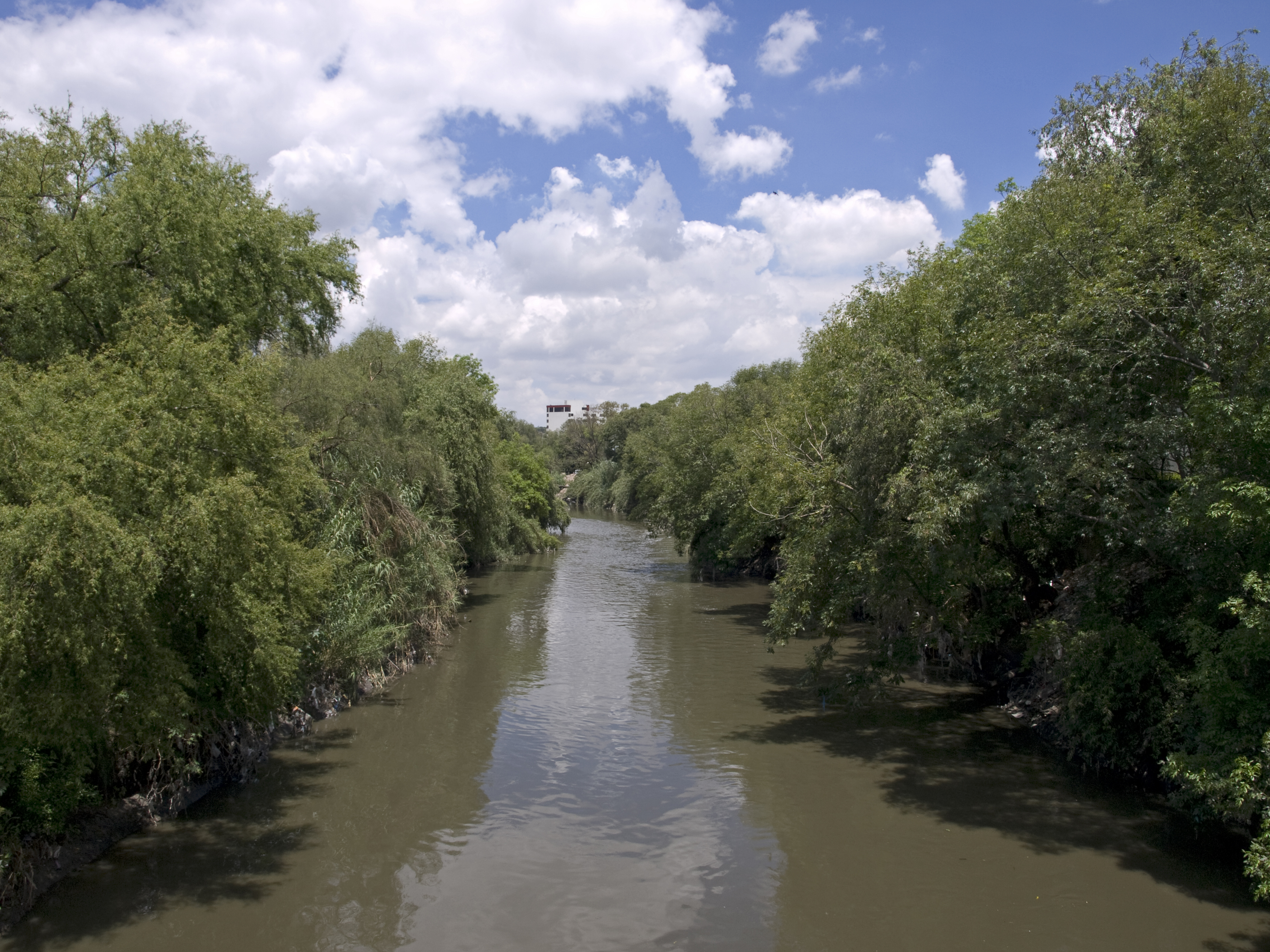
Río Tula uno de los más contaminados de la entidad.

La contaminación del agua es muy alta, debido a las zonas densamente pobladas y altamente industrializadas por las que pasan los ríos. Los principales ríos que se encuentran contaminados son: Tula, Tepeji, Salado, El Salto y Alfajayucan.
La cuenca del río Tula es la más afectada por ser receptora de las aguas residuales provenientes de la Zona Metropolitana del Valle de México (ZMVM), de las cuales casi el 60 % es agua residual cruda y el 40 % restante es de agua pluvial. La carga contaminante del río Tula está compuesta por material orgánico, metales, bacterias y detergentes. También la presa presa Endhó ha sufrido contaminación por las aguas residuales provenientes de la ZMVM.
Las plagas forestales representan un problema fitosanitario que se concentra básicamente en los bosques templados de pino y oyamel, principalmente por la falta de manejo de estas áreas forestales. Se tiene la presencia del descortezador de coníferas afectando bosques de pino piñonero en la región.
El uso del agua residual ha hecho de la agricultura una actividad económica muy importante. Esto ha ocasionado deforestación, causada por las política de desarrollo rural que siguen concentrando su apoyo en la producción agrícola y pecuaria. Se han realizado trabajos de reforestación en el municipio de Santiago de Anaya. Esta comunidad es reconocida por la calidad de los trabajos y sobre todo por los resultados de las reforestaciones.

## Historia

### Periodo prehispánico

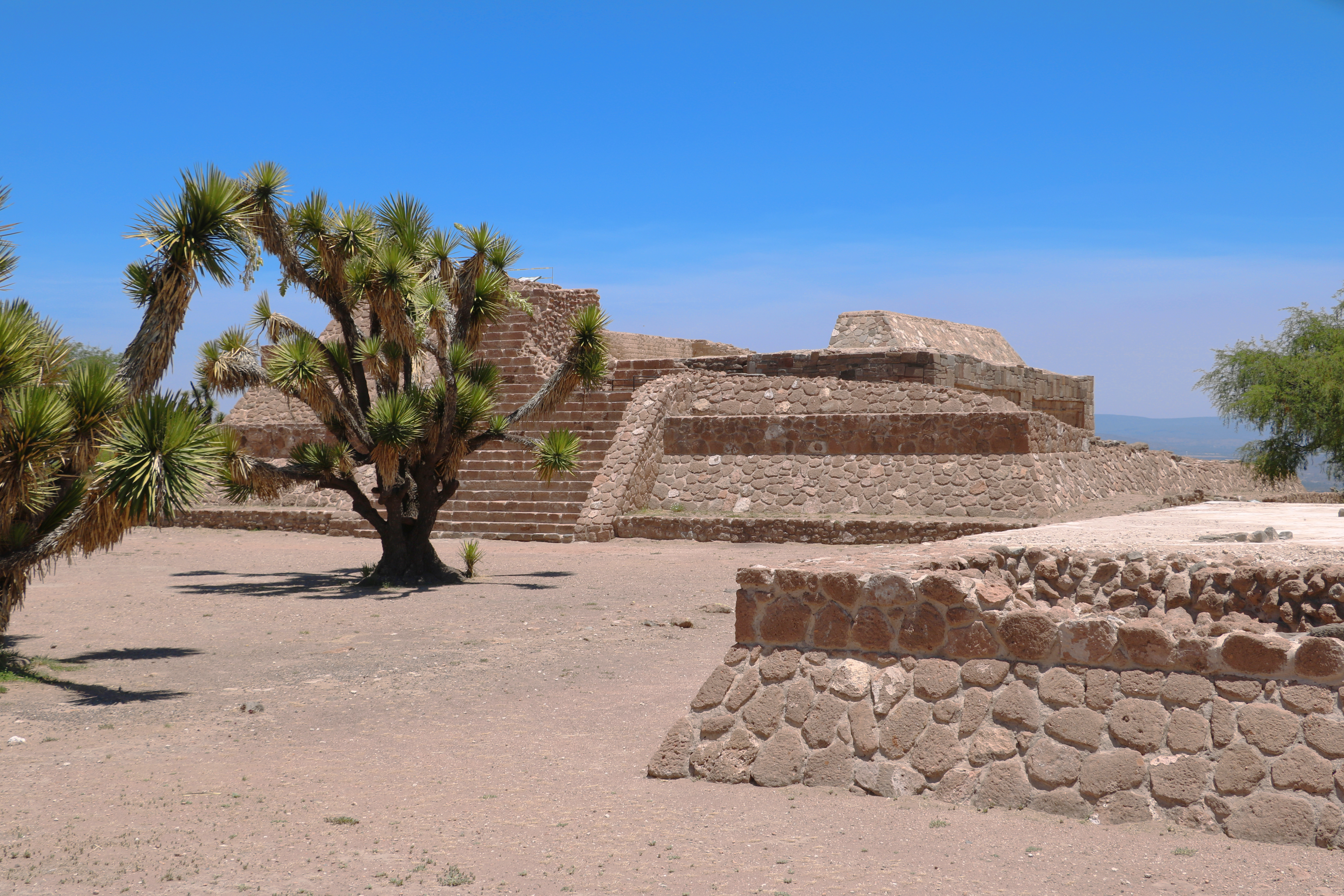
Pahñú en Tecozautla.

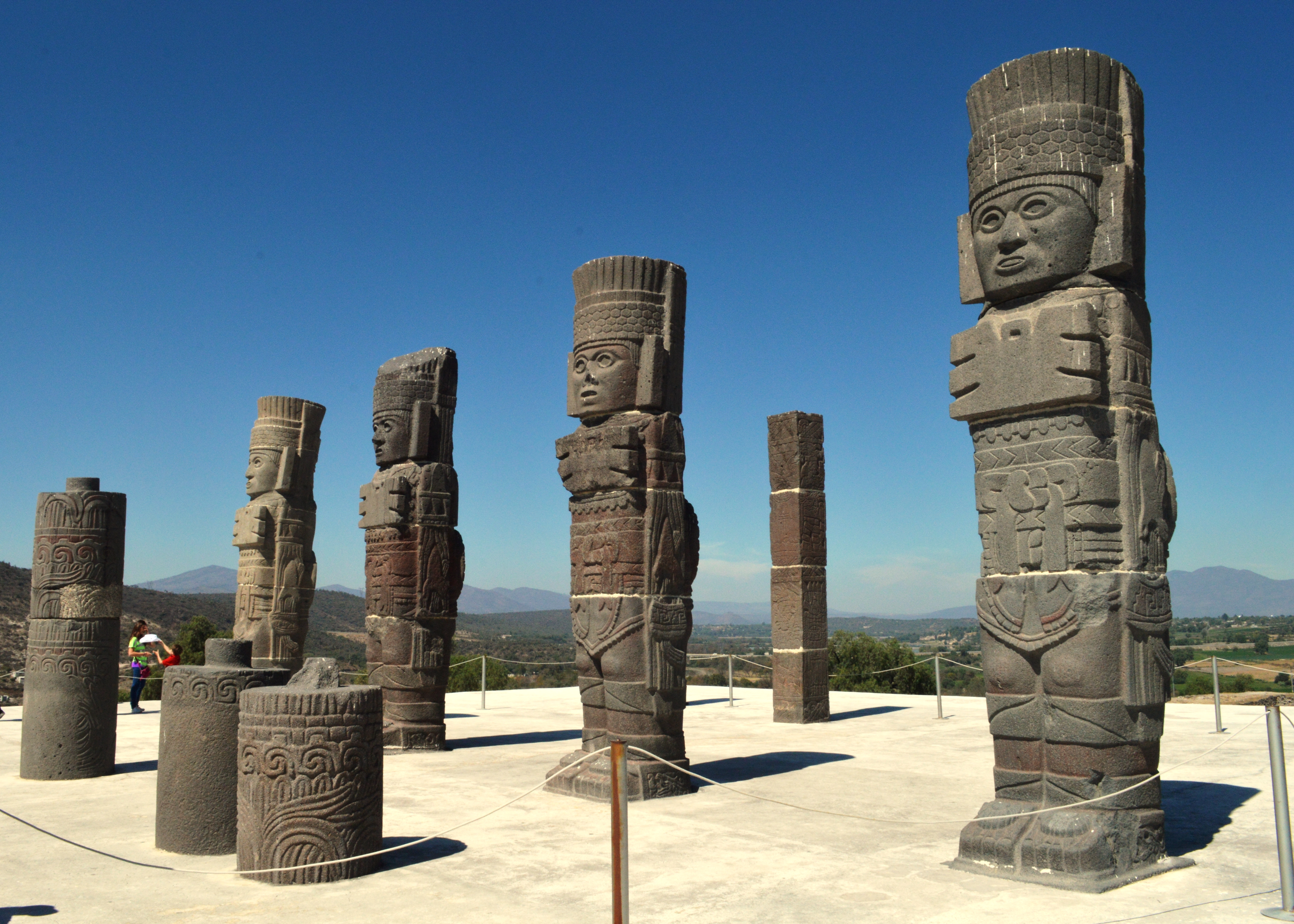
Atlantes de Tollan-Xicocotitlan en Tula de Allende.

En la región hay sitios con pinturas rupestres, distribuidos en Huichapan, Tecozautla, Alfajayucan, Ajacuba, Actopan, El Arenal, Atotonilco de Tula, Cardonal, Chapantongo, Progreso de Obregón, San Salvador, Santiago de Anaya, Ixmiquilpan, Tepeji del Río de Ocampo, Tepetitlán, Tezontepec de Aldama, Tlahuiltepa. La cultural xajay, que se desarrolló aproximadamente, de 450 d. C. a 950 d. C. Se han registrado cinco sitios mayores en Hidalgo: Zethé, Pahñú, Zidada, El Cerrito y Taxangú.
Los toltecas se acentaro en Tollan-Xicocotitlan, las primeras evidencias de ocupación en esta zona corresponden al momento en que Teotihuacán iniciaba su declive a mediados del siglo VII se inicia la construcción del primer núcleo urbano llamado Tula Chico y las primeras representaciones de Quetzalcóatl; pero es hacia el Posclásico Temprano que Tula llega a su época de mayor apogeo, se construye Tula Grande. No se sabe la fecha exacta que llegaron los otomíes. Después del colapso de Tula, entre 1050 y 1250 d. C., otomíes y nahuas se dispersaron hasta ocupar amplias zonas de la Cuenca de México.
El Señorío de Jilotepec comprendía la región la porción oeste del estado de Hidalgo, cuyos límites se podrían trazar de norte a sur desde Zimapán, hasta Chapantongo, e incluía Tecozautla, Huichapan, Atlán, Tepetitlán y Nopala. Aproximadamente entre los años 1200 y 1395, los tecpanecas, hicieron la guerra a los otomies y los obligaron a moverse hacia el Señorío de Metztitlán. Hacia el año 1168, la tribu mexica emigró de Aztlán (“lugar de garzas”) rumbo al centro de México. En su recorrido pasó por distintos lugares del estado de Hidalgo, por Tollan-Xicocotitlan (Tula de Allende), donde permaneció dos décadas; en seguida llegó a Atlitlalacyan (Atitalaquia) y ahí se estableció por una década. Luego se trasladó a Tlemaco (San Jerónimo Tlamaco) y Atotonilli (Atotonilco de Tula), y estuvo cinco años en cada lugar.
Los mexicas liderados por Moctezuma I conquistaron Tula y se establecieron en Mixquiahuala en el siglo XII. Los pueblos del Valle del Mezquital pertenecían a las provincias tributarias de Ajacuba, Atotonilco de Tula y Jilotepec. Durante la Conquista de México, después de la México-Tenochtitlan, la región fue inmediatamente conquistada en 1521.

### Periodo colonial

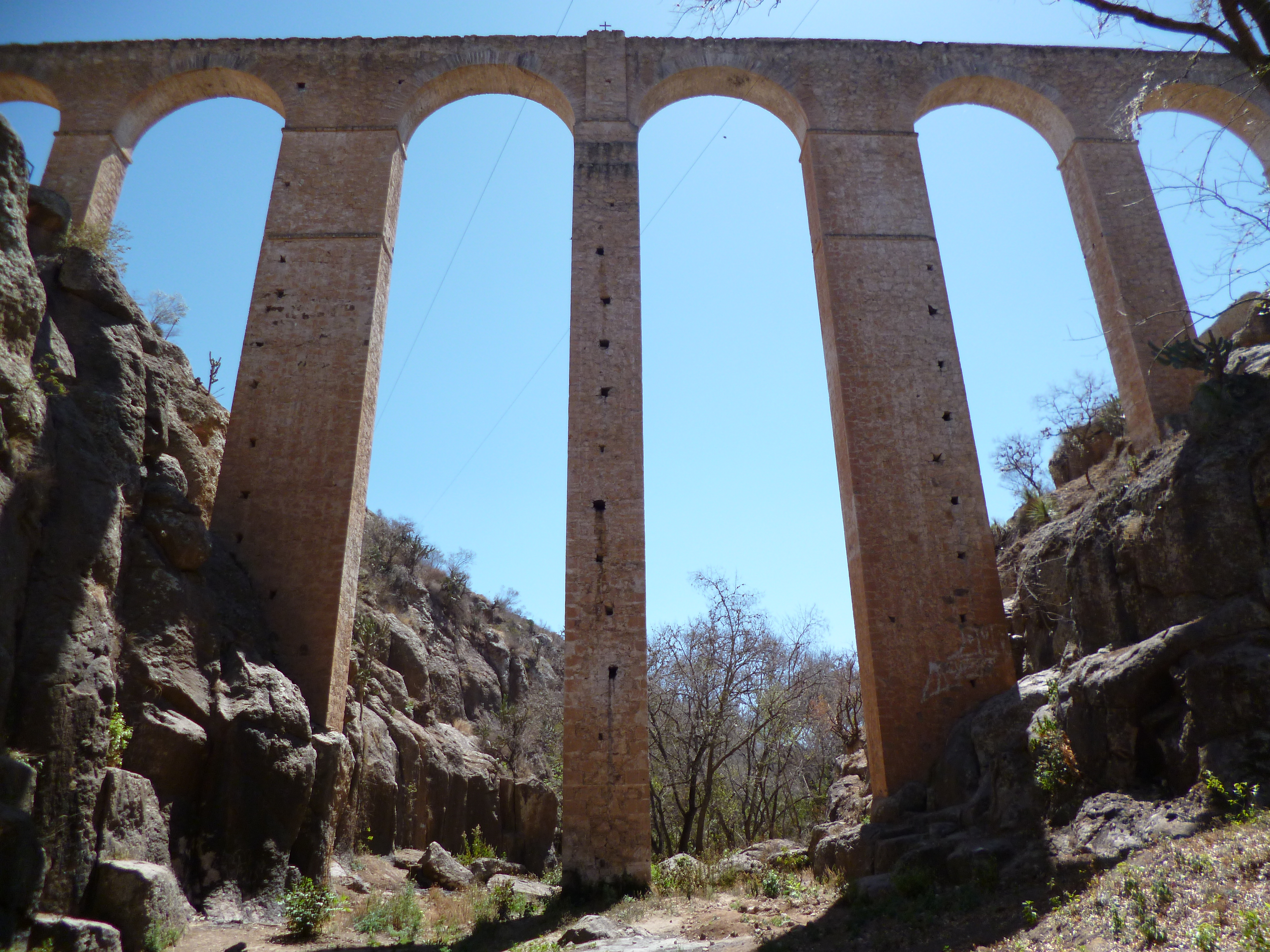
Acueducto El Saucillo en el municipio de Huichapan, fue construido en el.

Los conquistadores españoles en algunos casos, devolvieron el poder a los señores otomíes y, en otros, asignaron las viejas y nuevas jurisdicciones indígenas como encomiendas y corregimientos. A fin de premiar a los españoles que participaron en la conquista, se estableció un sistema de reparto de beneficios que se llamó encomienda. Algunos de los encomenderos conocidos en el territorio fueron: Pedro Rodríguez de Escobar en Ixmiquilpan; Hernán Sánchez de Hortigosa, en Chapantongo; María Carral, en Mixquiahuala.
El trabajo de evangelización durante la Nueva España, en esta región se da cuando los franciscanos llegaron a Tula en 1530. Las fundaciones franciscanas incluyeron Tepeji del Río (1558); Alfajayucan (1559); Atotonilco de Tula (1560); Tlahuelilpan (1560); Tepetitlán (1561); Huichapan (1577); y Tecozautla (1587). Los agustinos se asentaron por su parte en Mixquiahuala (1539); Actopan (1550); Ixmiquilpan (1550); y Ajacuba (1569).
Dentro de la organización territorial quedó dividido en Alcaldías Mayores: Huichapan, Ixmiquilpan, Tula, Actopan, y los Corregimientos de Atitalaquia, y Mixquiahuala. Esta división no constituyó la base de la administración regional. Entre los pueblos de indios se encuentran Actopan, Huichapan, Tula. En 1677 los otomíes mataron al gobernador indígena de Ixmiquilpan porque quería obligarlos a trabajar en las minas de la región Pachuca, explotándolos de una manera descomunal. En 1803 Alexander von Humboldt y Aimé Bonpland, visitan las minas de Pachuca de Soto y Mineral del Monte; así como los Órganos de Actopan también conocidos como Los Frailes en El Arenal.

### Siglos XIX

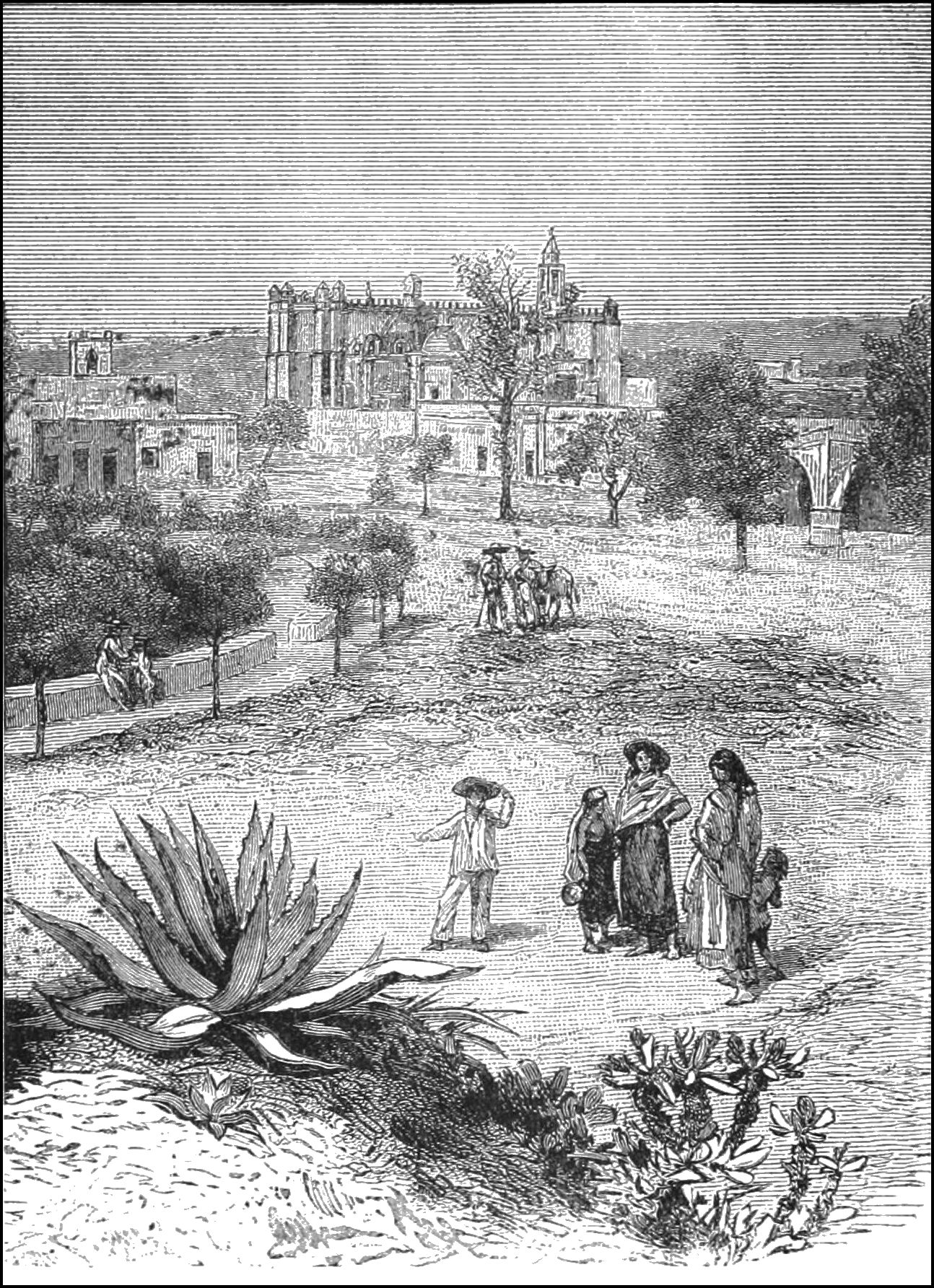
Tula de Allende a finales del.

Para el año de 1810 probablemente fueron los arrieros del Valle del Mezquital los que llevaron la noticia del levantamiento de Independencia; José María Correa, párroco de Nopala, simpatizó de inmediato con la causa. El sacerdote de Huichapan, José Antonio Magos, intentó unirse directamente a Miguel Hidalgo. El primer levantamiento armado independentista de la región fue protagonizado por Miguel Sánchez y Julián Villagrán en Huichapan. Entre 1816 y 1817 la lucha decayó, hasta que el 21 de marzo de 1821, el doctor José Antonio Magos proclamó el Plan de Iguala en Ixmiquilpan.
Los cincuenta años siguientes fueron los más turbulentos en la historia de México, fueron decisivos para establecer su organización política, y establecer su división política interna. Durante la Intervención francesa en 1865 se libra la Batalla de Ixmiquilpan. Una vez que la República fue restaurada el Congreso de la Unión aprobó crear el estado de Hidalgo. El 16 de enero de 1869, se emitió el Decreto de Erección del Estado de Hidalgo, por el presidente Benito Juárez. Actopan y Tula se postularon para ser la capital. Actopan fue rechazada por no contar con la infraestructura necesaria, Tula en razón de su ubicación, lejana de la mayor parte de los centros de población.
En la segunda mitad del siglo XIX se desarrollaron conflictos entre hacendados y pueblos indios; en algunos casos, los indígenas tomaron y saquearon haciendas. El Porfiriato marcó un significativo desarrollo de las obras públicas para el saneamiento de las ciudades, fue un periodo de estabilidad y mucho progreso económico en el territorio hidalguense, pero también con severas desigualdades sociales.
El aprovechamiento de aguas residuales inició a finales del siglo XIX. A la vez que eran desarrolladas las obras del Gran Canal del Desagüe de la Ciudad de México, uno de los beneficios fue el aprovechamiento de las aguas residuales y pluviales para la agricultura de riego en el valle del Mezquital, que en aquel entonces eran terrenos secos sin cultivar. En 1886 la legislatura del estado de Hidalgo había aprobado un contrato celebrado con un particular para abrir un canal desde el río Tula hasta el valle de Ixmiquilpan. Por otra parte, los municipios de Actopan, Ixmiquilpan, Mixquiahuala y Tula, solicitaban la concesión del uso de las aguas que llegarían al río Tula.
En 1895 un decreto de Porfirio Díaz, se le “otorgan” los desechos de la Ciudad de México a la región (un decreto que ha sido ratificado en los años veinte, en los sesenta, y en los noventa). En 1886 se inició el riego con aguas residuales en las zonas de Tlaxcoapan y Tlahuelilpan. El 17 de marzo de 1900 fue inaugurado oficialmente el Gran Canal del Desagüe por el presidente Porfirio Díaz.

### sigloXX

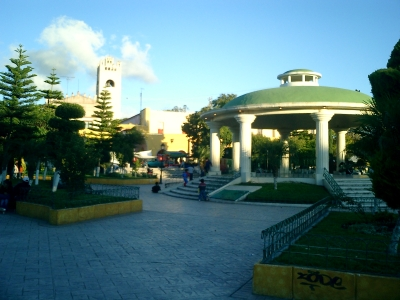
Actopan.

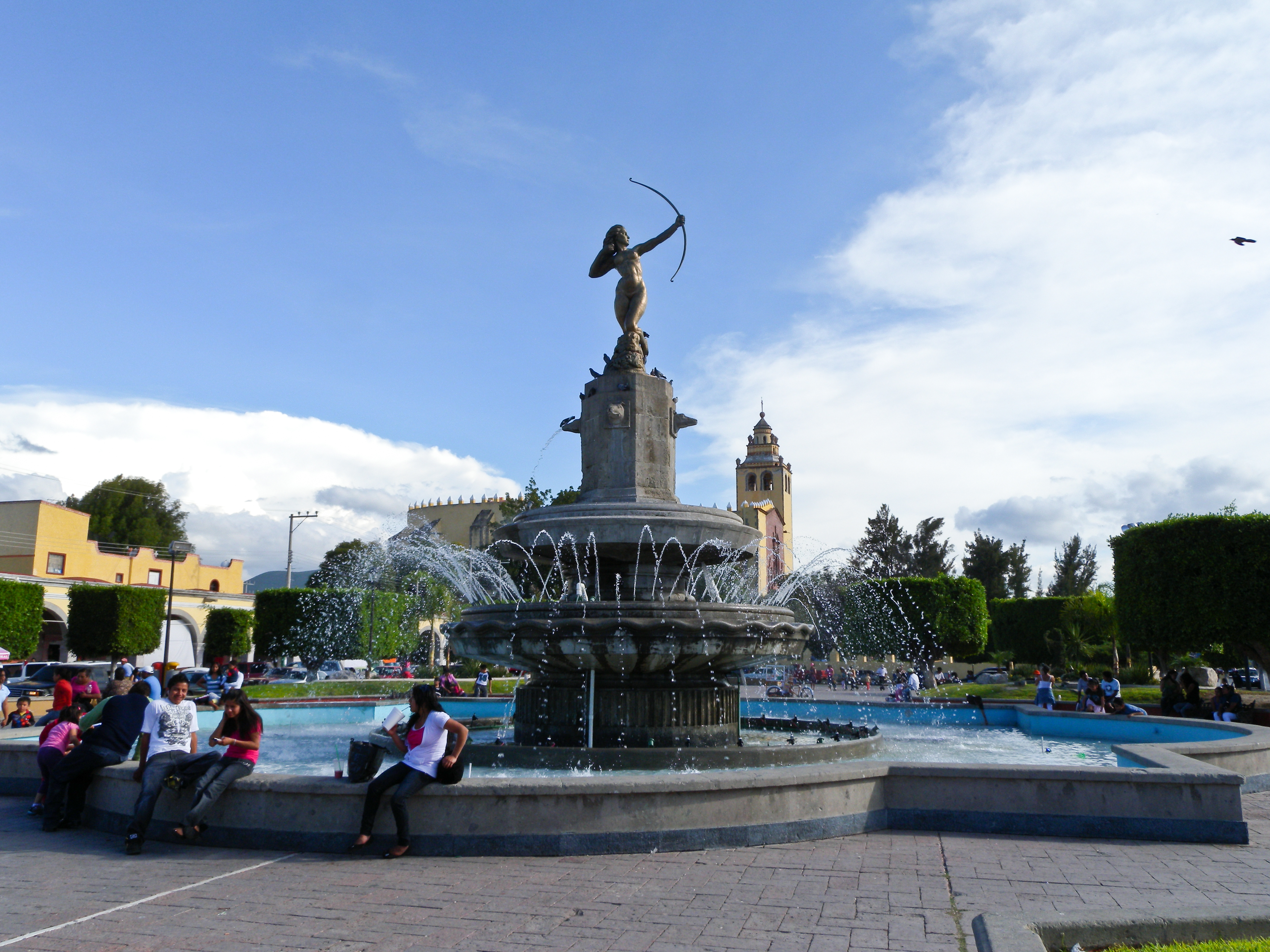
Ixmiquilpan.

En el Porfiriato había severas desigualdades sociales lo que desencadenó la Revolución mexicana, campesinos inconformes del Valle del Mezquital participaron en este conflicto. Esta región fue escenario de algunas batallas entre Carrancistas y Zapatistas. La presa Requena fue construida en el periodo de 1919 a 1922. En 1920 la superficie regada con aguas residuales era de 10 000 ha, para 1926 se incrementó a 14 000 ha.
Entre los años 1930 se amplió el sistema de riego, construyéndose distintas presas sobre el río Tula. Conforme avanzó el reparto agrario con Lázaro Cárdenas del Río, surgieron conflictos con las comunidades indígenas, que llevaron a que los dueños de los sistemas de aguas los vendieran al Estado. La presidencia de Lázaro Cárdenas abrió escuelas para indígenas, repartió las tierras en ejidos y limitó la extensión de las haciendas, y fomentó la industria regional. En los años 1940 entre la región se construyen distintas carreteras principalmente el tramo Ixmiquilpan-Querétaro y Actopan-Mixquiahuala. En la zona de Ixmiquilpan en 1942 se inician trabajos por las iniciadas por la Comisión Nacional de Irrigación, al publicarse el Acuerdo Presidencial que constituye el Distrito de Riego 027 Ixmiquilpan. Las obras consistieron en la construcción de la presa derivadora de Tecolotes y la presa derivadora El Maye, ambas sobre el río Tula con sus respectivos canales generales. La presa Endhó fue construida entre 1947 y 1952.
Para los años 1950 con el funcionamiento del nuevo túnel de Tequixquiac la superficie de riego fue de 28 000 ha; El 31 de diciembre de 1952 se crea el Organismo Descentralizado denominado Patrimonio Indígena del Valle del Mezquital y la Huasteca Hidalguense. La presa Vicente Aguirre inicio operaciones en 1954. El Distrito de Riego 003 Tula, se creó por decreto presidencial el 15 de diciembre de 1954 publicado en el Diario Oficial de la Federación (DOF) el día 20 de enero de 1955. Para los años 1960 la presa Endhó permitió 38 500 ha de riego. En 1968 en el distrito Ixmiquilpan, la Secretaría de Recursos Hidráulicos (SRH) construyó la presa derivadora Payares sobre la barranca de Payares afluente del río Tula, y su canal general San Nicolás; las estructuras de control están a cargo de la Junta de Aguas.
En 1964 se mejora el almacenamiento de la presa Requena. En 1970 se intentó pasar a Ixmiquilpan al Sistema de Distritos de Riego controlados por la SRH, este ya no sería administrado por la Junta de Aguas, ahora dependería del Distrito de Riego de Tula. En 1972 con la apertura de la zona Bojay se incrementó la superficie de riego a 39 500 ha. En 1975 se concluyó el Túnel Emisor Central, cuya función es conducir fuera del Valle de México las aguas del Sistema de Drenaje Profundo; y su recorrido lo lleva a descargar en el río El Salto, a partir de donde las aguas son conducidas hasta la presa Requena y más adelante al río Tula. Al Emisor Central confluyen principalmente los tres interceptores siguientes Interceptor Centro-Poniente, Interceptor Central, Interceptor Oriente. Con el Túnel Emisor Central se incrementó las aguas negras, que a su vez fueron distribuidas a los distritos de riego. El Distrito de Riego 100 Alfajayucan, se creó por decreto presidencial el 17 de enero de 1976, y fue publicado en el DOF el día 13 de febrero de 1976.

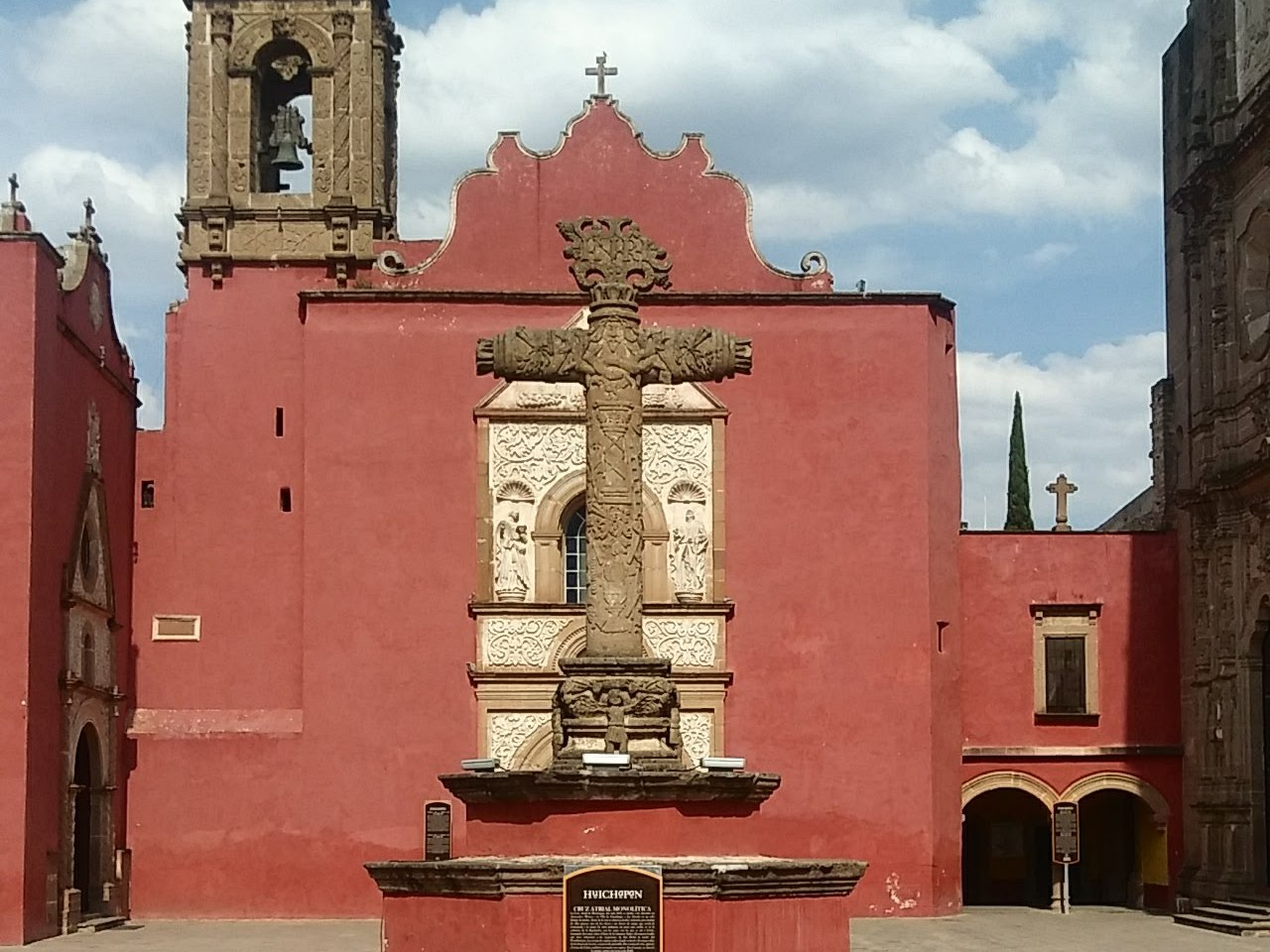
Huichapan.

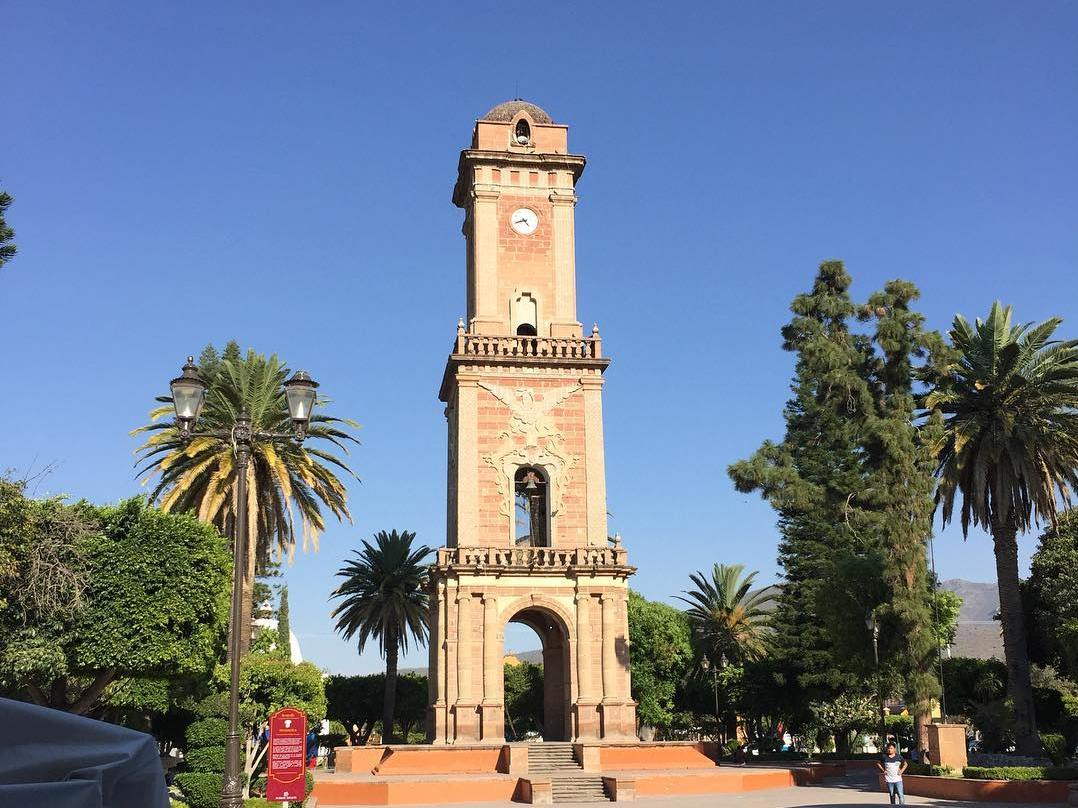
Tecozautla.

También en 1976 se inaugura la Refinería Miguel Hidalgo en Tula de Allende. Con la construcción y funcionamiento de los canales de riego: Centro, Chilcuautla, Xochitlán, así como el funcionamiento de la zona del río Alfajayucan en 1977 se alcanzó una superficie de riego de 66 400 ha. La presa Javier Rojo Gómez inicio operaciones en 1979; también para 1979 se llegó a una superficie de riego de 68 900 ha, gracias a la construcción de los canales de riego el Tigre, Alto Tepetitlán, Chicavasco y Demacú.
En 1984 se aumentó la superficie a 71 400 ha, con la utilización de canales Xhoto y el Salto Tlamaco; con su ampliación en 1985, se aumentó a una superficie de 74 200 ha. De 1977 a 1980 se realizaron intentos para incorporar al Distrito Ixmiquilpan como un módulo del Distrito Alfajayucan. La Secretaría de Agricultura y Recursos Hidráulicos, nombró una nueva Junta de Aguas; las comunidades organizadas apoyaron a la Junta de Aguas preexistente, desconociendo a la nueva evitando el de funcionarios a las comunidades. En los años 1980 se emprendió una campaña de letrinización y el rescate de la imagen urbana de Huichapan.
El Distrito de Riego 112 Ajacuba, se creó por decreto presidencial de fecha 4 de septiembre de 1985 y fue publicado en el DOF el día 5 de septiembre de 1985. En 1987 con la construcción del canal Alfajayucan se tuvo 75 400 ha de riego y para 1987 se alcanzó 85 100 ha de riego. Con los proyectos de Ajacuba, El Tumba, Artículo 27, y Tepatepec se alcanzó una superficie de riego de 99 400 ha. La Conagua, que desde 1994 pretende transferir los distritos de riego a los usuarios, pero el proyecto de transferencia está atorado, porque los usuarios argumentan no tener recursos para darles mantenimiento.
En los años 1990 se construye la carretera Tula-Actopan, y la autopista Actopan-Pachuca. En materia de agua potable se modernizaron los sistemas de agua potable del Valle del Mezquital. La administración y operación en general del Distrito de Riego de Ixmiquilpan se mantuvo de manera autogestiva por la Junta de Aguas hasta 1990. Los representantes de la Junta de Aguas en Ixmiquilpan consideraron que era urgente atender el problema del ascenso del manto freático y la salinización de los suelos. Buscaron apoyo a nivel estatal y federal la respuesta fue negativa al no existir registro oficial del área de riego. La Conagua sugirió aprovechar el Programa de Transferencia para regularizar la situación de reconocimiento, y con ello el acceso a los programas federales de apoyo al campo. En 1993 la Junta de Aguas se transformó en una Asociación Civil.

### sigloXXI

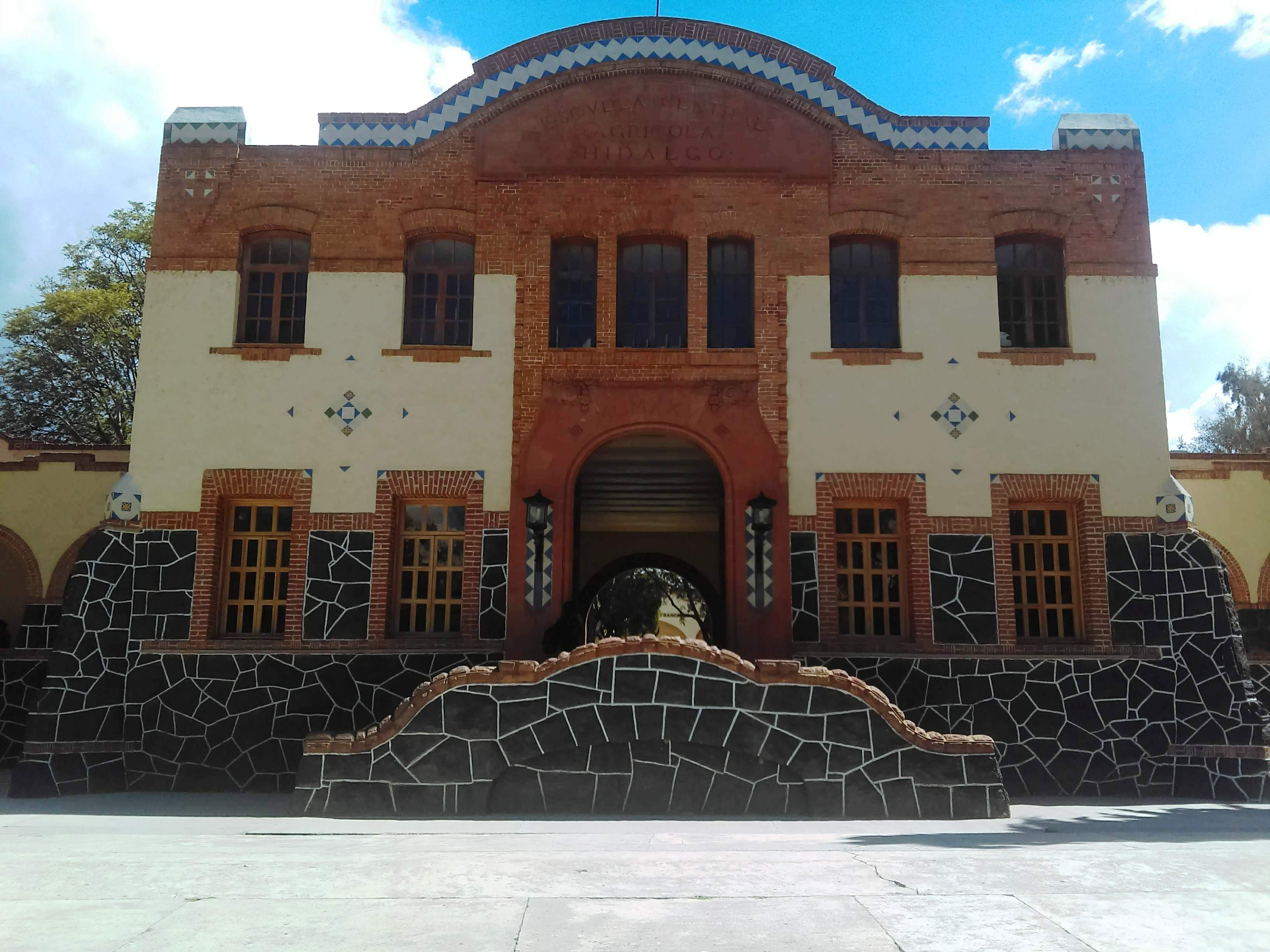
Universidad Politécnica de Francisco I. Madero.

En los años 2000 la infraestructura carretera se modernizó, ampliado y conservado las carreteras Pachuca-Ixmiquilpan, y Actopan-Tula. La Escuela Normal Rural Luis Villarreal de la comunidad de El Mexe en el municipio de Francisco I. Madero fue ocupada el 5 de enero de 2000 por sus estudiantes, quienes exigían becas para más alumnos; la respuesta del gobierno estatal fue el cierre de la escuela. El 19 de febrero unos 800 policías entraron para recuperar el plantel, donde padres de familia y estudiantes de la de la comunidad capturaron a un grupo de policías y lo llevaron a la plaza principal de Tepatepec, donde amenazaron con lincharlos en represalia.
De 2009 a 2012 la delincuencia organizada, marco su presencia en respuesta a la guerra contra el narcotráfico en México. 
La presa El Yathé fue inaugurada el 19 de noviembre de 2013, planeada desde la década de 1970. La obra se mantiene parada debido a la falta de construcción de un canal de interconexión de 2 km de largo que traslade el agua almacenada hacia el canal Vicente Aguirre, al cual están conectados los sistemas de riego de cultivos.
En enero de 2017 se registraron protestas, bloqueo de carreteras y saqueos por el aumento del precio de la gasolina, en los municipios de Ixmiquilpan, Actopan, Tlahuelilpan, Tezontepec de Aldama, San Agustín Tlaxiaca, Francisco I. Madero, Mixquiahuala de Juárez y Tula de Allende. Una imagen que se hizo viral fue la de las protestas en Ixmiquilpan, donde manifestantes entonaron el Himno de México previo a los enfrentamientos. En el intento de la Policía Federal y la Policía Estatal de Hidalgo por retirar el bloqueo el enfrentamiento violento dejó como resultado el fallecimiento de dos jóvenes manifestantes y trece lesionados, así como diversas detenciones.
El 18 de enero de 2019 se registró una fuga y posteriormente una explosión en el ducto de gasolina Tuxpan-Tula en el municipio de Tlahuelilpan. La explosión dejó un saldo inicial de 73 muertos; posteriormente, la cifra se elevó a 137 debido a la gravedad de las quemaduras de los lesionados.
El 7 de septiembre de 2021, el río Tula se desbordó provocando inundaciones en los municipios de Tula de Allende, Ixmiquilpan, Tlahuelilpan, Alfajayucan, Mixquiahuala de Juárez, Chilcuautla, Tepeji del Río de Ocampo, Tezontepec de Aldama, Tasquilloa y Tlaxcoapan.

## Demografía

### Etnicidad

San Ildefonso, Tepeji del Río de Ocampo, comunidad hñähñu donde 95 % de sus habitantes hablan otomí.

Mujer otomí vendiendo en el tianguis de Ixmiquilpan.

El pueblo indígena que habita principalmente la zona es el pueblo otomí. Los municipios con mayor población que se autoadscribe indígena son: Ixmiquilpan, Cardonal, San Salvador, Santiago de Anaya, Chilcuautla, Tasquillo, Zimapán, Alfajayucan, Tecozautla y Tepeji del Río de Ocampo.
La lengua otomí tiene mayor diversidad y se puede agrupar en dos subregiones dentro del Valle del Mezquital, siendo Ixmiquilpan es el municipio con la mayor cantidad de hablantes de esta lengua. El otomí del oeste del valle del Mezquital también conocido como ñöhñö o ñähñá, se habla en los municipios de Huichapan y Tecozautla.
El otomí del Valle del Mezquital es denominado por sus propios hablantes hñähñú, ñänhú, ñandú, ñóhnño o ñanhmu; esta variante se habla en los municipios de Actopan, Ajacuba, Alfajayucan, Cardonal, Chilcuautla, Francisco I. Madero, Ixmiquilpan, Mixquiahuala de Juárez, Nicolás Flores, Progreso de Obregón, San Agustín Tlaxiaca, San Salvador, Santiago de Anaya, Tasquilloa, Tepeji del Río de Ocampo, Tepetitlán, Tezontepec de Aldama, y Tula de Allende.
En esta zona, así como en el resto del estado de Hidalgo existe una pequeña población afromexicana o afrodescendiente; los municipios con mayor población son Tula de Allende, Atotonilco de Tula, Ixmiquilpan, Tepeji del Río de Ocampo, Tetepango, Chilcuautla, Nopala de Villagrán, Tecozautla, Nicolás Flores, y San Agustín Tlaxiaca.

### Sociedad

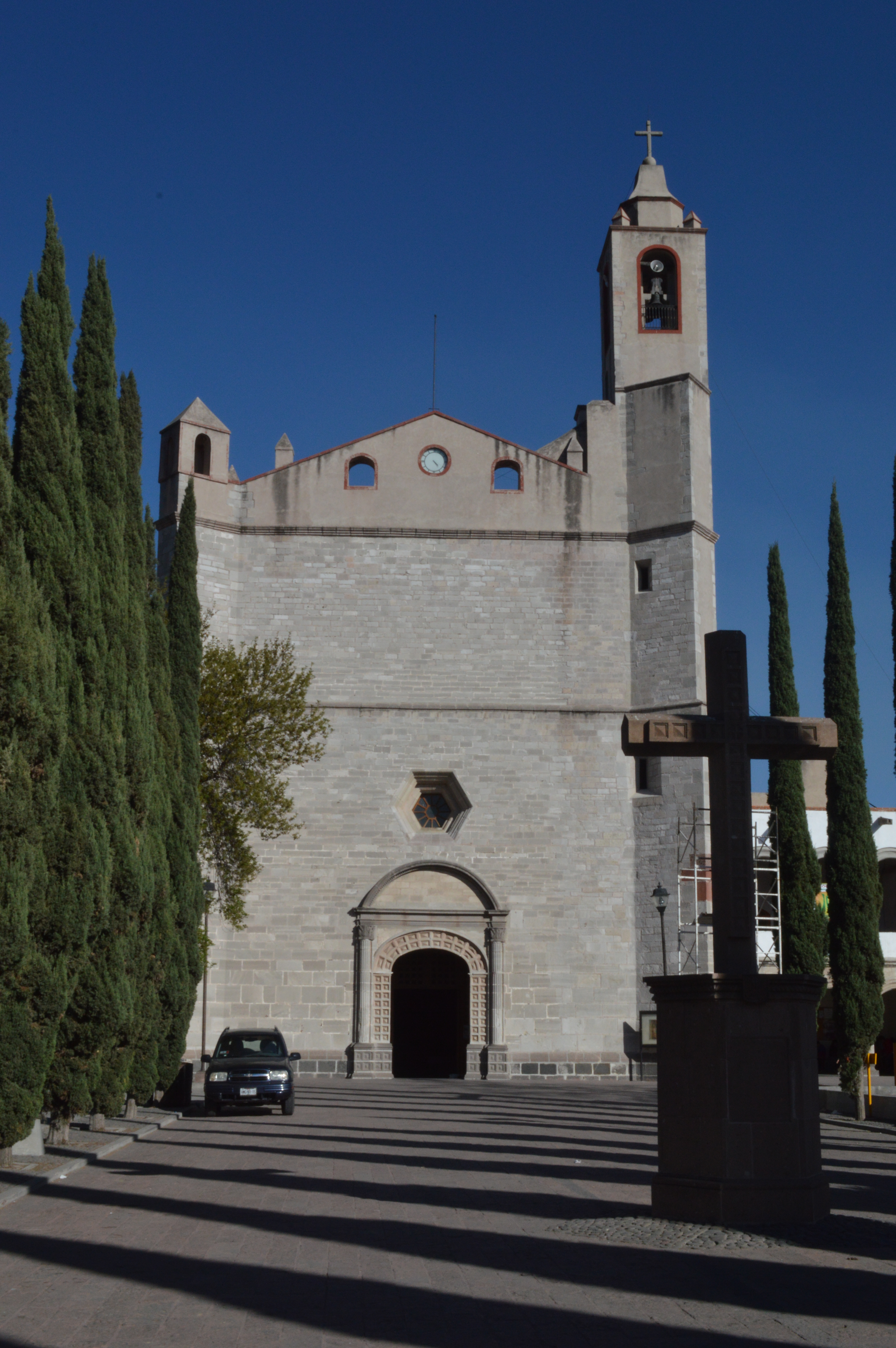
Catedral de San José en Tula de Allende, sede de la diócesis de Tula.

Dentro de la estructura familia, en las comunidades rurales, el padre y los hijos mayores se van a la milpa; la madre se encarga del cuidado de la casa, de los hijos y del pastoreo; los niños y las hijas pequeños ayudan a la madre en el cuidado de los animales. Las familias son patriarcales, los hijos van a vivir a casa del padre cuando contraen matrimonio, hasta que consiguen la independencia económica o este les da un terreno para construir su propia casa.
La unidad familiar cambia a partir de la emigración, ya que es una de las mayores zonas del país de migrantes hacia Estados Unidos. En caso de que el padre se vaya y la madre se quede, ella es responsable de todo el trabajo. Por otro lado, si también la madre se va, se deja a los niños al cuidado de los abuelos.

### Religión
La principal religión entre los habitantes es la Iglesia católica; esta región pertenece a la Arquidiócesis de Tulancingo y la diócesis de Tula. También tenemos Evangélicos, Testigos de Jehová, Protestantismo, Pentecostales, La Luz del mundo, y Mormones. Los curanderos y chamanes todavía predominan dentro de la concepción de los habitantes, sobre todo, en las comunidades más alejadas, enclavadas en medio de la sierra. Las creencias populares refieren a que curan males de ojo, del aire, tosferina, rabia, dolores causados por el trabajo, del espanto, infecciones cutáneas, etc. La Santa Muerte se venera en el estado de Hidalgo desde 1965, este culto se desarrolla principalmente en las localidad de Tepatepec.
Un problema con la introducción de nuevas alternativas religiosas es la división de la población, porque las faenas relacionadas con los lugares sacros no las realizan los miembros de otra denominación religiosa, lo que puede derivar en conflictos entre los vecinos. Los problemas incluyen: la imposición de multas y castigos, la negación o suspensión de servicios públicos (agua potable, drenaje, educación, programas de gobierno), la confiscación de bienes y la amenaza de expulsión de la comunidad.

## Política

### Municipios integrantes

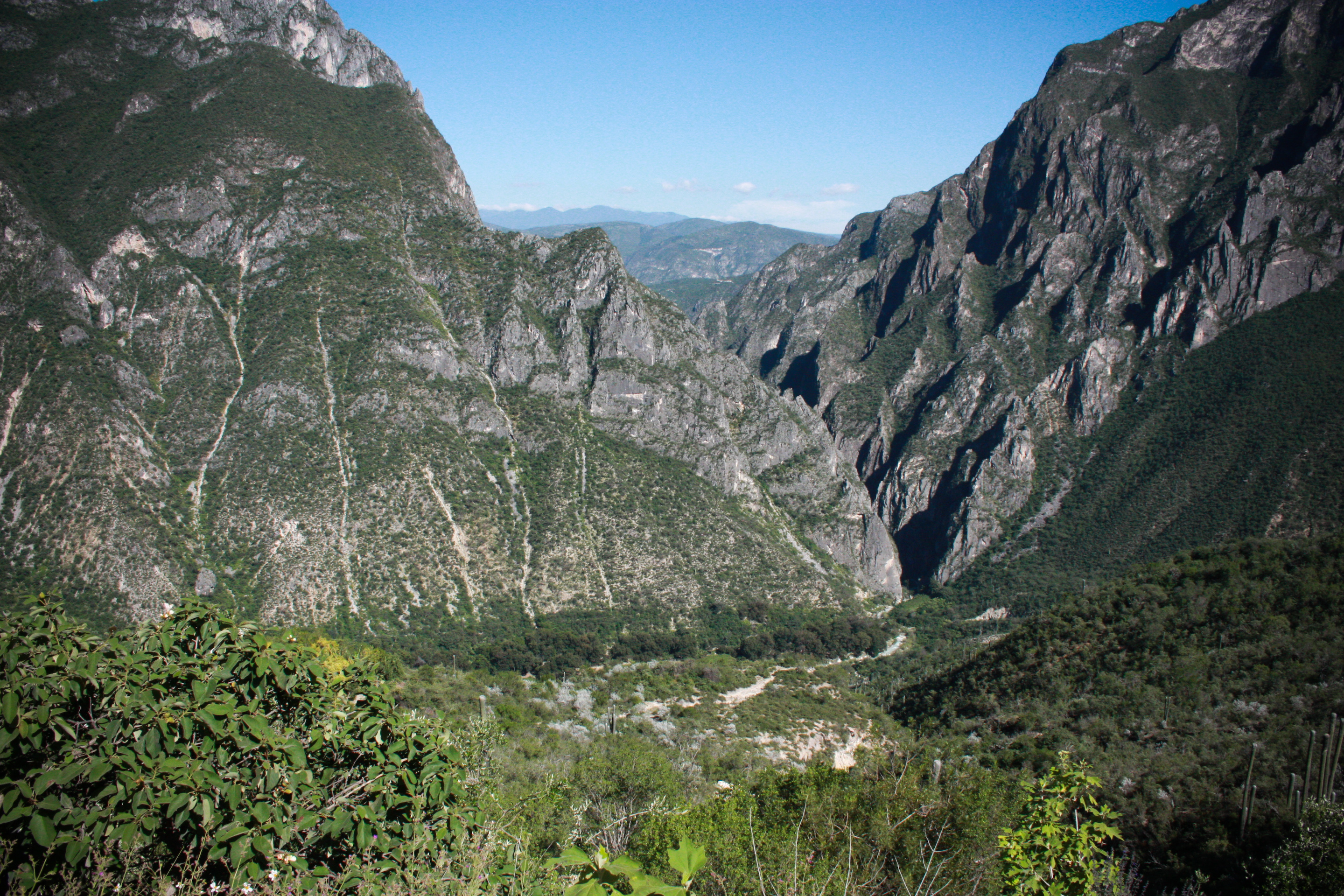
Grutas de Tolantongo en Cardonal, geográficamente en la Sierra Baja, culturalmente considerada en el Valle del Mezquital.

Comúnmente se dice que el Valle del Mezquital está integrado por los siguientes veintiséis municipios de Hidalgo: Actopan, Ajacuba, Alfajayucan, Atitalaquia, Atotonilco de Tula, Chapantongo, Chilcuautla, El Arenal, Francisco I. Madero, Huichapan, Ixmiquilpan, Mixquiahuala de Juárez, Nopala de Villagrán, Progreso de Obregón, San Agustín Tlaxiaca, San Salvador, Santiago de Anaya, Tasquilloa, Tecozautla, Tepeji del Río de Ocampo, Tepetitlán, Tetepango, Tezontepec de Aldama, Tlahuelilpan, Tlaxcoapan y Tula de Allende.
Algunos estudios también integran los municipios de Cardonal, Nicolás Flores, y Zimapán en el Valle del Mezquital. Geográficamente Zimapán y Nicolás Flores, se encuentran dentro de la Sierra Gorda; y el Cardonal se encuentra entre los límites del Valle del Mezquital, la Sierra Gorda y la Sierra Baja. Estos tres municipios se llegan a integrar debido a que comparten aspectos culturales y sociales con los del Valle del Mezquital.
También debido a la delimitación geográfica, partes de los municipios de Mineral del Chico y Pachuca de Soto se pueden integrar al Valle del Mezquital. Especialmente las localidades de Benito Juárez, La Estanzuela, Barrio del Judío y Santiago Tlapacoya; que se encuentran en la cuenca hidrográfica del río Actopan. Aunque estas localidades culturalmente se llagan a asociar con la Comarca Minera.
La parte del Valle del Mezquital que se extiende al estado de México, corresponde a secciones de los municipios de Acambay, Aculco, Apaxco, Chapa de Mota, Hueypoxtla, Huehuetoca, Jilotepec, Polotitlán, Soyaniquilpan de Juárez, Tequixquiac, Tepotzotlán, Timilpan, y Villa del Carbón. Y en el estado de Querétaro, corresponde a secciones de los municipios de Cadereyta de Montes, Ezequiel Montes, San Juan del Río y Tequisquiapan.

### Delegaciones locales
Cada localidad tiene su delegación, lugar donde despacha el delegado municipal, máxima autoridad civil de cada pueblo; en este inmueble también tienen sus oficinas, el comisariado ejidal o comunal, y los diferentes comités de agua, feria patronal y en algunos casos galeras. En la región varias de las comunidades, sobre todo de los municipios como Ixmiquilpan, Cardonal, y Tasquilloa, se rigen por sistemas normativos internos de las comunidades, que popularmente se conocen como usos y costumbres.
Los delegados son puestos honoríficos ya que no reciben ninguna gratificación en el ejercicio civil de cada cargo, además de que se considera como una obligación moral, servir a sus comunidades. Es común que la elección de delegado se realice mediante asamblea comunitaria; este se auxilia en los subdelegados y los varistas, en caso de que hayan. Otra de las instancias de gran importancia son los comisariados ejidales, que se encarga de gestionar sistema de riego, créditos para granos, fertilizantes y maquinaria. Mediante diferentes asambleas se discuten los asuntos relacionados con la comunidad; se discuten las gestiones con las diferentes instancias de gobierno: municipal, estatal y federal.
También existen diferentes instancias en las cuales se debe participar; cumplimiento de faenas, cuotas, la mayordomía o pertenecer al comité que organizará la fiesta patronal. Los individuos que no cumplan serán sancionados por la comunidad.

## Cultura

### Fiestas

#### Carnaval

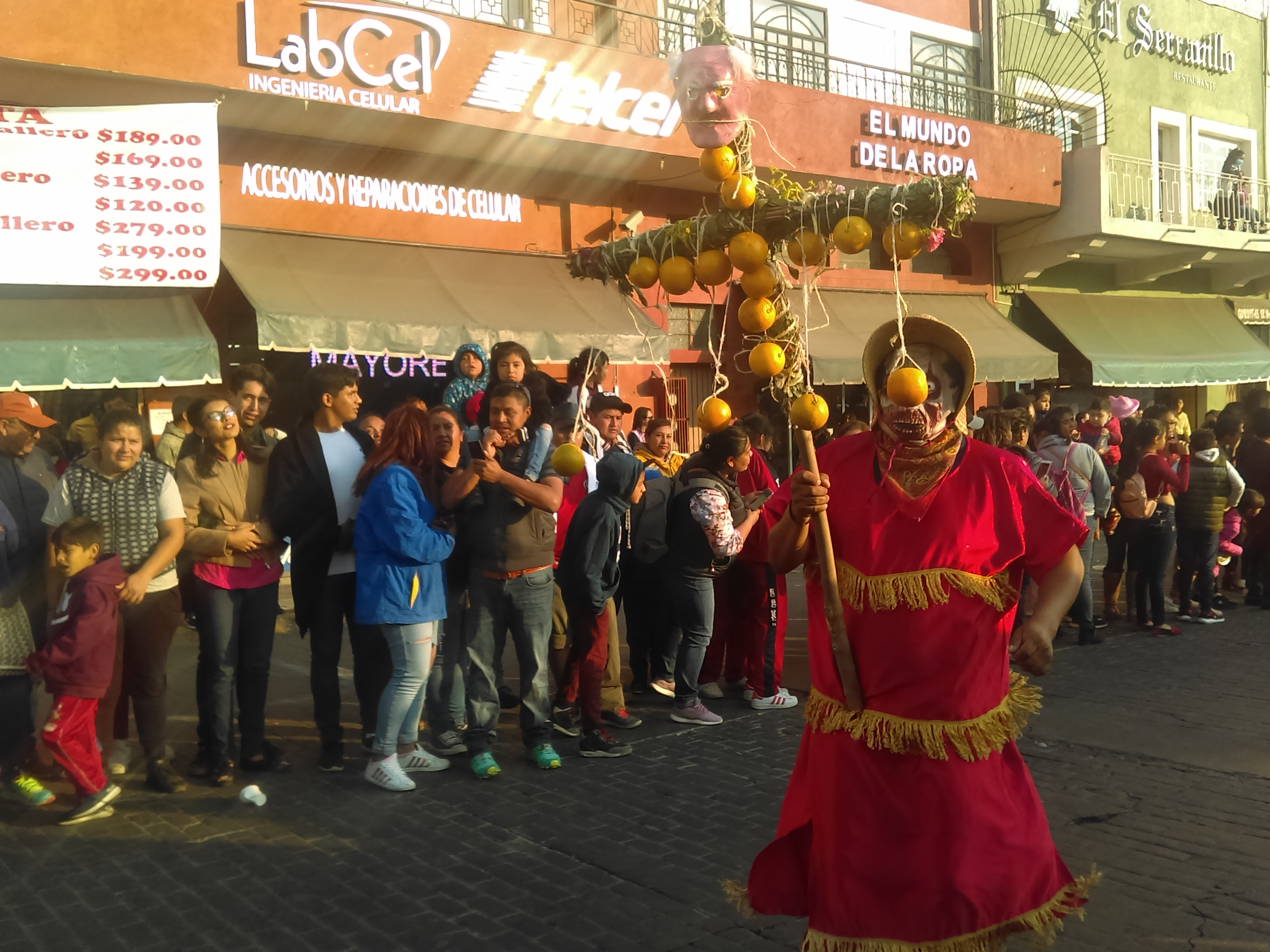
Representación del Carnaval de Alfajayucan, en el desfile "Magia de los Carnavales de Hidalgo" en Pachuca de Soto.

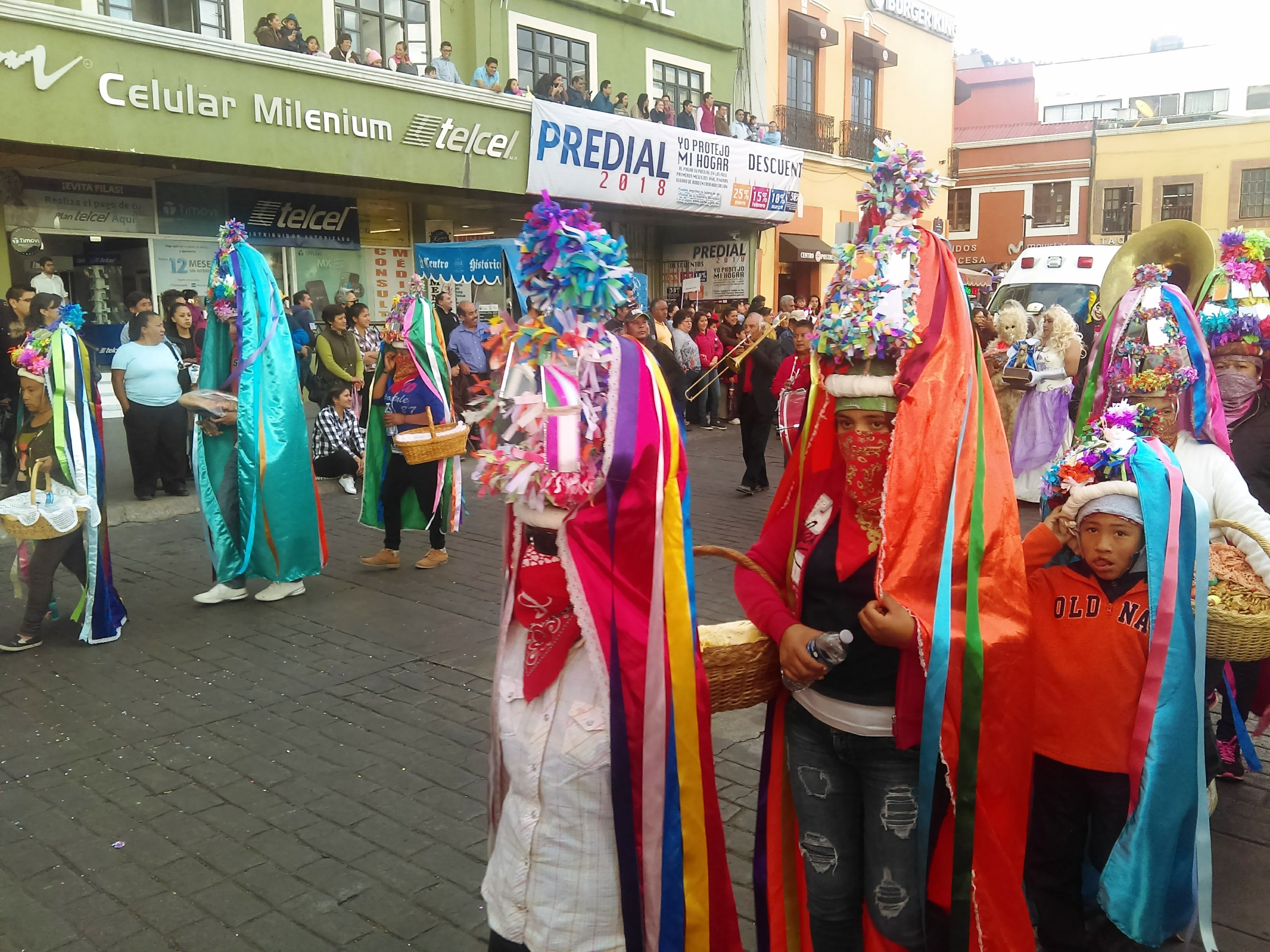
Representación del Carnaval de Tecozautla, en el desfile "Magia de los Carnavales de Hidalgo" en Pachuca de Soto.

Con motivo de la aproximación de la Cuaresma, se celebran los carnavales. Un aspecto a considerar respecto a los carnavales regionales son sus momentáneos distanciamientos respecto de las fechas eclesialmente fijadas para su desarrollo. Además, las prácticas de sus contenidos no se apegan en diversos casos a los elementos por norma previstos. Destacan los realizados en Alfajayucan, Tecozautla, Tepetitlán, Tlahuelilpan, y Mixquiahuala. En Mixquiahuala el carnaval empieza con la fiesta de Pone bandera-quita bandera, además se realiza una feria y un desfile con la corte del carnaval (rey y reina).
La fiesta de “Pone bandera-quita bandera”, se realiza en el Barrio Los Tigres y el Barrio de Taxhuada en Mixquiahuala; en honor a los dos santos patrones, San Antonio y San Nicolás. Las fiestas comienzan quince días antes del carnaval con una peregrinación a los cerros para la recolección de flor de encino, con la que se elabora adornos, reliquias, y rosarios que se utilizaran en la ceremonia. También contribuyen los shitas personas que invitan a dar una limosna y participar en la fiesta. En cada barrio existe una ermita donde se colocan los santos, y se construyen torres triangulares donde se “pone bandera”, la cual debe de ser la del santo contrario que se encuentra en la ermita, a los ocho días, se reúnen nuevamente y mediante los últimos ritos, se realiza el “quita bandera”.
En el municipio de Alfajayucan son las comunidades de Xamagé, El Espíritu, San Antonio Corrales y Boxthó las que efectúan carnaval. En las cuatro se realizan los tradicionales “naranjazos”, que consiste en golpearse con naranjas dos grupos de hombres, uno de la comunidad anfitriona y el otro grupo de alguna comunidad invitada. La celebración del carnaval comienza con la bajada de los  “Xhitas” (enmascarados) de la comunidad El Espíritu, que realiza su celebración a la cabecera municipal, 8 días antes a fin de invitar a su tradicional fiesta.
En Tecozautla el carnaval coincide con la preparación de la tierra para la siembra, y tiene el propósito de garantizar el bienestar agrícola y social del pueblo, Santiago Apóstol en su advocación de caballero, es la figura central de esta festividad. Se compone de una serie de rituales de carácter bélico, se realizan las denominadas “peleas de banderas”. El grupo de Mayordomo que constituye más de cien integrantes que renuevan su cargo cada nueve años; y dos personajes rituales: los "xhitas" y los "Moros". Los primeros, cumplen el cargo durante siete años y solo son hombres, se presentan disfrazados y enmascarados. Los moros son la guardia que escolta las imágenes religiosas, cumplen su cargo durante siete años, este cargo pueden asumirlo mujeres y niñas también. Los "Moros" se distinguen por su vestimenta que consiste en: un turbante con siete espejos (uno por cada año de promesa), capa, listones de distintos colores, dos pañuelos, uno para la cabeza y otro para cubrir parte del rostro. 
En Tlahuelilpan se realiza un desfile con la participación de carros alegóricos y la corte del carnaval (rey y reina). Se realiza la denominada “quema del mal humor”, acción que pretende que ese día no haya tristezas, desconciertos. Al paso de los años, poblados como El Arenal realizan un propio carnaval con éxito. En la localidad de Teltipán de Juárez, municipio de Tlaxcoapan se realiza una fiesta con motivo de la Preciosa Sangre de Cristo, esta se efectúa antes de la Cuaresma que empieza el Miércoles de Ceniza.

#### Semana Santa

Fiesta del Señor de las Maravillas en El Arenal.

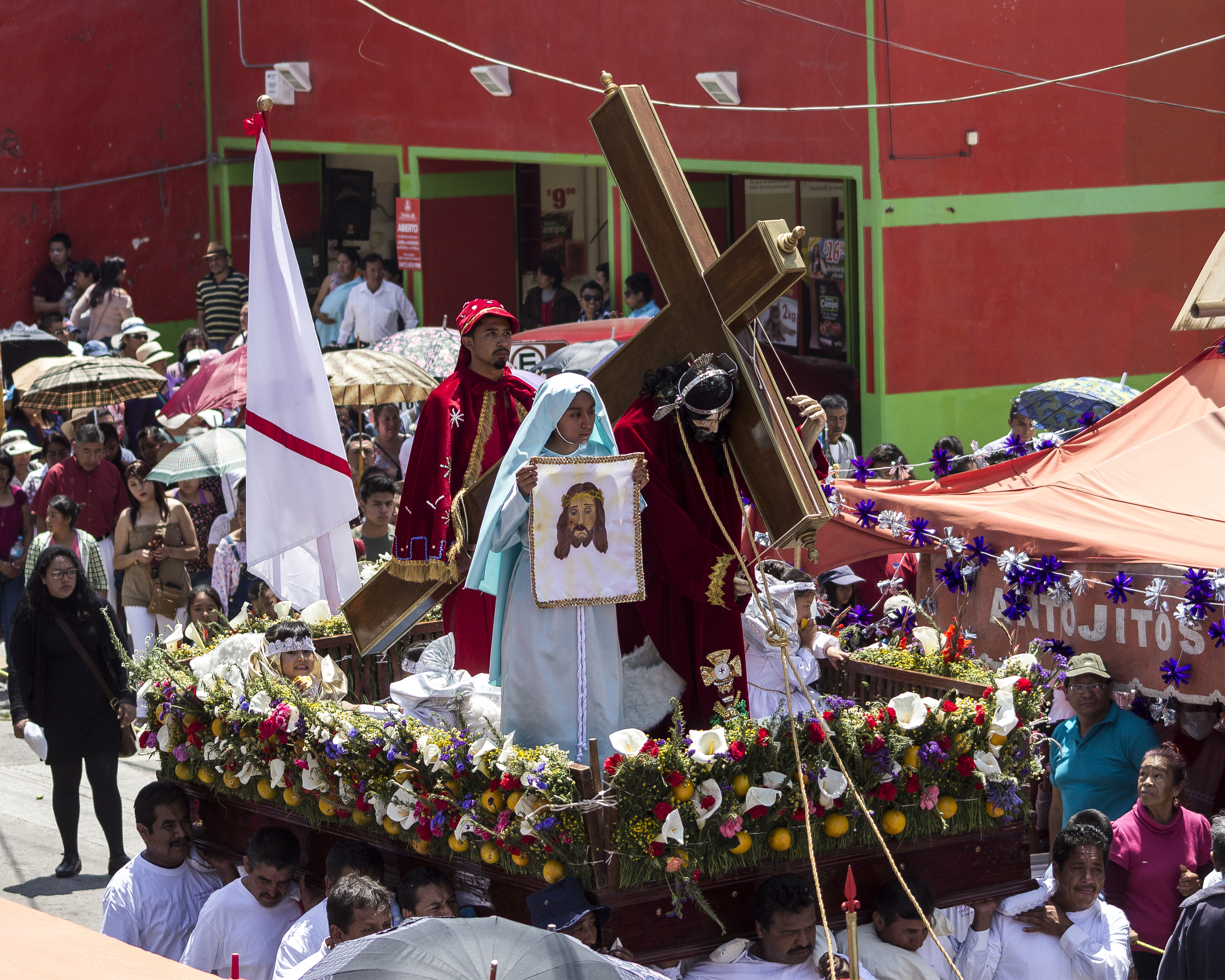
Viacrucis de Tlaxcoapan.

El quinto viernes de Cuaresma se realizan la Fiesta del Señor de las Maravillas en El Arenal. Se realizan festejos como cabalgata religiosa, misas, y peregrinaciones. En el marco de la feria también se llevarán a cabo diversos torneos deportivos, así como los tradicionales jaripeos, bailes de feria y expo comercial.
El Viernes de Dolores se coloca un Altar de Dolores en el Templo y exconvento de San Nicolás de Tolentino, en Actopan. Consiste en un altar en honor a la Nuestra Señora de los Dolores que se colocaba cada Viernes de Dolores, busca recrear y representar los siete dolores de María. También el Viernes de Dolores en Orizabita, municipio de Ixmiquilpan se realiza la fiesta del Señor del Buen Viaje y Nuestra Señora de los Dolores
En Semana Santa destacan las representaciones realizadas en Actopan, Ixmiquilpan, Huichapan, Tlaxcoapan, Tepeji del Río, Tezontepec de Aldama, Tula de Allende. En Tlaxcoapan cada Jueves Santo se realiza la “bajada del ángel”, una representación que se efectúa desde abril de 1929, temporada en la que concluyó la Guerra Cristera y, para fomentar la fe el sacerdote de ese entonces, Darío Pedral, trajo la tradición desde España. Representa una parte del evangelio según San Lucas, en donde narra que a Jesús en monte de los Olivos se le apareció un ángel y el sudor de Jesús se convirtió en sangre, previo al viacrucis.
En Viernes Santo se realizan Procesiones del Silencio en honor a la Virgen de la Soledad, destacando la de Tepeji del Río. Realizada desde 1952, en esta procesión la vida y pasión de Cristo, esta relatado en diversos carros alegóricos la representación se hace con personajes vivos.

#### Día de muertos

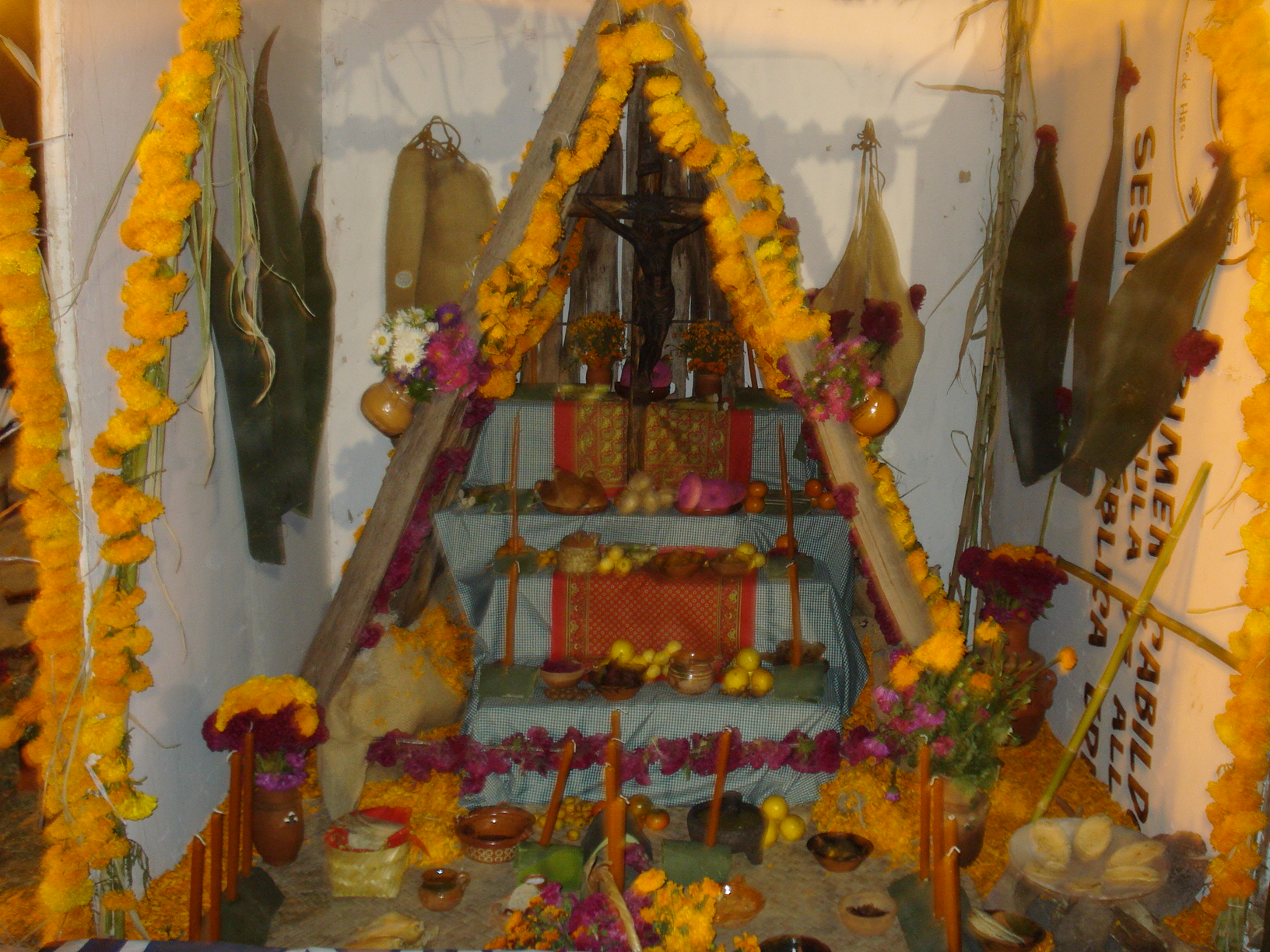
Representación de una ofrenda otomí en Tula de Allende.

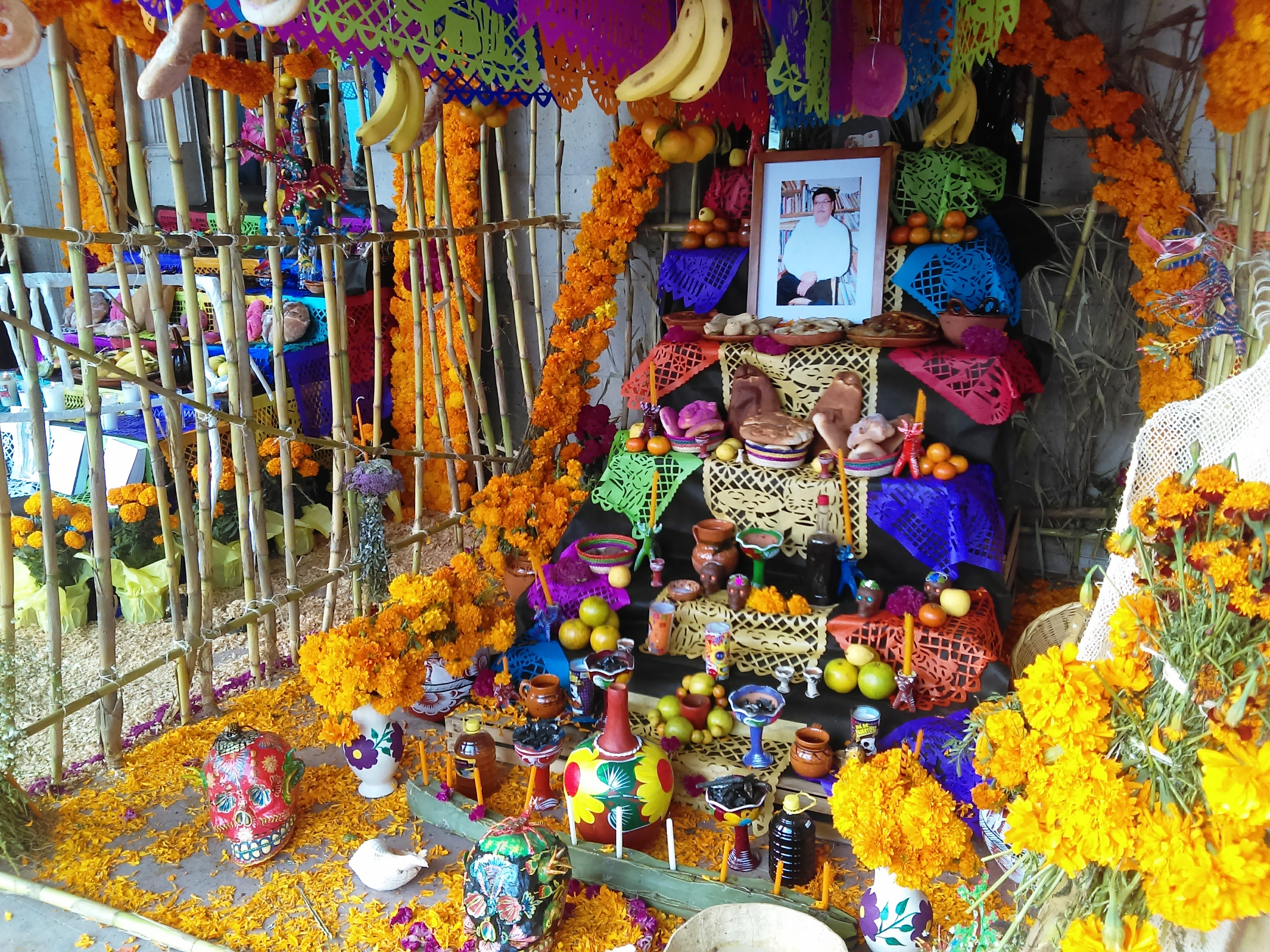
Representación de una ofrenda otomí en Actopan.

Otra tradición de gran importancia es la celebración del Día de Muertos, en el pensamiento Hñahñu la vida no termina con la muerte, los fieles difuntos tienen “el deber” de venir a “visitar” a sus seres queridos. La tradición es colocar altare de muertos en sus casas, la cual está compuesta por fruta de la temporada, alimentos típicos de la región y flores de cempasúchil, así como llevar flores al cementerio el 1 y 2 de noviembre. 
Durante y previo a esta temporada, los campos de Ixmiquilpan, Francisco I Madero, San Salvador, Actopan, Santiago de Anaya, San Agustín Metzquititlán, Tezontepec de Aldama, Progreso, Tula de Allende y Tlaxcoapan, se pintan de naranja y aroma de la flor de cempasúchil. El Valle del Mezquital aporta el 95 % de la producción de esta flor en el estado de Hidalgo.
En Día de Muertos, entre los otomíes del Valle del Mezquital el altar de muertos, se compone por un piso de tierra, dos muros laterales de carrizos y uno central compuesto por pencas de maguey. Se acostumbra elaborar estructuras a base de mesas y cajas, cubiertos con manteles y servilletas bordadas. Una vez logrados dichos “basamentos”, se colocan en ellos las ofrendas. Cuando no se arman los “basamentos” , las familias suelen hacer “tendidos”, sea con petates o algún otro elemento propicio, y en ellos coloca flor de cempasúchil, veladoras de cera de abeja, nueces, tamales, frijoles de olla, atole de chocolate, imágenes religiosas del santo patrono o del santo predilecto de la familia así como de Jesucristo.
Otros elementos que se ven reflejados en el montaje del altar es una cruz adornada de flor de cempasúchil, también se pone otra al pie del altar. En muchas ocasiones se agrega un camino de cempasúchil que conduce al altar con la finalidad de que los difuntos puedan encontrar fácilmente el camino hacia el mismo, un petate de palma de la región, unos huaraches y un sombrero.
Durante este periodo se elaboran gorditas de maíz amasadas con arena de hormiguero. Hay roscas adornadas, corazones similares al corazón humano, los hay barnizados, con azúcar blanca y rosa. También hay panes en forma humana con los bracitos cruzados, caritas de pasta pintada de colores vivos; panes de sal y dulce sobrios con su ajonjolí espolvoreado o decorados multicolor; "Cajitas" corresponden a los féretros usados para el entierro; y "Rosca de la vida", su consistencia es dura, se adorna con huesos o canillas de manteca que son la representación de huesos humanos.

#### Fiestas decembrinas
Durante las fiestas decembrinas se realizan distintas actividades por motivo de la celebración a la Virgen de Guadalupe en diferentes comunidades de los municipios del Valle del Mezquital, es la figura femenina más venerada. Así como múltiples peregrinaciones, a la Basílica de Guadalupe en la Ciudad de México. Destacan desde los años 2000, los encendidos de árboles de Navidad en Tula de Allende, Huichapan, Actopan, e Ixmiquilpan; así como la Cabalgata de Reyes Magos en Tula de Allende, Huichapan, Actopan, e Ixmiquilpan. En la colonia Jalpa de Tula de Allende, se pone el que considera el nacimiento más grande de Hidalgo, pues cuenta con más de cinco  mil piezas.

#### Fiestas religiosas y patronales

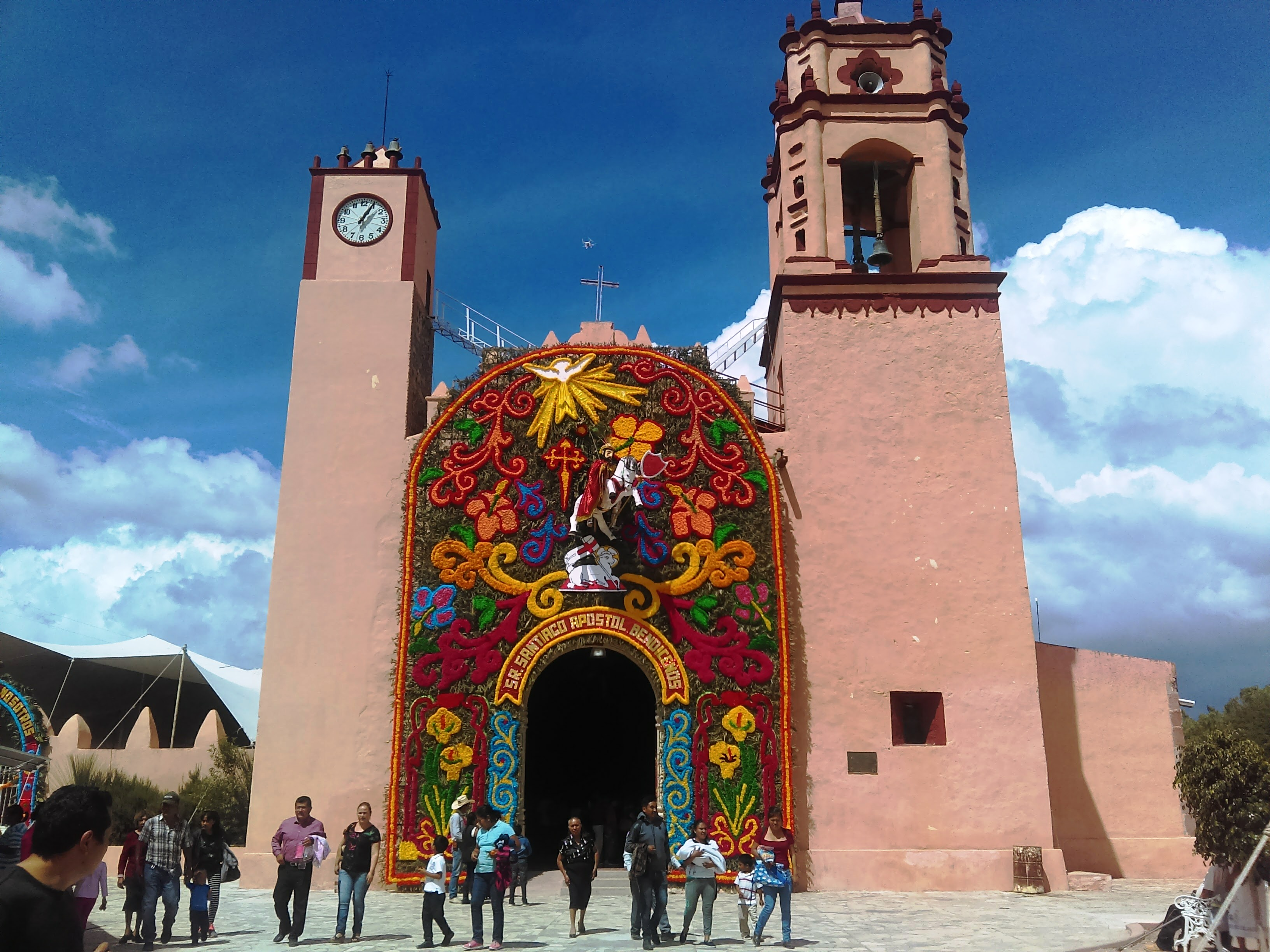
Parroquia de Santiago, con su arco floral de feria; en Santiago de Anaya.

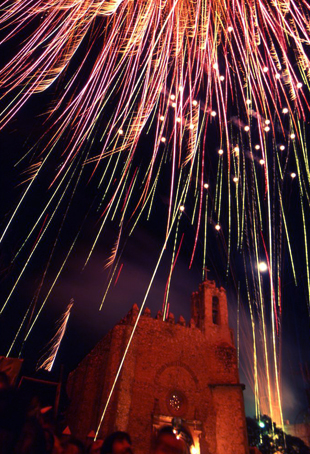
Templo y exconvento de Santiago Apóstol durante las fiestas patronales en Atotonilco de Tula.

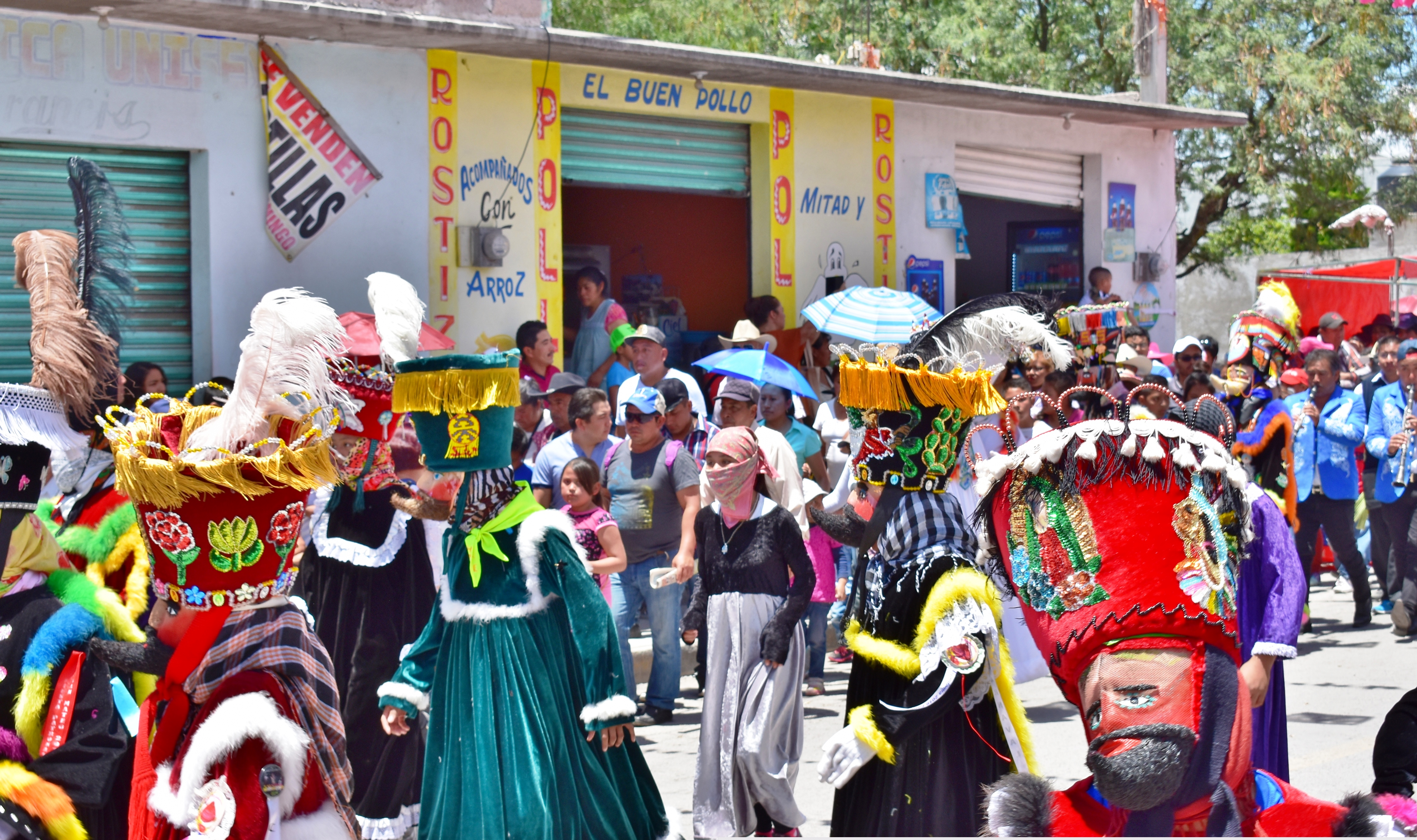
Peregrinación en las Fiestas en honor a la Virgen de las Lágrimas en Tetepango.

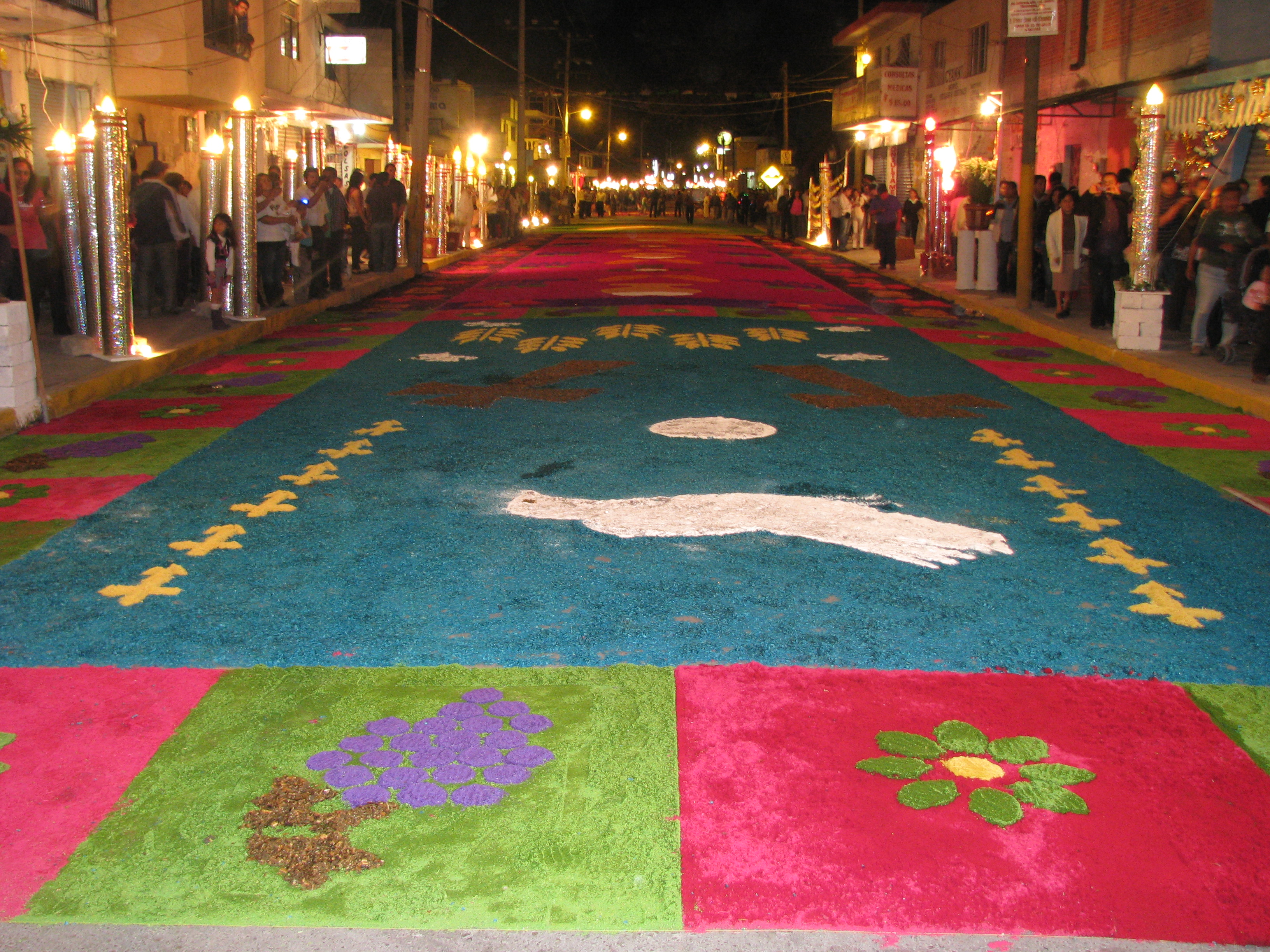
Alfombra de aserrín en la Fiesta de las Espigas en Tlaxcoapan.

Todo el año se hacen fiestas rindiéndole culto al santo patrono de cada localidad con oficios religiosos, juegos mecánicos, y eventos deportivos y culturales. Las fiestas patronales marcan el momento más significativo para la comunidad, es común que el santo le dé su nombre al pueblo, aunado a un mito que cuenta cómo fue que la imagen religiosa llegó a la comunidad. En general en las comunidades se acostumbra sacar al santo en procesión, y realizar una misa principal. También se
acostumbra llevar a los santos de una comunidad a otra en peregrinación, en visita durante la fiesta patronal, estos permanecen varios días en el santuario y posteriormente regresan a sus comunidades de origen.
Destaca la colocación de arcos florales en la entrada de las iglesias, que nos indican que el recinto está ataviado para una celebración. En las celebraciones destacan los fuegos pirotécnicos, principalmente los Castillos, y los Cohetones; los Castillos son estructuras de madera o metal, de varios metros de altura; sobre ellas se cuelgan los fuegos artificiales, y se suelen rematar con de bombas pirotécnicas.
El calendario se encuentra lleno de festividades, empieza con la celebración de la Candelaria (se acostumbra vestir al niño Dios del nacimiento navideño y llevarlo a oír misa).  En Mapethé, municipio de Cardonal, destacan las procesiones, conocidas como “La Bajada” y “La Subida” del Cristo de Mapethé; el miércoles siguiente al quinto viernes de Cuaresma se realiza “La Bajada” procesión desde Mapethé a Cardonal; en donde permanece unas semanas; después se realiza “La Subida”, una procesión donde del Cristo regresa a Mapethé. En Tlaxcoapan el último sábado de abril se realiza la Fiesta de las Espigas; donde se realiza una procesión nocturna por las principales calles, con alfombras de aserrín pintado con espigas de trigo; el recorrido de más de 8 km de largo es iluminado con fuegos pirotécnicos que anuncia que Jesús Sacramentado  está recorriendo el pueblo, este trayecto culmina con una homilía en punto de la media noche en unos de los campos de cultivo.
En abril se festeja la feria al Señor del Calvario en Huichapan, con duración de 5 días. El 3 de mayo se celebra a la Santa Cruz, destaca la localidad de Chicavasco, municipio de Actopan; donde en un cerro por la noche se prende una cruz con fuego. La Feria de la Fruta se realiza en Tecozautla en el mes de julio sobresale la exposición de frutas regionales y varios productos derivados del procesamiento de las frutas como conservas, vinos, mermeladas y sidra. En julio en Santiago de Anaya durante su fiesta patronal se realizada el "Concurso de castillos pirotécnicos".
En Ixmiquilpan se realiza la Fiesta del Señor de Jalpan, el 31 de julio se baja imagen para colocarlo en el nicho principal de la parroquia, el 14 de agosto se realiza la procesión denominada “La Luminaria”; el 15 de agosto, se le coloca la Banda Presidencial de México, y el 7 de septiembre se realiza una procesión. La Banda Presidencial de México es colocada por el alcalde de Ixmiquilpan sobre la figura religiosa desde 1947. Esta tradición se debe a que esta figura es conocida como “General de Generales” debido a los milagros que se le atribuyen durante la Guerra Cristera y cuidó a la población durante dicho periodo. Esto a generado polémica debido a la separación del Estado e Iglesia, aunque algunos lo ven como una forma de reconciliación entre estos dos.
En Tetepango se realiza el 15 de agosto la Fiesta en honor a la Virgen de las Lágrimas; previo se realiza la peregrinación anual procedente de Atotonilco de Tula, Atitalaquia, y Tlaxcoapan; la tradición cuenta que la Virgen de la Asunción derramaba lágrimas por lo que la población le cambio el nombre por la Virgen de Las Lágrimas.  En agosto en San Agustín Tlaxiaca durante su fiesta patronal, se realiza la "subida" y "baja" de las cruces al Cerro de La Providencia (también llamado "Cerro Grande" o "Cerro de las cruces"); donde los cuatro barios de la localidad: Mexiquito, Casa Grande, Fresno y Huizache, "bajan" las cruces para ser adornadas y bendecidas, y al término de la fiesta las "suben" de vuelta.
En el Cerro de la Santa Cruz o Dexitzo, ubicado en la comunidad de El Maye, Ixmiquilpan; en octubre se realiza una procesión con el estandarte de la Santa Cruz, y dos cruces de madera hasta llegar a la capilla de la Santa Cruz, ubicada en la cima del cerro. Entre las fiestas patronales se encuentran:
| - En enero al Santo Niño de Praga en San Clemente, municipio de Cardonal y Presas, municipio de Tezontepec de Aldama. - El 6 de enero a Señor de Orizaba en El Daxtha, municipio de Actopan. - El 20 de enero a San Sebastián Mártir en San Sebastián Tenochtitlán, municipio de Nopala de Villagrán. - El 2 de febrero a la Virgen de San Juan de los Lagos en Dendho, municipio de Atitalaquia y El Coyol, municipio de Chapulhuacán. - El 19 de marzo a San José en Huichapan; Tula de Allende; en las localidades de Baxthe y El Deca, municipio de Alfajayucan; El Botho y Barrio El Potrero, municipio de Cardonal; San José Atlán, municipio de Huichapan; Munitepec de Madero, municipio de Tlahuelilpan. - El 15 de mayo a San Isidro en Santa María Xigui, municipio de Alfajayucan; Tezoquipa, municipio de Atitalaquia; El Tixqui, municipio de Cardonal; Bathi y El Huizachal, municipio de Chapantongo; San Isidro Presas, San Isidro el Tanque y San Isidro Carrasco, municipio de Tezontepec de Aldama. - El 24 de junio a San Juan Bautista en San Juan Tepa, municipio de Francisco I. Madero; Tezontepec de Aldama. - El 29 de junio a San Pedro en Tlaxcoapan. - El 16 de julio a la Virgen del Carmen en El Carmen, Ixmiquilpan. - El 22 de julio a Santa María Magdalena en Nopala. | - El 24 de julio al Señor de la Salud en Cuauhtémoc, municipio de Actopan. - El 25 de julio a Santiago Apóstol en Atotonilco de Tula; Santiago de Anaya; Santiago Tezontlale, municipio de Ajacuba; Tecozautla; Santiago Acayutlán, municipio de Tezontepec de Aldama; Tlaunilolpan, municipio de Chapantongo. - El 6 de agosto al Divino Salvador en San Salvador. - El 6 de agosto al Señor de las Tres Caídas en Tepetitlán. - El 24 de agosto a San Bartolomé en Chicavasco, municipio de Actopan; San Bartolo Ozocalpan, municipio de Chapantongo. - El 28 de agosto a San Agustín en Tepatepec, y San Agustín Tlaxiaca. - El 10 de septiembre a San Nicolás de Tolentino en Actopan; colonia San Nicolás, municipio de Ixmiquilpan. - El 29 de septiembre a San Miguel Arcángel en San Miguel Jigui y San Miguel Tlazintla, municipio de Cardonal; Atitalaquia; El Moreno, municipio de Progreso de Obregón - El 4 de octubre a San Francisco de Asís en Tepeji del Río; Tlahuelilpan; San Francisco Sacachichilco, municipio de Alfajayucan; Fray Francisco, municipio de El Arenal. - El 15 de octubre a Santa Teresa de Jesús en Ajacuba y Alfajayucan. - El 30 de noviembre a San Andrés en San Andrés Tianguistengo, municipio de Actopan; San Andrés Daboxtha, municipio de Cardonal. |

### Música y danza

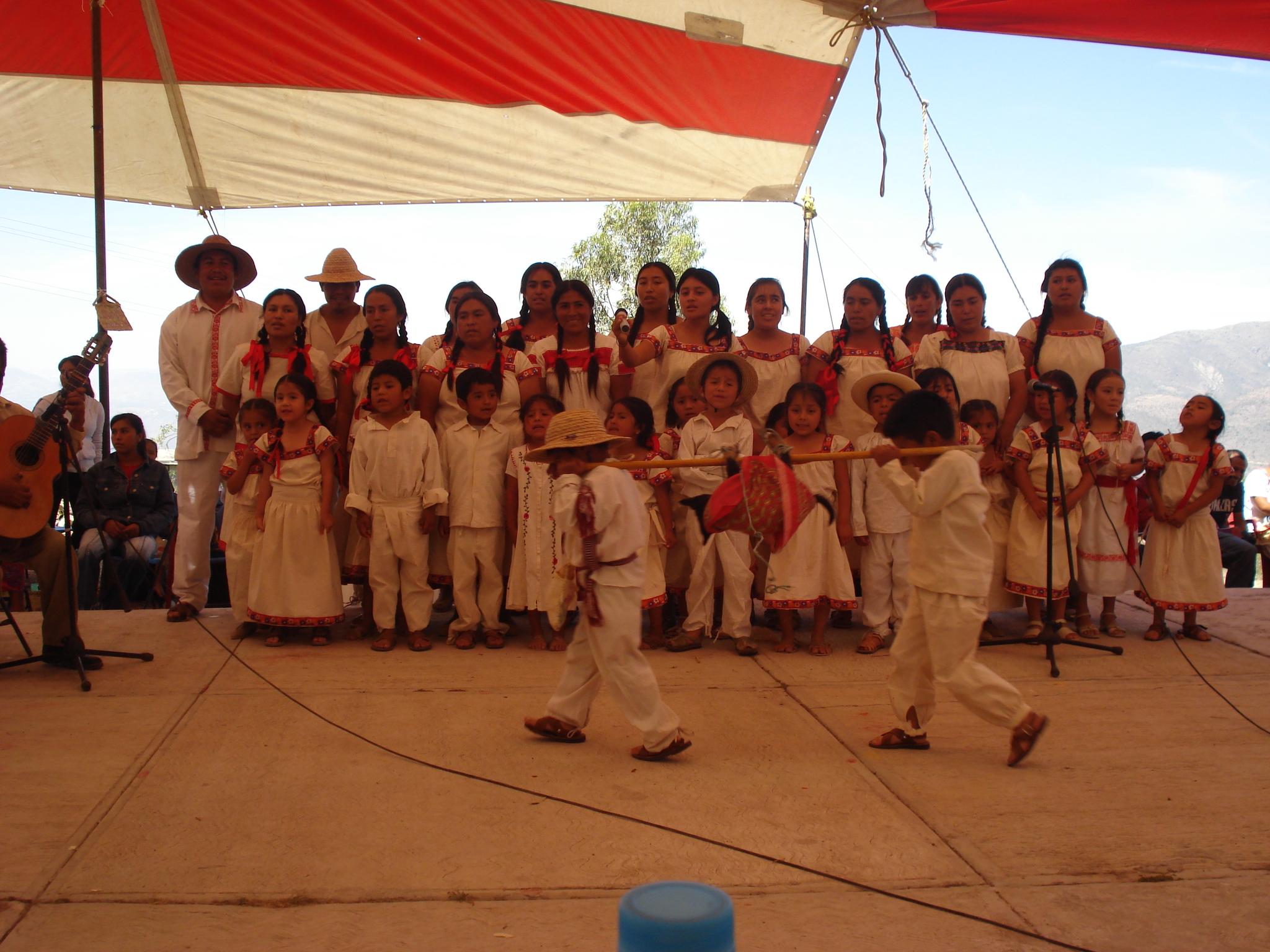
Presentación del canto Ra ma’ yo tsat yo (El perro pastor).

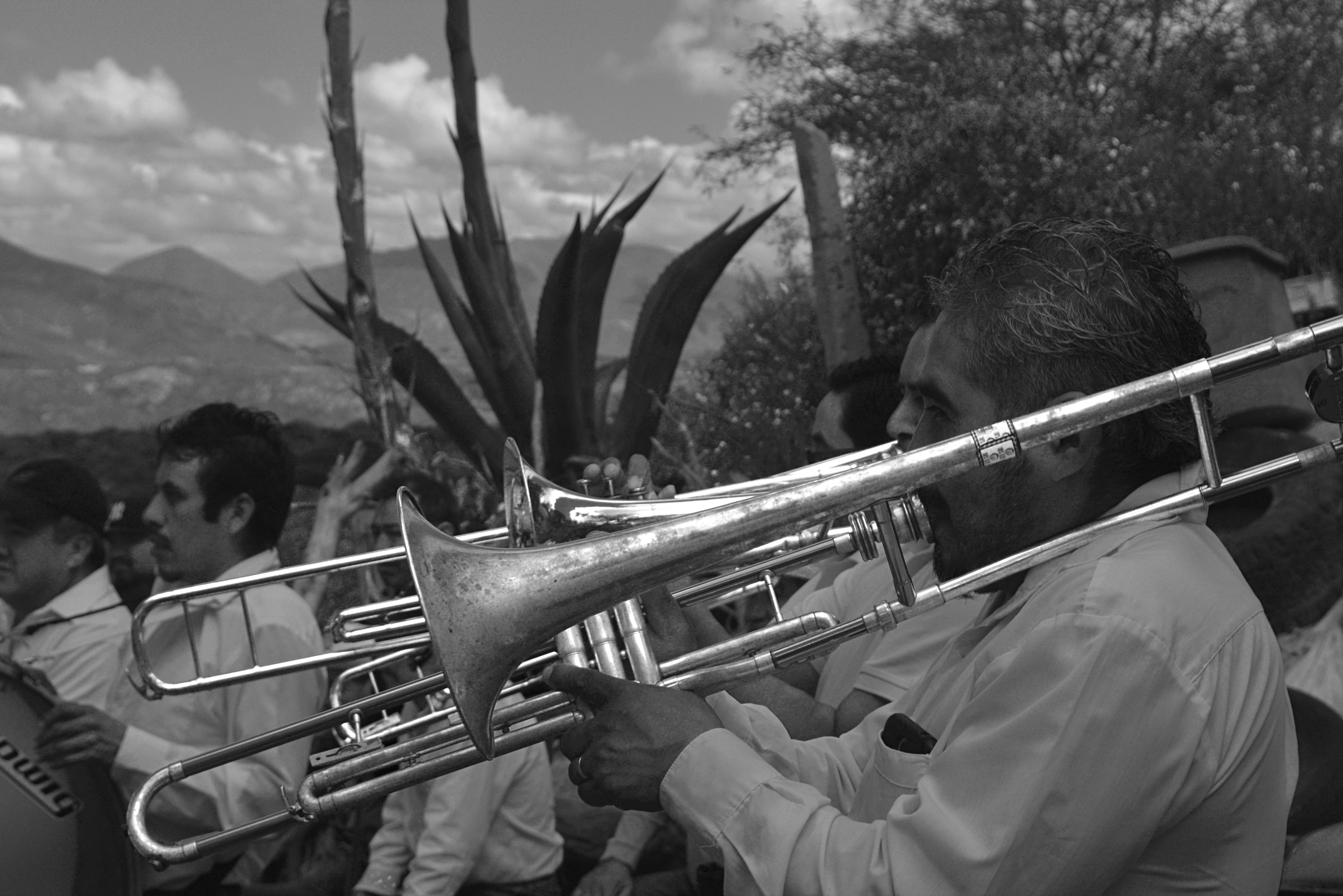
Banda de viento en Boxaxni Chilcuautla,.

Dentro de la música otomí se encuentran cantos que utilizan ritmos basados en las sílabas cantadas, de manera prosódica y por número de sílabas, así como la entonación de dichas sílabas. Líricamente utilizan el recurso de la sinalefa y el yambo, y principalmente versos pentasílabos. La música del pueblo hñähñu, posee la función de esparcimiento, se pueden escuchar versiones pícaras, amorosas, pastoriles, de animales y arrullos. También interpretan alabanzas a dioses o santos solamente de forma instrumental, intercalando algunos rezos.
Estos elementos han sido retomados, o bien se han creado a partir de inquietudes colectivas. En el Valle del Mezquital se trabaja en el rescate y creación de canciones basadas en la relación con su entorno. Otros estilos de música han ganado popularidad, y han propiciado que en las fiestas se marginen la danza y la música tradicionales. Existen incluso agrupaciones de música grupera, ranchera, banda y de cumbia hñahñu”; también algunos jóvenes han mezclado el sonido hñahñu con el rap, hip hop, aunque estos últimos son más característicos de la Sierra de Tenango.
Entre las canciones tradicionales del Valle del Mezquital se encuentran: Nthati zi mane (Cásate comadre), Di ma’i di ma’i (Te quiero, te quiero), Ra yopa ntsu´tsi (El Doble Beso), Xi ga fudi ga tsogua (Ya empezaste a dejarme), Ha ma zi ndimi’ i (En mi casita), Ra’ batha ra’ bot ahi (El Valle del Mezquital), Doro Jongo (La Tortolita), Ra ma’ yo (La pastora), Ra ’ñu ra ’bot’ ahi (Caminito para el valle), Domitsu (Paloma), Ra ma’ yo tsat yo (El perro pastor), Hubu gri ma (¿A dónde vas?), Tsuskagi ndunthi (Bésame mucho), y Di ne ga nthati (Me quiero casar).
Las danzas en el Valle del Mezquital son de reciente creación, en esta zona destaca la “Danza del ixtle”, que describe el hilado y tejido del ixtle. La música se compone de siete cantos en idioma otomí, se compone de catorce evoluciones y ocho pasos, participan 12 mujeres y 12 hombres. El vestuario para representar esta danza se integra por ropas confeccionadas con manta, la blusa y la falda de las mujeres lleva bordados con hilos de colores que representan elementos clásicos de la cosmovisión otomí. Los hombres portan pantalón de manta, ceñidor y en algunas representaciones camisa de manta. La danza se creó en 1965, cuyo autor fue Pedro Pioquinto Secundino Miranda, originario del municipio de Ixmiquilpan.
También se encuentra la danza de las pastoras, donde un grupo de niñas baila en honor a la virgen María; San Sebastián Mártir es representado por un joven atado a un madero, los danzantes bailan alrededor simulando lanzarle sus flechas.

### Artesanía y traje típico

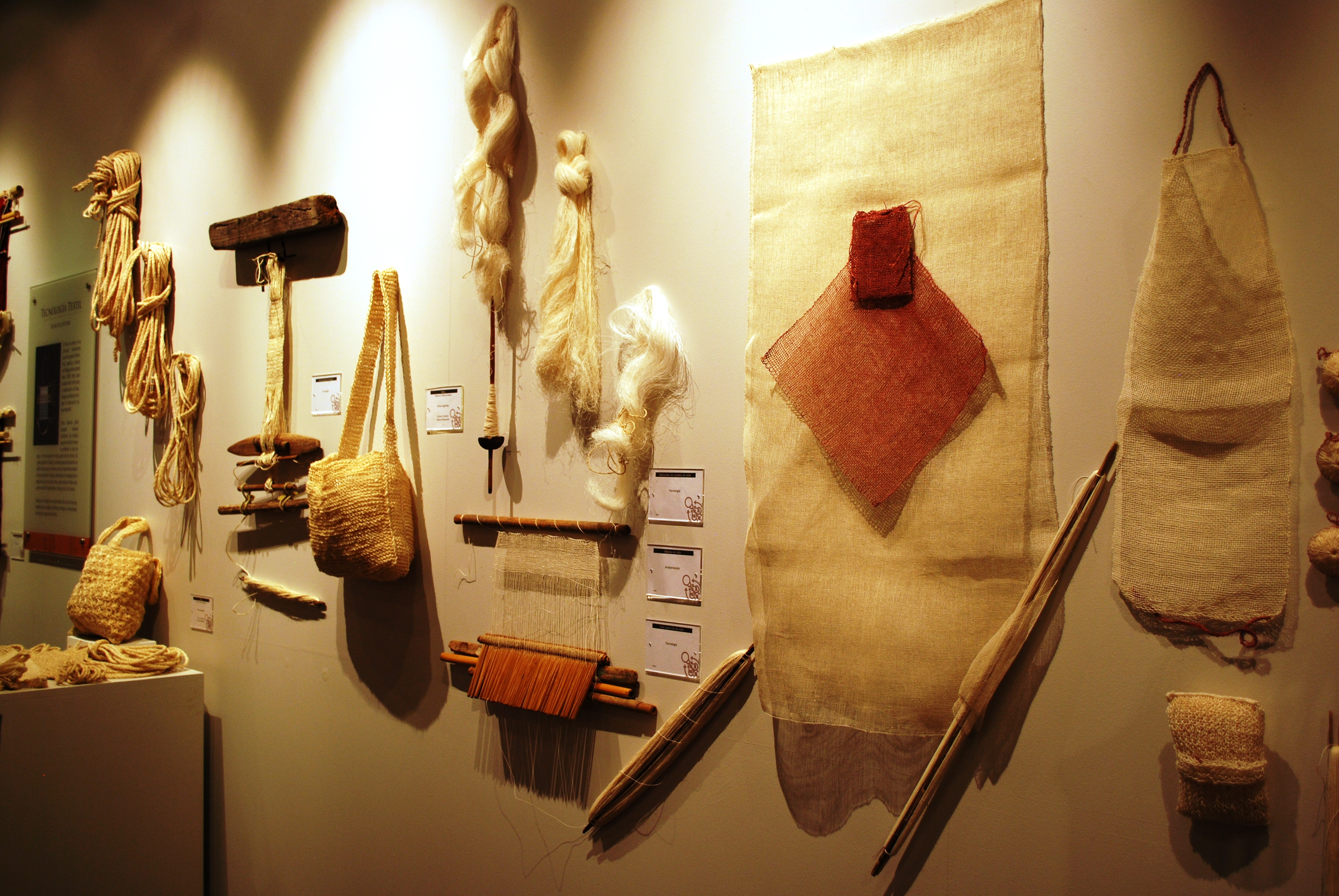
Trabajo en ixtle del Valle del Mezquital, en exhibición temporal en el Museo de Arte Popular de la Ciudad de México.

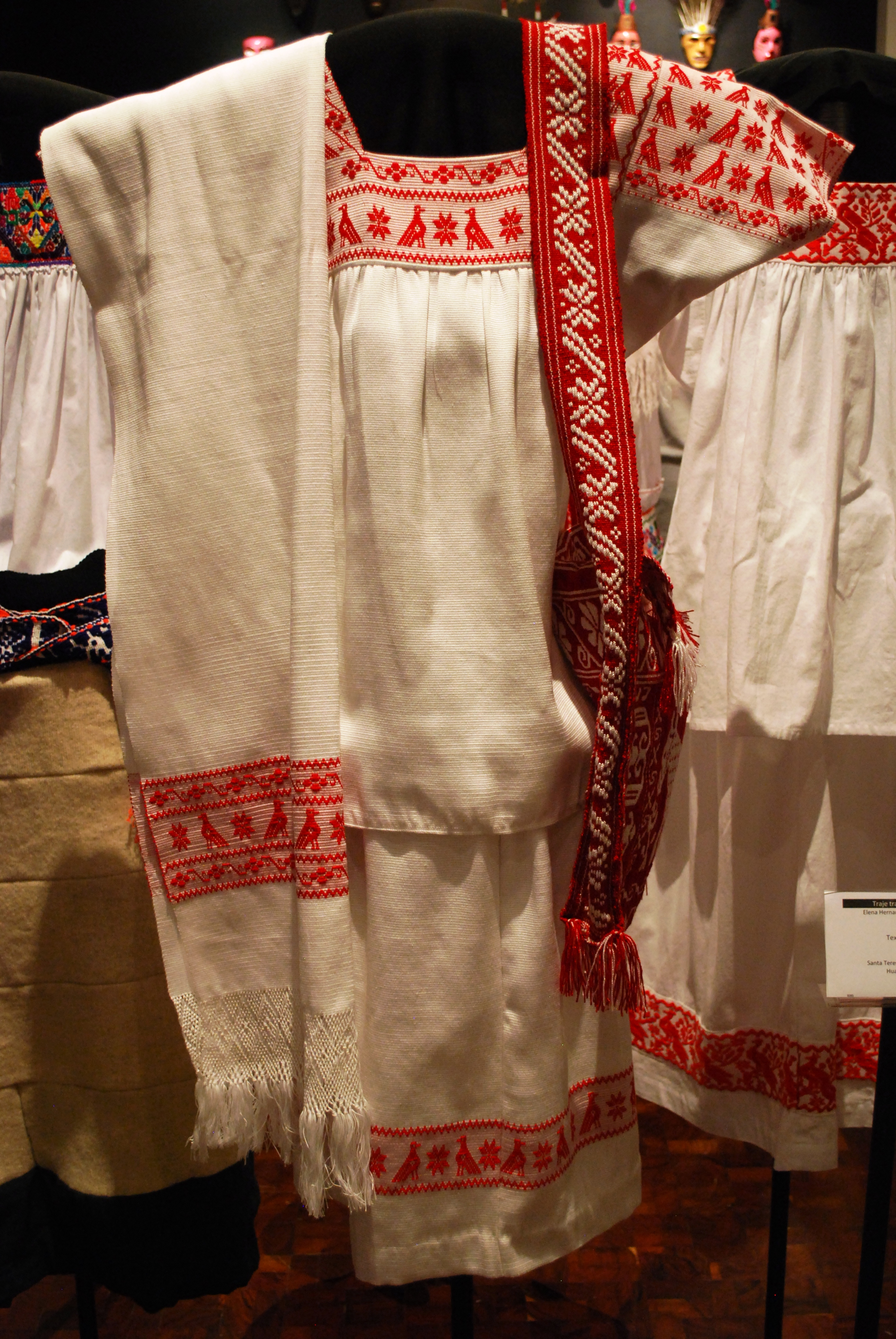
Blusa donde se observa el bordado llamado “pepenado”.

En cuanto a alfarería se elaboran con barro sin engrasar y con chapopote, cántaros, ollas, cazuelas, cajetes, apiloles, comales, candelabros, copaleros, macetas, vajillas y comales. En la cestería, de vara de sauce y/o carrizo se elaboran canastas, cestos, pajareras, flautas. De la palma se elaboran sombreros, petates, juguetería, petacas, cestos, aventadores, sonajas. En el Valle del Mezquital, se caracterizada por un bordado llamado “pepenado” que representa el Nahui Ollin en forma de estrellas y distintos colores.
En cuanto a textil de fibra de maguey se elaboran ayates, cinchos, mecapales, morrales, lazos, reatas, enjalmas, tapetes; destaca el trabajo del ixtle, principalmente en los municipios de Santiago de Anaya e Ixmiquilpan; el proceso para trabajarlo debe ser cuidadoso desde la selección de las pencas de maguey, según su color, su grosor, el desprendimiento de la pulpa, el lavado y secado hasta el hilado con la técnica de carretes de piedra. De este se elaboran ayates, bolsos, monederos, talladores para el aseo personal, cinturones, manteles y carpetas. Con el ixtle se elaboran también lazos, costales e inclusive prendas especiales como los trajes de las reinas en ferias municipales.
En el Valle del Mezquital habitado de grupos otomíes, determina el uso del vestido tradicional confeccionado primordialmente de manta. La blusa lleva un fino bordado llamado “pepenado”, que abarca los hombros, parte de las mangas, la pechera y la espalda. El primero tiene un aspecto de una estrella de cuatro o seis picos y el segundo es una línea ondulada o quebrada, hecha con una especie de ramas pequeñas con hojas, que forman una tira en la que se encierran dibujos de diversos animales, tales como pájaros, perros, caballos, etc. La falda a media pierna, en ocasiones lleva un ribete bordado en su extremo inferior. Suelen emplear también el quexquémitl puesto sobre la camisa o anudado a la cabeza, aunque es una prenda muy usada, es el ayate delgado, hecho con fibra del corazón del maguey debido a la fragosidad del suelo se usan huaraches de cuero.

### Gastronomía

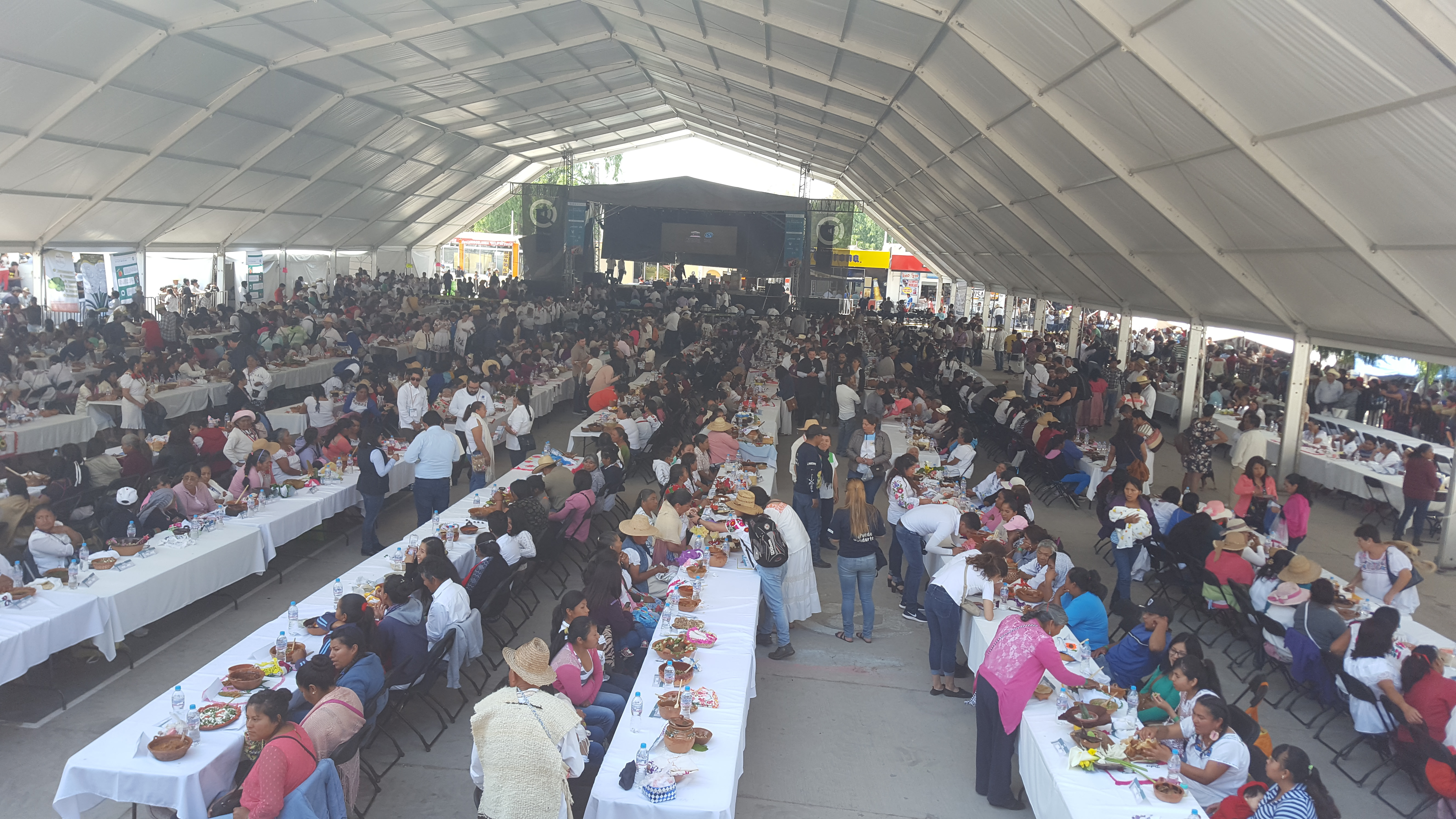
Muestra Gastronómica de Santiago de Anaya.

La cocina otomí es una de las más antiguas en México y de las que han conservado sus ingredientes originales, entre los hñähñü es el vínculo con que los se acercan a la familia y los amigos. Los habitantes no consume gran cantidad de carne, obtiene las proteínas de los insectos. Se consumen distintos escarabajos comestibles como los escamoles (larvas de la hormiga), chinicuiles (gusano de maguey), xotlinilli o jumiles (chinche de monte), chincharras, chapulines, chahuis o xamues (escarabajos del árbol de mezquite) y huevecillos de avispa. Estos son guisados con maguey, sábila, nopal, flor de garambullo o flor de calabaza; ya sea en salsa, asadas en el comal, fritas en aceite o mezcladas con otros alimentos.
El platillo tradicional es la barbacoa horneada en un horno subterráneo y envuelta en pencas de maguey, elaborada con carne de vacuno, de oveja, y de cabra. Además como uno de sus platillos principales se encuentra el ximbó, también conocido como “pollo en penca”; el cual consiste en carne de gallo doméstico envuelto con pencas de maguey y horneado en un horno subterráneo; cuenta también con nopales, cuero, chamorro o costilla de cerdo y hasta ternera. Otro platillo es el mixiote consistente en carne enchilada cocida al vapor, envuelta en una película que se desprende de la penca del maguey.
También proceden las tunas y el xoconostle (tunas ácidas con almíbar o mermelada) como postre; otros platillos y comidas típicos son: las chalupas, tlacoyos, sopes, quesadillas y las gorditas. Entre las bebidas del estado destaca el pulque, los curados y el aguamiel. Otra bebida es el carnavalito elaborada a base de tequila, jugo de naranja, canela y azúcar. Esta bebida se prepara en las localidades de Huichapan y Tecozautla en épocas festivas.
En Actopan se realiza la Feria de la Barbacoa, el 8 de julio se realiza una muestra gastronómica con una gran exposición y venta de comida. Desde el año 1971 se realiza el concurso de la barbacoa y desde el año 2017 se realiza el Festival del Ximbó. En Santiago de Anaya desde 1975 se realiza la Muestra Gastronómica; una semana después de Semana Santa. En esta se presentan platillos exóticos de animales y plantas que son parte de la fauna y flora del estado, tales como el tlacuache, coyote, zorro, armadillo, tlacuache, lagartija, y víbora; esto varían de acuerdo a si el animar se encuentra amenazado o no. Esta muestra comenzó como una convivencia entre las mujeres quienes se reunían a comer en la plaza principal.

Gastronomía del Vale del Mezquital
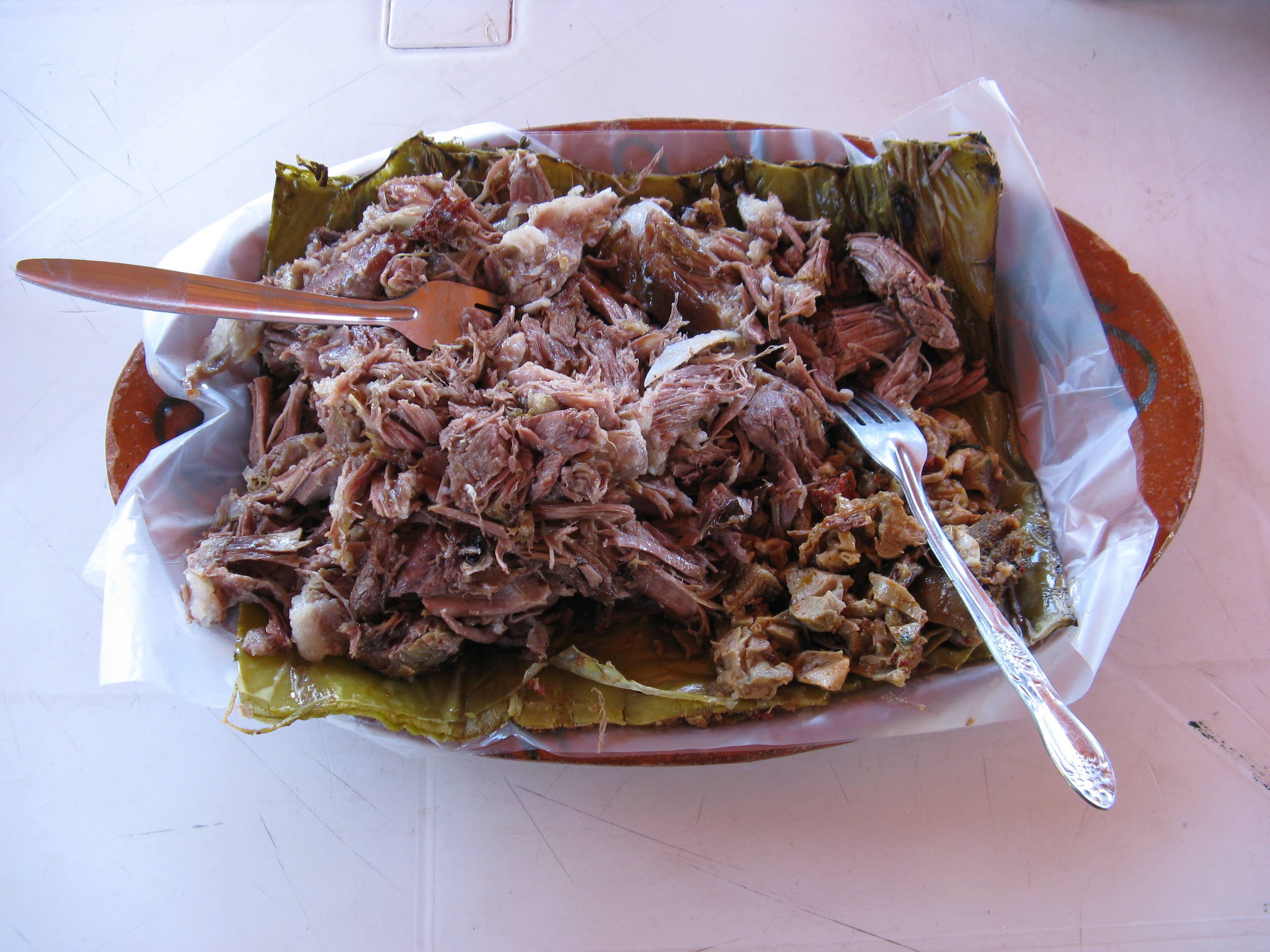
Barbacoa de borrego.
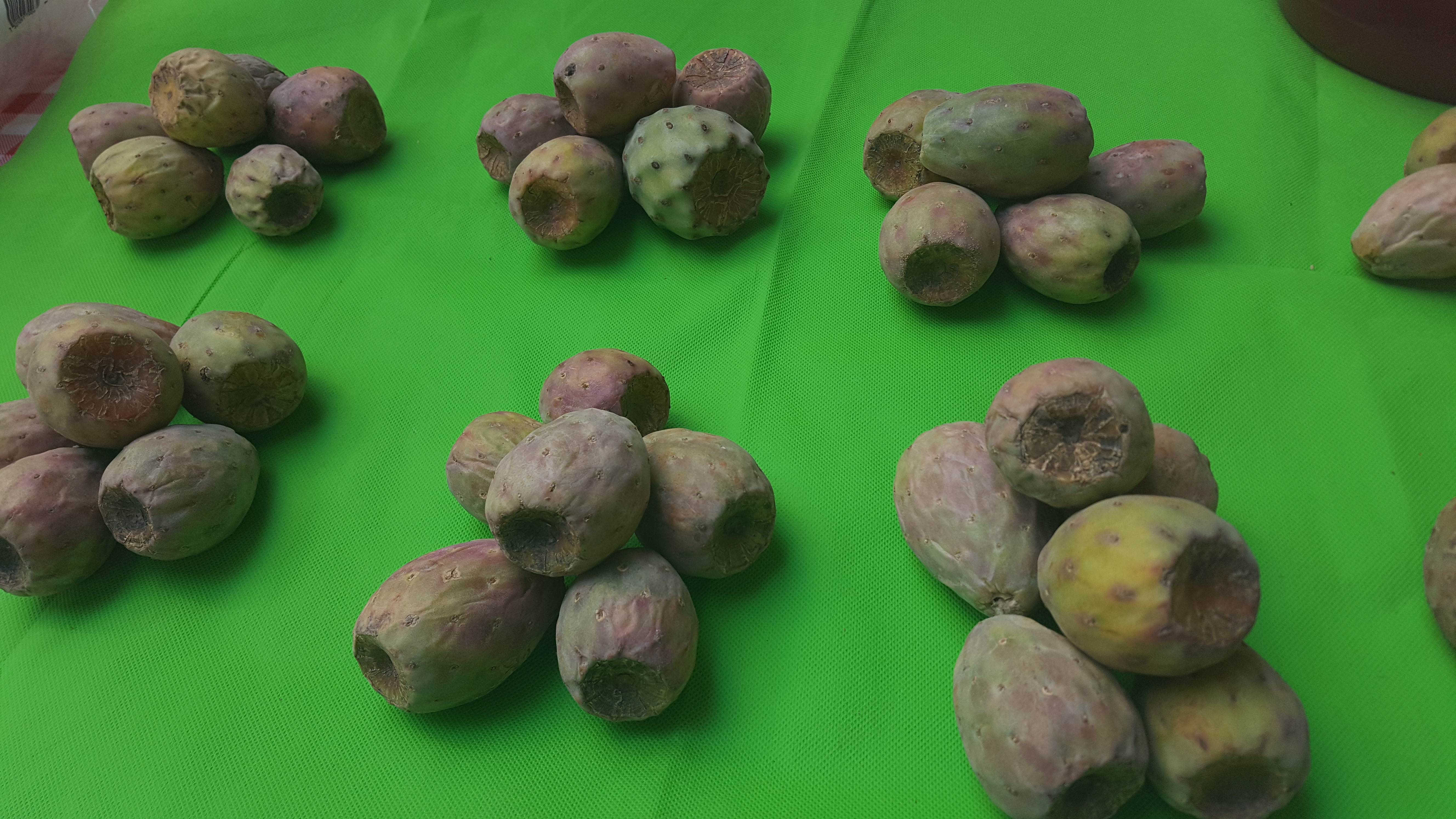
Xoconostle.
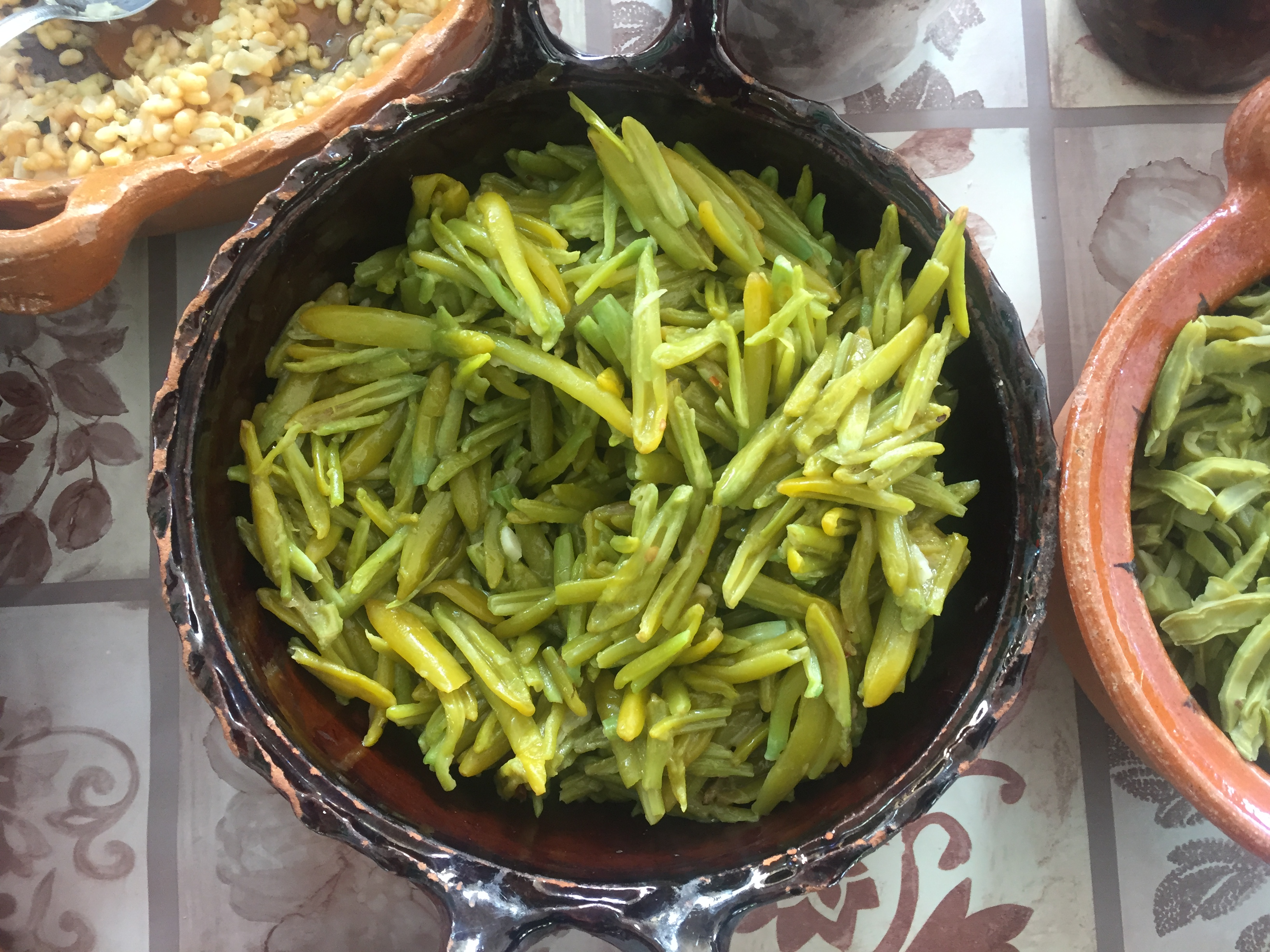
Gualumbos.
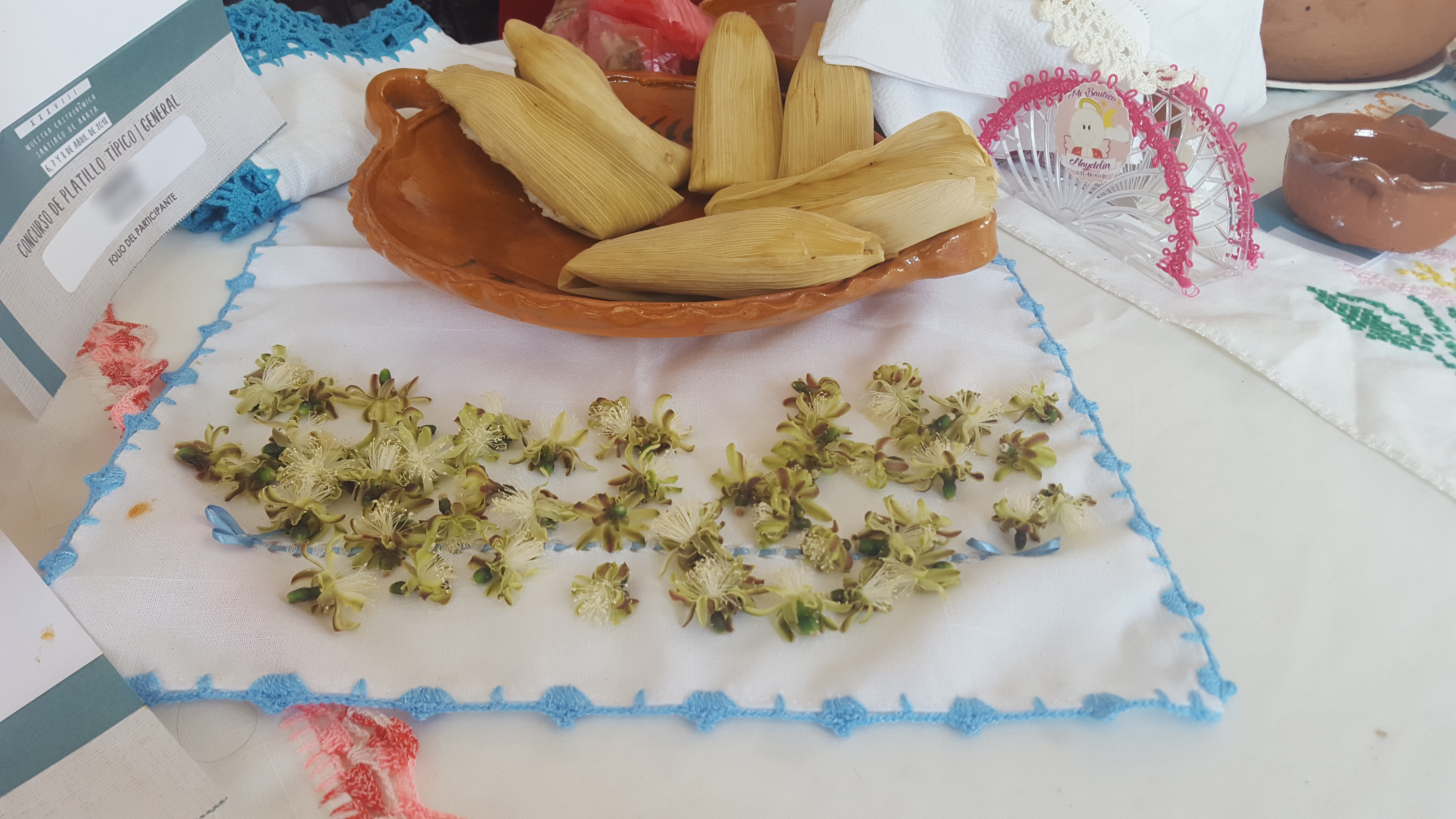
Garambullo.
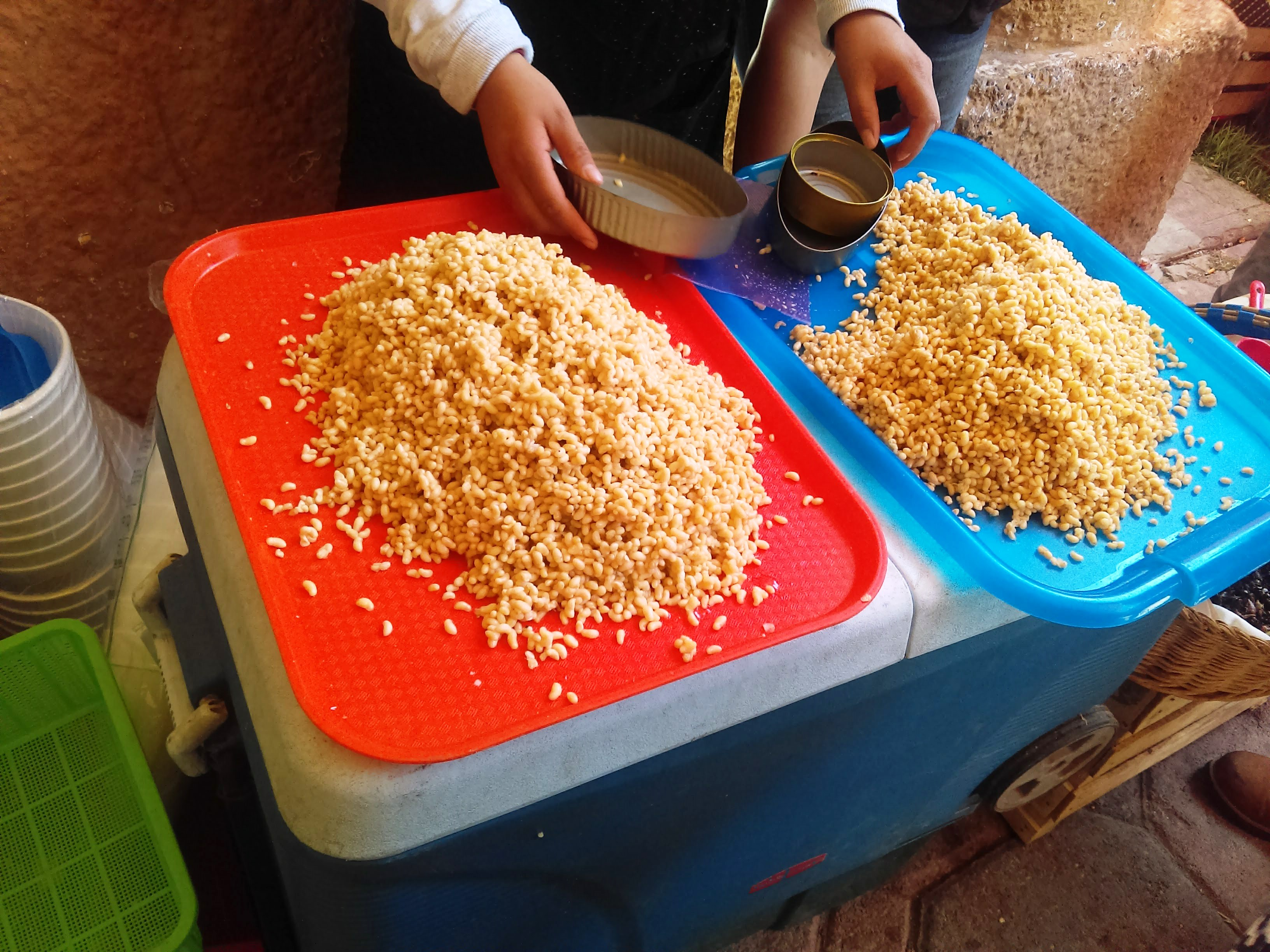
Escamoles.
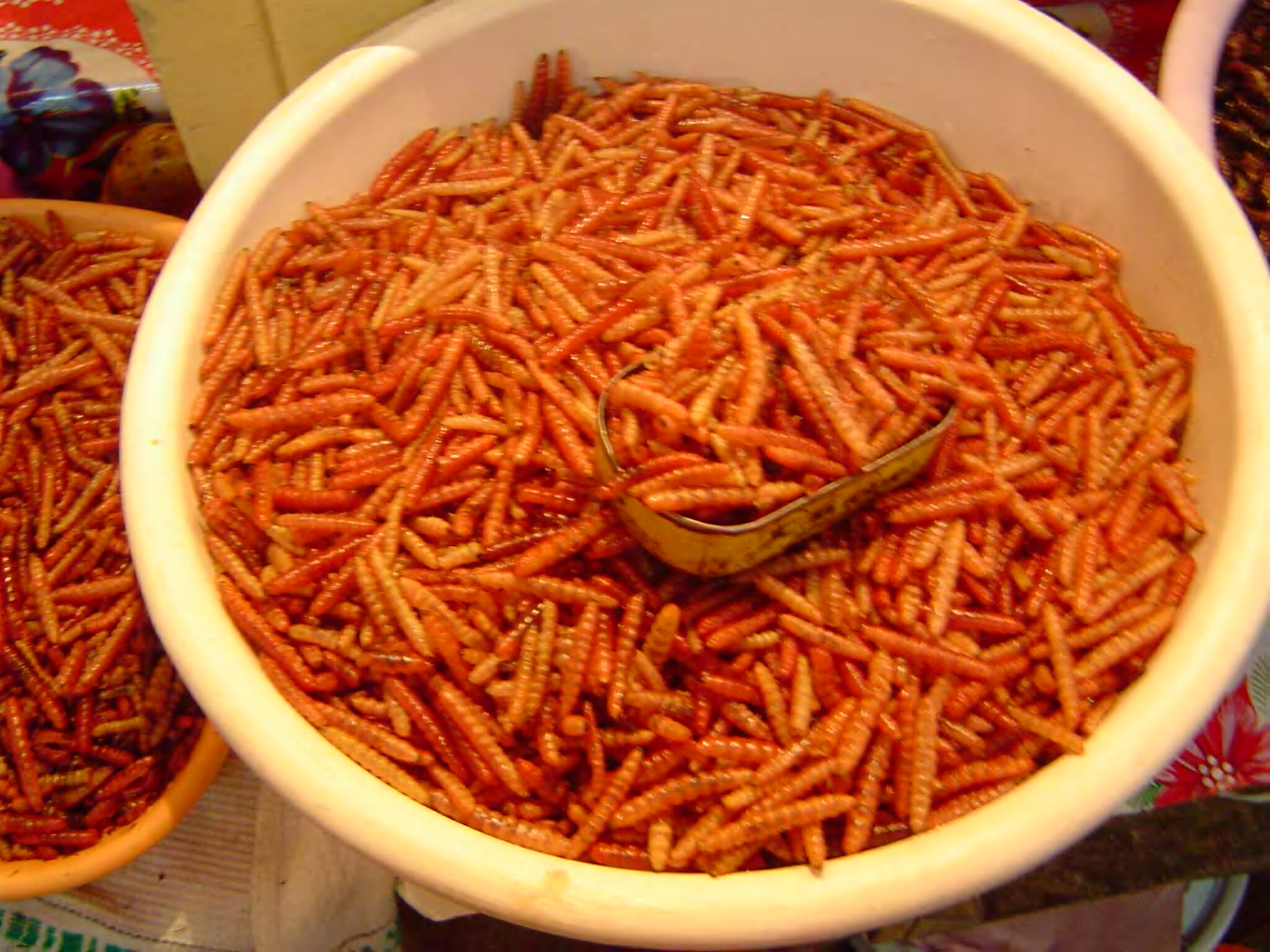
Chinicuiles.
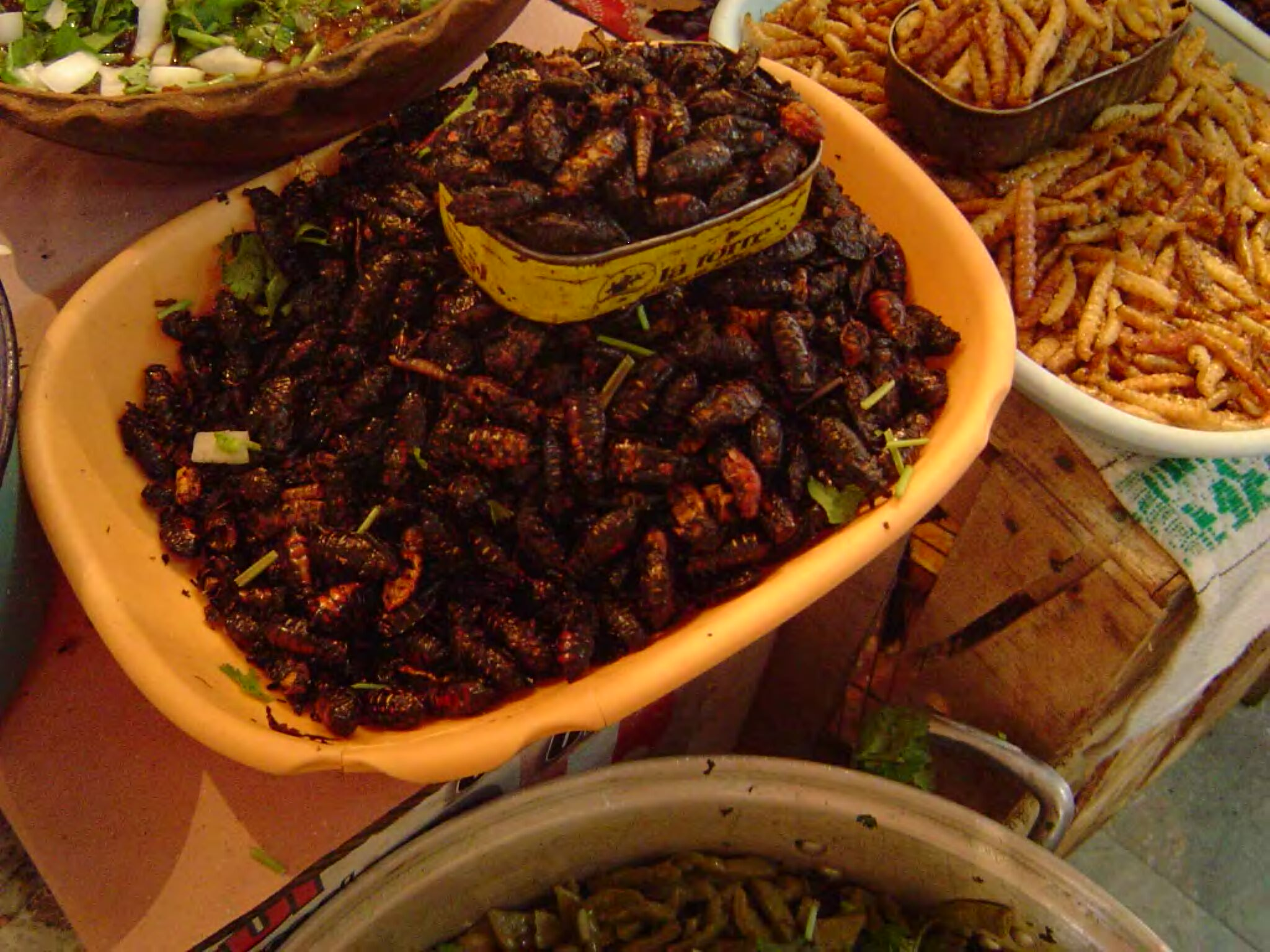
Chahuis o xamues
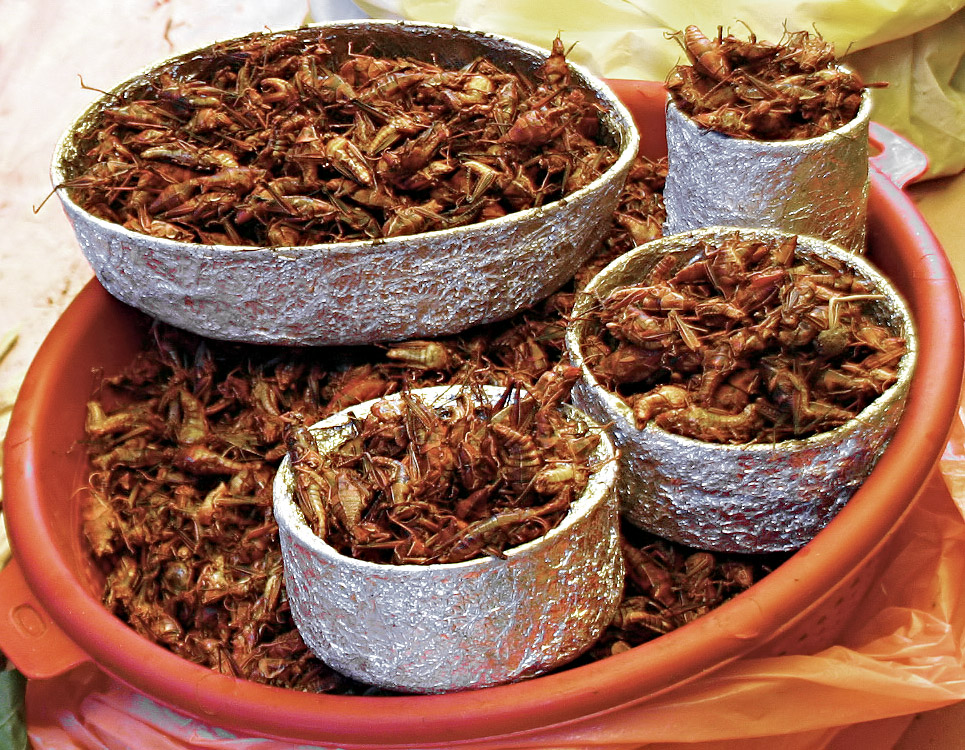
Chapulines.
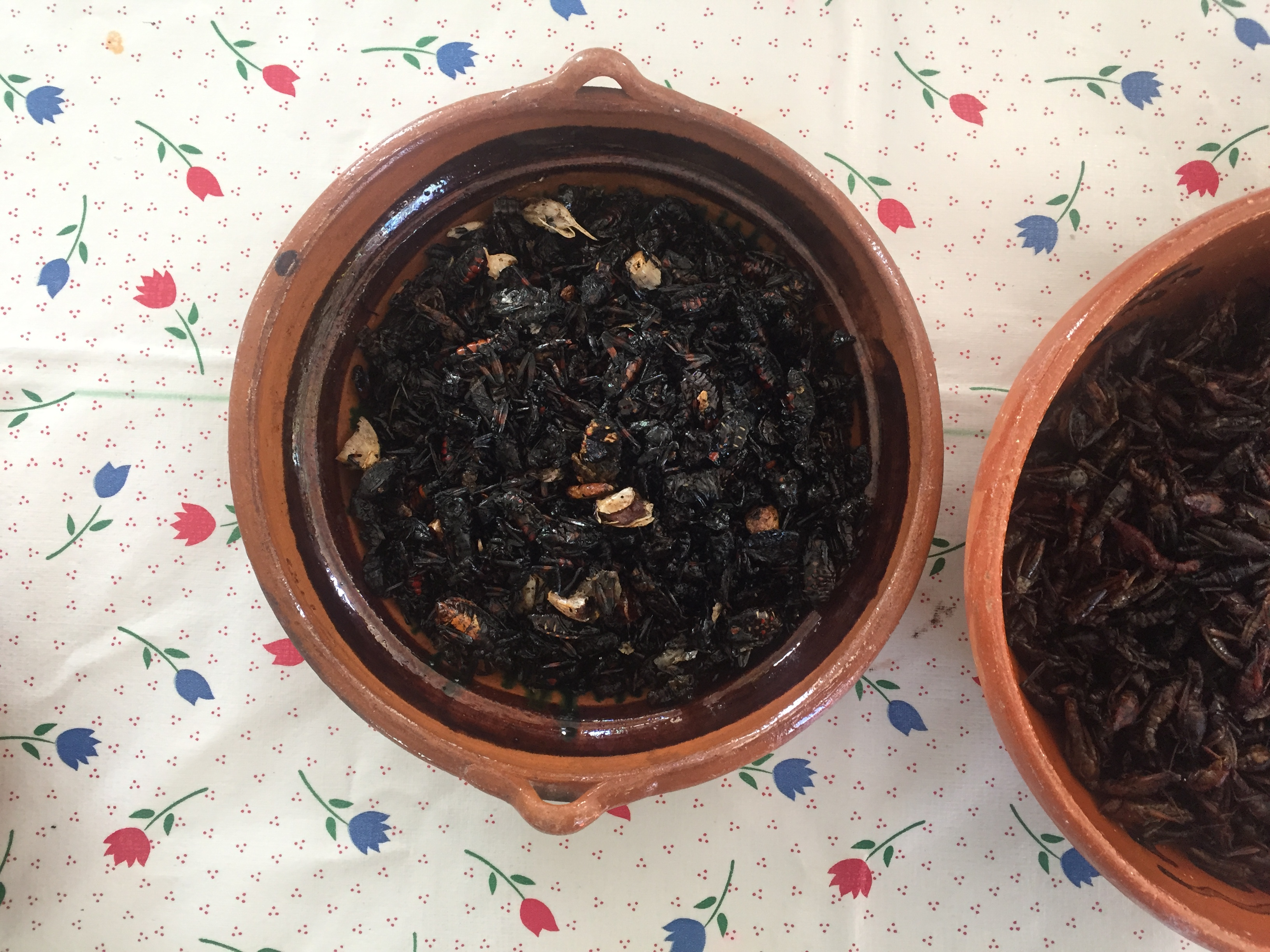
Xahues.

## Economía

### Agricultura

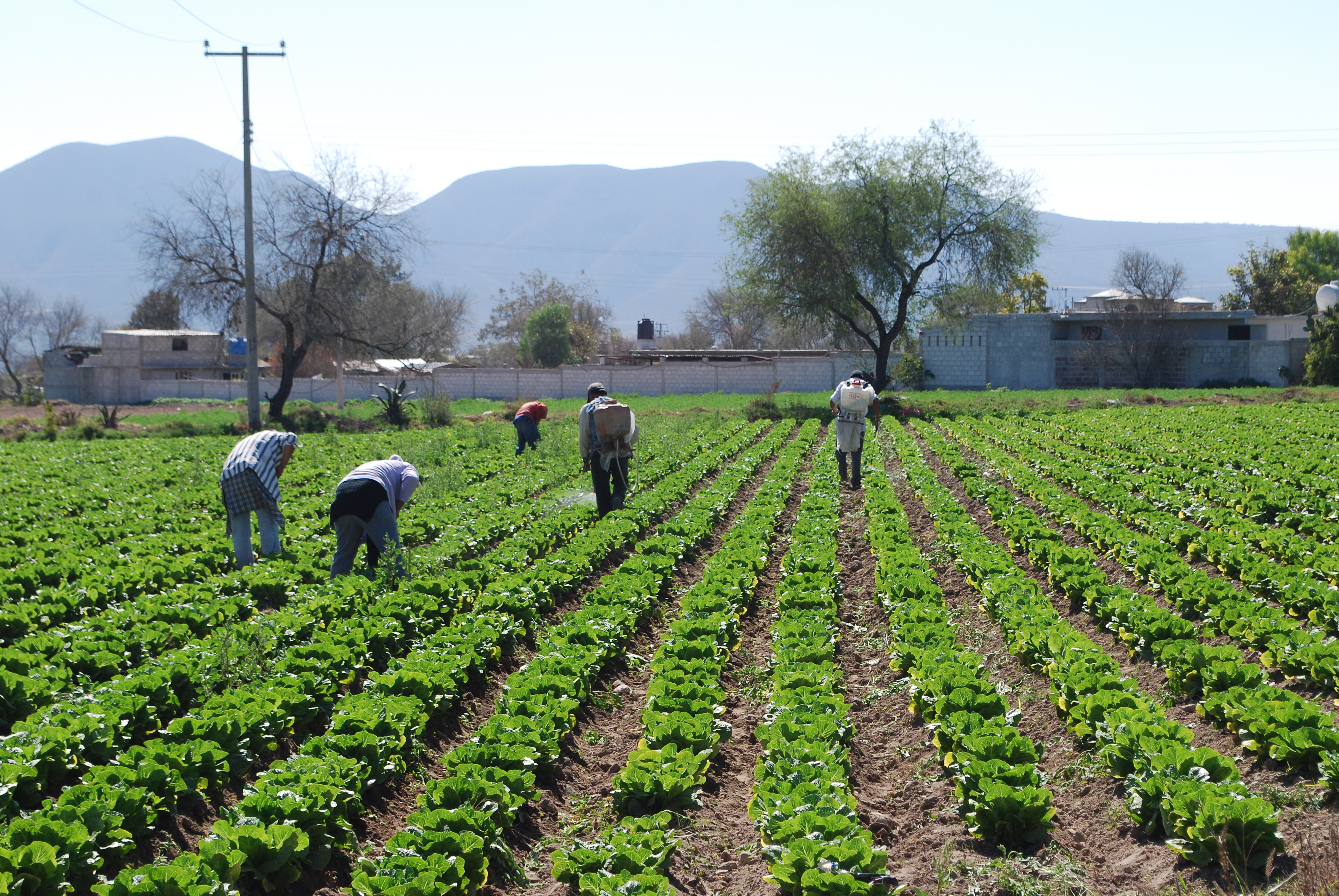
Sembradío de repollo en la comunidad El Nith, Ixmiquilpan.

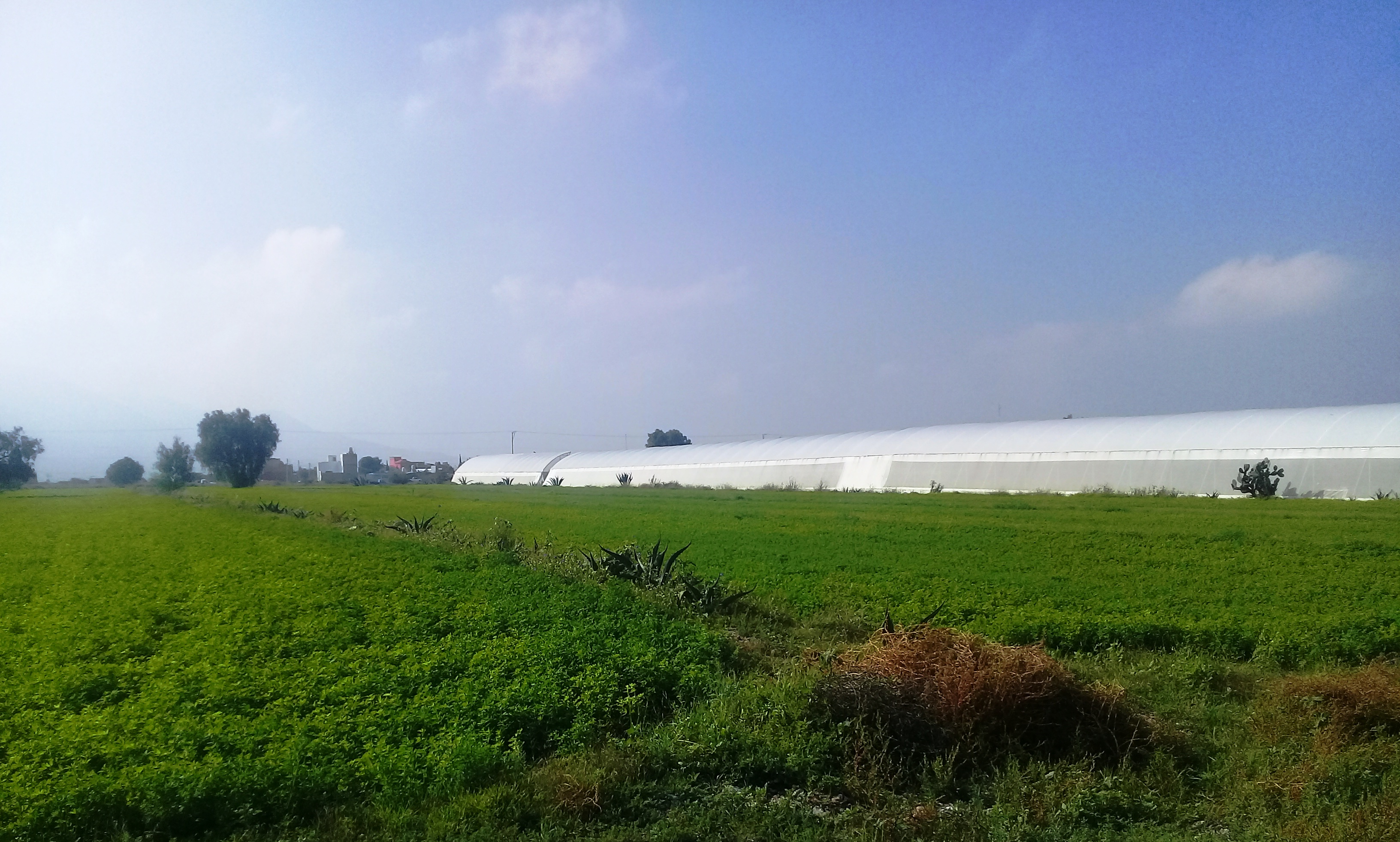
Cultivo e invernaderos en Actopan.

En cuanto a agricultura a pesar de ser una zona semidesértica, el Valle del Mezquital es apodado "El Granero de Hidalgo"; el 61 % de la población del Valle del Mezquital, viven de la agricultura. En Hidalgo, existen cinco distritos de riego, tres de los cuales están en el Valle del Mezquital: 003 Tula, 100 Alfajayucan y 112 Ajacuba; los cuales pertenecen a la Región hidrológico-administrativa, XIII Aguas del Valle de México. También existió el distrito de riego 027 Ixmiquilpan, hasta 1993 cuando se crea la Asociación Civil de Usuarios del Distrito de Riego 027 Ixmiquilpan; con lo que se reconoció de forma oficial por parte del gobierno la transferencia de la superficie de riego a los usuarios.
El Distrito de Riego Tula se distribuye en 17 municipios: Actopan, El Arenal, Ixmiquilpan, San Salvador, Francisco I. Madero, Santiago de Anaya, Mixquiahuala, Progreso, Chilcuautla, Atitalaquia, Atotonilco de Tula, Tepetitlán, Tetepango, Tezontepec, Tlahuelilpan, Tlaxcoapan y Tula de Allende. Los módulos que lo conforman son: Actopan, Tlamaco-Juandho, Dendho-Cardonal, Mixquiahuala, Endhó-Xochitlán, Tepatepec, Alto Tepatepec, Tula, Cerro del Xicuco, Artículo 27. Sus fuentes de abastecimiento son: Emisor Central, ríos Salado y El Salto, presas Taxhimay, Requena y Endhó, dren colector Tepa-Lagunilla y planta de bombeo “Artículo 27”. Para 2010 se ha transferido casi el 52 % de la superficie regada a los usuarios. Tiene una superficie de 50 104 ha, de los cuales 46 727.006 ha son de superficie regada total, con un volumen de agua total de 928 022 950 m³, beneficiando a 36 837 usuarios. Los principales cultivos son alfalfa, maíz, avena, cebada, frijol, nabo, coliflor, calabacita y chile verde, los tres primeros ocupan 83.3 % del total de superficie sembrada en el distrito.
El Distrito de Riego Alfajayucan se distribuye en los municipios de Tezontepec, Chilcuautla, Ixmiquilpan, Tasquillo, Alfajayucan, San Salvador, Cardonal y Santiago de Anaya. Los módulos que conforman el Distrito son: Alfajayucan, Tasquillo, Xochitlan, Alto Ixmiquilpan, Xotho, Canal del Centro. Sus fuentes de abastecimiento son: Presas Endhó, Javier Rojo Gómez y Vicente Guerrero, río Tula y Dren Xotho. Para 2010 se ha transferido casi el 84 % de la superficie de riego. Tiene una superficie de 396 2146 ha, de los cuales 306 6246 ha son de superficie regada total, con un volumen de agua total de 5346 2686 706.884 m³, beneficiando a 27 467 usuarios. Destacan los cultivos de alfalfa, maíz, coliflor y avena y en menor medida se cultivan, tomate, calabacita y chile verde.
El Distrito de Riego Ajacuba se distribuye en los municipios de Tlahuelilpan, Tlaxcoapan, Tetepango y Ajacuba. Los módulos que conforman el Distrito son: Ajacuba y Tetepango. Su fuente de abastecimiento es principalmente el río Salado. Para 2010 se ha transferido el 69 % de la superficie de riego. Tiene una superficie de 7408 ha, de los cuales 5634 ha son de superficie regada total, con un volumen de agua total de 47 424 530 m³, beneficiando a 3104 usuarios. Se destaca por la producción de maíz, alfalfa y avena.
El cultivo de higuerilla se ha desarrollado en los municipios de Alfajayucan, Ixmiquilpan, Tasquilloa, Tecozautla y Santiago de Anaya. En la comunidad de El Olivo, municipio de Ixmiquilpan; en 2003 se inició un proyecto; en donde se plantan, cuidan y procesa el árbol de olivo para la creación y venta de aceite. Entre la agricultura ancestral entre las familias del pueblo otomí, el proceso llevado a cabo es primero futs'i (labores de preparación), ndani (selección de semillas), y pot'i (siembra). Le siguen los labores de cultivo: xots'i (escarda), yont'bi (origera), xamo (deshierbe), ut'a mahada (fertilización); terminando con: xofo (cosecha).

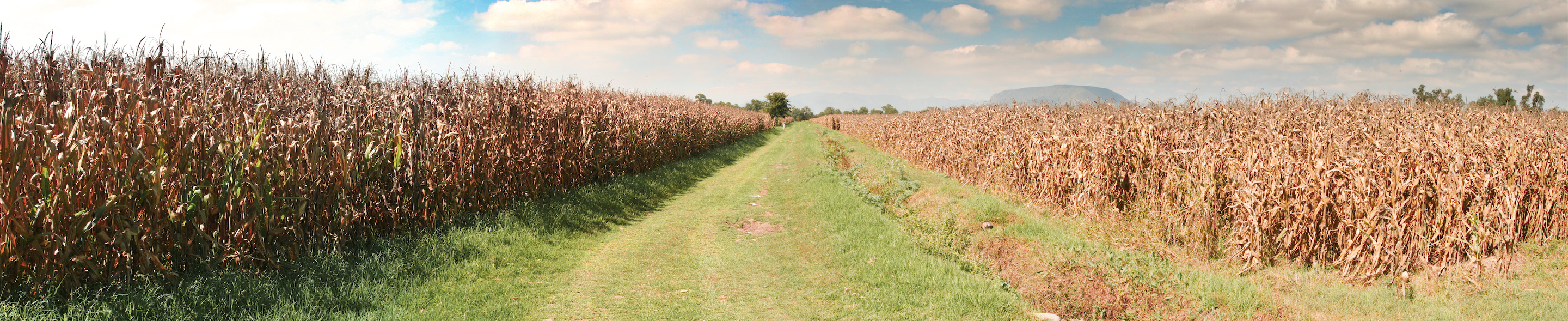
Sembradio de maíz en Mixquiahuala de Juárez.

### Comercio

Calle comercial en Tula de Allende.

En cuanto a comercio los principales centros son Tula de Allende, Ixmiquilpan y Actopan. Los días de tianguis son el domingo en Alfajayucan, Atotonilco de Tula, Cardonal, Chapantongo, Chilcuautla, El Arenal, Huichapan, Mixquiahuala, San Salvador, Tasquillo, Tepatepec, Tepetitlán, Tetepango, San Agustín Tlaxiaca, y Tula de Allende; el lunes en Ixmiquilpan, y Tepeji del Río; el martes en Tlahuelilpan, y Tlaxcoapan; el miércoles en Actopan, Atitalaquia, y Tezontepec de Aldama; el jueves en Santiago de Anaya; y el sábado en Chilcuautla. En la agricultura local, la mayor parte de los productos cosechados se destinan al autoconsumo familiar, los excedente se comercializan en los mercados de Mixquiahuala, Tlahuelilpan, Ixmiquilpan y Actopan principalmente. En ganadería se produce ganado bovino, porcino y ovino; en avicultura destaca la producción de guajolotes y gallinas. En acuicultura en Tezontepec de Aldama se localiza el centro piscícola, que es un criadero de carpas.

### Turismo

Balneario Te-Pathé en la localidad de El Tephé en el municipio de Ixmiquilpan.

En cuanto a turismo cuenta con el denominado Corredor de Balnearios; esta región es la más rica del estado de Hidalgo en aguas termales; algunos con fuentes cuantiosas (las Lumbreras, Ajacuba), otros surgieron a consecuencia de un temblor (Humedades y Dios Padre en Ixmiqulpan) o del agujero que se produjo en un banco de material (la Cantera de Tula), algunos son utilizados para efectos medicinales, con temperaturas que van de los 30 a los 58 °C (El Tephe, Tzindejéh, Taxidhó, Gandho, Vidó, Vito, Uxdejhé, La Cañada, Pathecito y Chichimequillas).
Los balnearios más tienen la particularidad de ser una representación de cualquier parque acuático del mundo, solo que el agua proviene del suelo, y emerge con un sinfín de nutrientes, sales y minerales; tanto que se le adjudican bondades curativas o medicinales. Entre los más conocidos se encuentran los balnearios de Ajacuba, Atotonilco de Tula, Huichapan, Ixmiquilpan, Tecozautla, Tasquillo y Cardonal.
Los Pueblos Mágicos es un programa turístico desarrollado por la Secretaría de Turismo de México (Sectur), que reconoce a poblados por el trabajo en proteger y guardar su riqueza cultural; en el Valle del Mezquital se encuentran dos de estos: Huichapan declarado en 2012 y Tecozautla declarado en 2015. La Secretaría de Turismo del Estado de Hidalgo otorga el distintivo de Pueblos con Sabor en Hidalgo, que reconoce los lugares de la entidad con una gastronomía rica en tradición; en el Valle del Mezquital se encuentra un lugar con esta distinción: Actopan declarado en 2017.
Entre los lugares designados como Patrimonio de la Humanidad en México se encuentra el Camino Real de Tierra Adentro declarado el 1 de agosto de 2010. Son 60 los lugares que fueron incluidos como parte del Camino Real de Tierra Adentro; el Templo y exconvento de San Francisco de Asís y el Tramo del Camino Real entre el puente de La Colmena y la antigua Hacienda de La Cañada; ambos ubicados en Tepeji del Río de Ocampo, forman parte de esta declaración.

### Industria

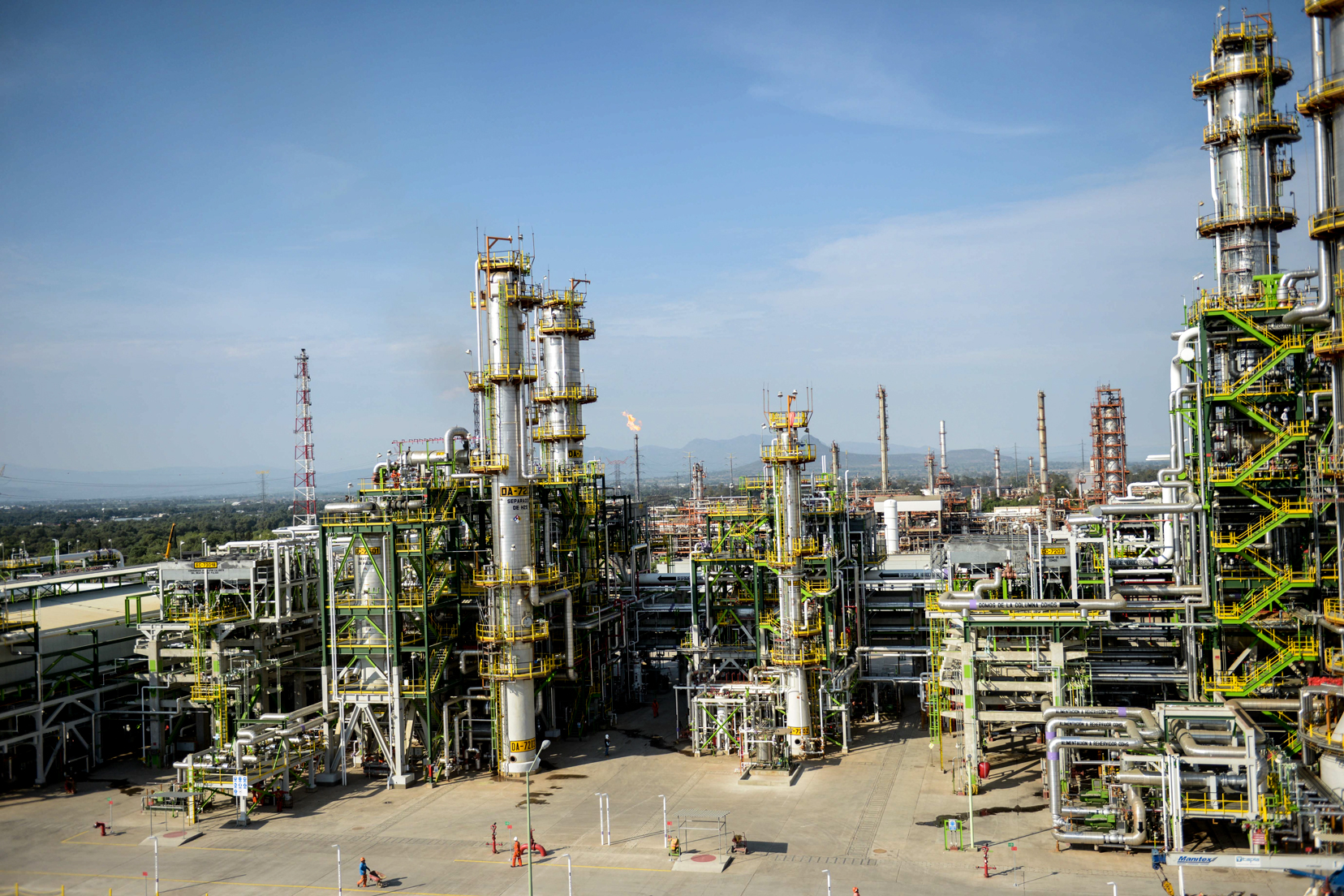
Panorámica de la refinería Miguel Hidalgo en Tula de Allende.

En la región se localizan cinco cementeras, una en el municipio de Tula de Allende, una en Santiago de Anaya, una en Huichapan, y tres en el de Atotonilco de Tula. De las cuales tres pertenecen a Cementos Fortaleza, dos a Cemex y una a Cementos Cruz Azul. El sector genera en la entidad 2 mil fuentes de empleo directos y cerca de 10 mil 500 indirectos.
En cuanto a industria petrolera, se cuenta con la refinería Miguel Hidalgo en Tula de Allende, sus instalaciones ocupan un área total de 749 hectáreas; fue la primera refinería planeada de forma integral con plantas de proceso de hidrocarburo de alta capacidad. Su construcción se llevó a cabo en varias etapas, la primera etapa se inauguró el 18 de marzo de 1976. La industria manufacturera se encuentra en Atitalaquia,  Tula de Allende, y  Tepeji del Río de Ocampo, Destacando la industria textil en el municipio de Tepeji del Río de Ocampo.
La central termoeléctrica “Francisco Pérez Ríos” en Tula de Allende, está integrada por cinco unidades generadoras de energía eléctrica de 300 MW (megavatios) y opera principalmente con combustóleo; genera 3% de la electricidad que se produce a escala nacional. El 11 de julio de 2019 realizó la inauguración de la Central Fotovoltaica Guajiro, ejecutada por la marca Atlas Renewable Energy; ubicada, en el municipio de Nopala de Villagrán. La planta está equipada con más de 370 000 paneles de luz solar distribuidos a lo largo de 410 hectáreas, con una producción de 300 GWh anualmente.